# Le Caravage
Vous lisez un « article de qualité » labellisé en 2014.  Il fait partie d'un « thème de qualité ».
Pour les articles homonymes, voir Caravage, Michelangelo (homonymie) et Caravaggio.
Michelangelo Merisi da Caravaggio, francisé Caravage ou le Caravage, est un peintre italien, né le 29 septembre 1571 à Milan et mort le 18 juillet 1610 à Porto Ercole.
Son œuvre puissante et novatrice révolutionne la peinture du XVIIe siècle par son caractère naturaliste, parfois brutal, et l'emploi appuyé de la technique du clair-obscur allant jusqu'au ténébrisme. Il connaît la célébrité de son vivant et influence nombre de grands peintres après lui, comme en témoigne l'apparition du caravagisme.
Il obtient en effet un succès foudroyant au début des années 1600 : travaillant dans un milieu de protecteurs cultivés, il obtient des commandes prestigieuses et des collectionneurs de très haut rang recherchent ses peintures. Mais ensuite Caravage entre dans une période difficile. En 1606, après de nombreux démêlés avec la justice des États pontificaux, il blesse mortellement un adversaire au cours d'un duel. Il doit alors quitter Rome et passe le reste de sa vie en exil, à Naples, à Malte et en Sicile. Jusqu'en 1610, l'année de sa mort à l'âge de 38 ans, ses peintures sont en partie destinées à racheter cette faute. Toutefois, certains éléments biographiques portant sur ses mœurs sont aujourd'hui revus, car des recherches historiques récentes remettent en cause le portrait peu flatteur qui a été longtemps propagé par des sources du XVIIe siècle et sur lesquelles on ne peut plus désormais se fonder.
Après une longue période d'oubli critique, il faut attendre le début du XXe siècle pour que le génie de Caravage soit pleinement reconnu, indépendamment de sa réputation sulfureuse. Son succès populaire donne lieu à une multitude de romans et de films, à côté des expositions et des innombrables publications scientifiques qui, depuis un siècle, en renouvellent complètement l'image. Il est actuellement représenté dans les plus grands musées du monde, malgré le nombre limité de peintures qui ont survécu. Toutefois, certains tableaux que l'on découvre depuis un siècle posent encore des questions d'attribution.

## Biographie

### Jeunesse et formation

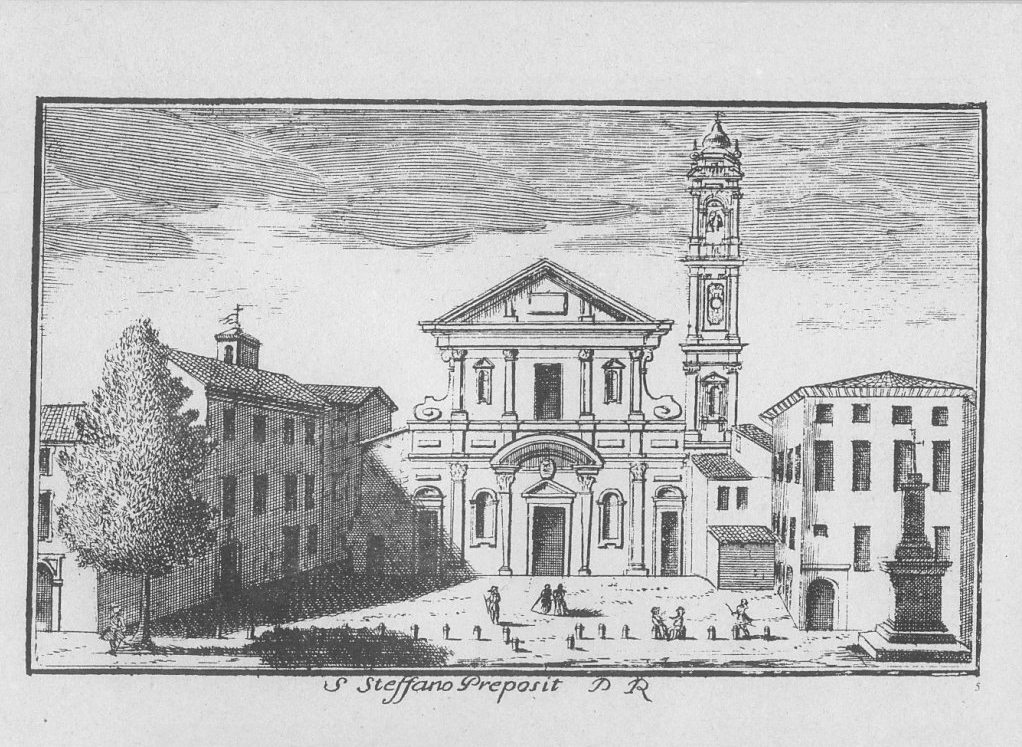
La basilique Saint-Étienne-le-Majeur, à Milan, où Michelangelo est baptisé en 1571. Gravure de Marc'Antonio Dal Re vers 1745.

Michelangelo naît le 29 septembre 1571, à Milan, dans la paroisse de Santa Maria de la Passerella (it) où résident alors ses parents Fermo Merisi et Lucia Aratori qui, tous deux originaires de Caravaggio, une petite ville de la région de Bergame alors sous domination espagnole, se sont mariés le 15 janvier de la même année avec pour témoin Francesco Ier Sforza de Caravage, marquis de Caravaggio.
On connait assez peu de chose des premières années de Michelangelo et sa date ainsi que son lieu de naissance ont longtemps constitué une énigme : c'est l'année de 1573 qui a souvent été retenue, jusqu'à la découverte en 1973 de l'acte de naissance de son frère cadet Giovanni Baptista, permettant alors par déduction de corriger à l'année 1571. Les derniers doutes sont levés grâce à la découverte en 2007 de son propre acte de naissance dans les archives historiques du diocèse de Milan où figure, à la date du 30 septembre 1571 — lendemain de la fête de l'archange Michel auquel il doit probablement son nom — : « Aujourd'hui le 30 fut baptisé Michel-Ange, fils du signor Fermo Merisi et de la signora Lucia Aratori. Parrain, le signor Francesco Sessa », ce dernier étant un patricien milanais.
Michelangelo est ainsi baptisé le lendemain de sa naissance à la basilique Saint-Étienne-le-Majeur (alors Santo Stefano in Brolo), église voisine de la paroisse familiale, dans le quartier milanais où réside le maître de la fabbrica del Duomo..
Son père exerce des fonctions qui sont différemment définies selon les sources : contremaître, maçon ou architecte ; il a le titre de « magister », ce qui pourrait signifier qu'il est l'architecte décorateur ou l'intendant de Francesco Ier Sforza. Néanmoins, plusieurs documents emploient le terme assez vague de « muratore » pour qualifier le métier du père de Caravage, ce qui semble signifier qu'il dirigeait une petite entreprise de construction. Son grand-père maternel est un arpenteur reconnu et estimé. Ses deux familles, paternelle et maternelle, entièrement originaires de Caravaggio, appartiennent à la classe moyenne et sont honorablement connues : Costanza Colonna, fille de Marcantonio Colonna et épouse de Francesco Ier Sforza, a recours à plusieurs femmes de la famille Merisi comme nourrices pour ses enfants — elle sera pour Michelangelo une protectrice sur laquelle il pourra compter à plusieurs reprises.
Sa demi-sœur, Margherita, est née d'une union précédente en 1565. La naissance de Michelangelo en 1571 est suivie par celles de deux frères et une sœur : Giovan Battista en 1572, Caterina en 1574 et Giovan Pietro vers 1575-1577. Giovan Battista devient prêtre et est parfaitement informé de la Réforme catholique initiée à Milan par l'archevêque Charles Borromée et à Rome par le fondateur des Oratoriens, Philippe Néri. Michelangelo reste pendant toute sa période romaine en accord étroit avec cette société des Oratoriens.

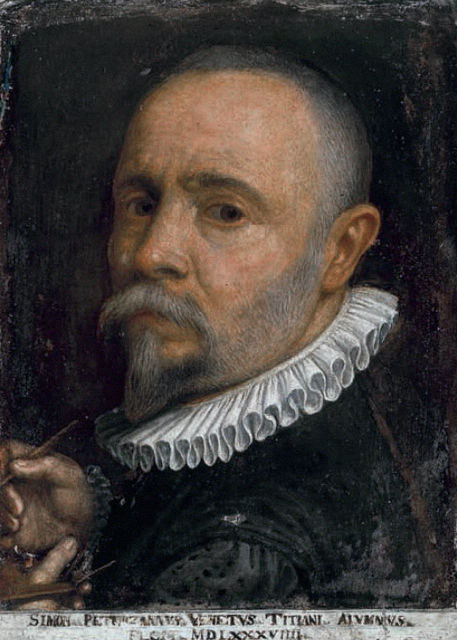
Simone Peterzano, autoportrait daté de 1589, à la fin de l'apprentissage du Caravage.

La peste frappe Milan en 1576. Pour échapper à l'épidémie, la famille Merisi se réfugie à Caravaggio, ce qui n'empêche pas la maladie d'emporter successivement le grand-père de Michelangelo et quelques heures plus tard son père le 20 octobre 1577, puis son petit frère Giovan Pietro. En 1584, la veuve et ses quatre enfants survivants sont de retour dans la capitale lombarde où Michelangelo, âgé de treize ans, intègre l'atelier de Simone Peterzano, qui se dit disciple de Titien mais avec un style plus proprement lombard que vénitien : le contrat d'apprentissage est signé par sa mère le 6 avril 1584, moyennant 24 écus d'or pour une durée de quatre ans.
L'apprentissage du jeune peintre dure donc au moins quatre ans auprès de Simone Peterzano, et à travers lui, au contact de l'école lombarde avec son luminisme expressif et ses détails vrais. Il est attentif au travail des frères Campi (principalement Antonio) et d'Ambrogio Figino, que l'apprenti-peintre a pu étudier de très près à Milan même et dans les petites villes voisines. Il voit probablement aussi de bons exemples des peintures vénitiennes et bolonaises : Moretto, Savoldo, Lotto, Moroni ou encore Titien, tout autant accessibles sur place, et même celles de Léonard de Vinci qui a séjourné à Milan de 1482 à 1499-1500 puis de 1508 à 1513 et dont les traces des divers séjours ont été nombreuses et plus ou moins accessibles : La Cène, le projet de sculpture pour un cheval monumental, etc. Le jeune Merisi étudie les théories picturales de son temps, le dessin, les techniques de la peinture à l'huile et de la fresque, mais s'intéresse surtout au portrait ainsi qu'à la nature morte.
Les dernières années d'apprentissage de Caravage, entre 1588 et l'année de son déménagement à Rome durant l'été 1592, restent peu connues : il aurait été l'élève d'Enea Salmeggia et peut-être même de Simone Peterzano, à moins qu'il se soit déjà établi à son propre compte.

### Contexte artistique et religieux

#### Héritage pictural
L'historien de l'art italien Roberto Longhi a su le premier mettre des noms dans la culture visuelle de Caravage en étudiant ses tableaux. D'après lui, le développement du style de Caravage aurait été la conséquence de l'influence de certains maîtres lombards, et plus précisément ceux ayant travaillé dans la région de Bergame, Brescia, Crémone et jusqu'à Milan : Foppa et Borgognone au siècle précédent, puis Lotto, Savoldo, Moretto et Moroni (que Longhi qualifie de « pré-caravagistes »). L'influence de ces maîtres, à laquelle on peut ajouter celle d'Ambrogio Figino, aurait donné les bases de l'art de Caravage. Savoldo ou encore les frères Antonio, Giulio et Vincenzo Campi utilisent ainsi des techniques de contraste entre ombres et lumière, peut-être inspirées de la fresque vaticane en clair-obscur de Raphaël représentant saint Pierre en prison. Cet effet de contraste devient un élément central de l’œuvre de Caravage. D'après Longhi, le principal maître de cette école serait Foppa, à l'origine de la révolution de la lumière et du naturalisme — opposé à une certaine majesté de la Renaissance — qui sont les éléments centraux des peintures de Caravage. Enfin, Longhi ne manque pas de souligner la très probable influence de Simone Peterzano, le maître du jeune apprenti qu'est encore Caravage. Le voyage vers Rome pouvait passer, pour un peintre en particulier, par Bologne, où il a pu aussi découvrir les expériences d'Annibale Carrache, qui lui auraient été utiles lors de ses premiers tableaux pour le marché libre à Rome.

Quelques premières influences probables de Caravage
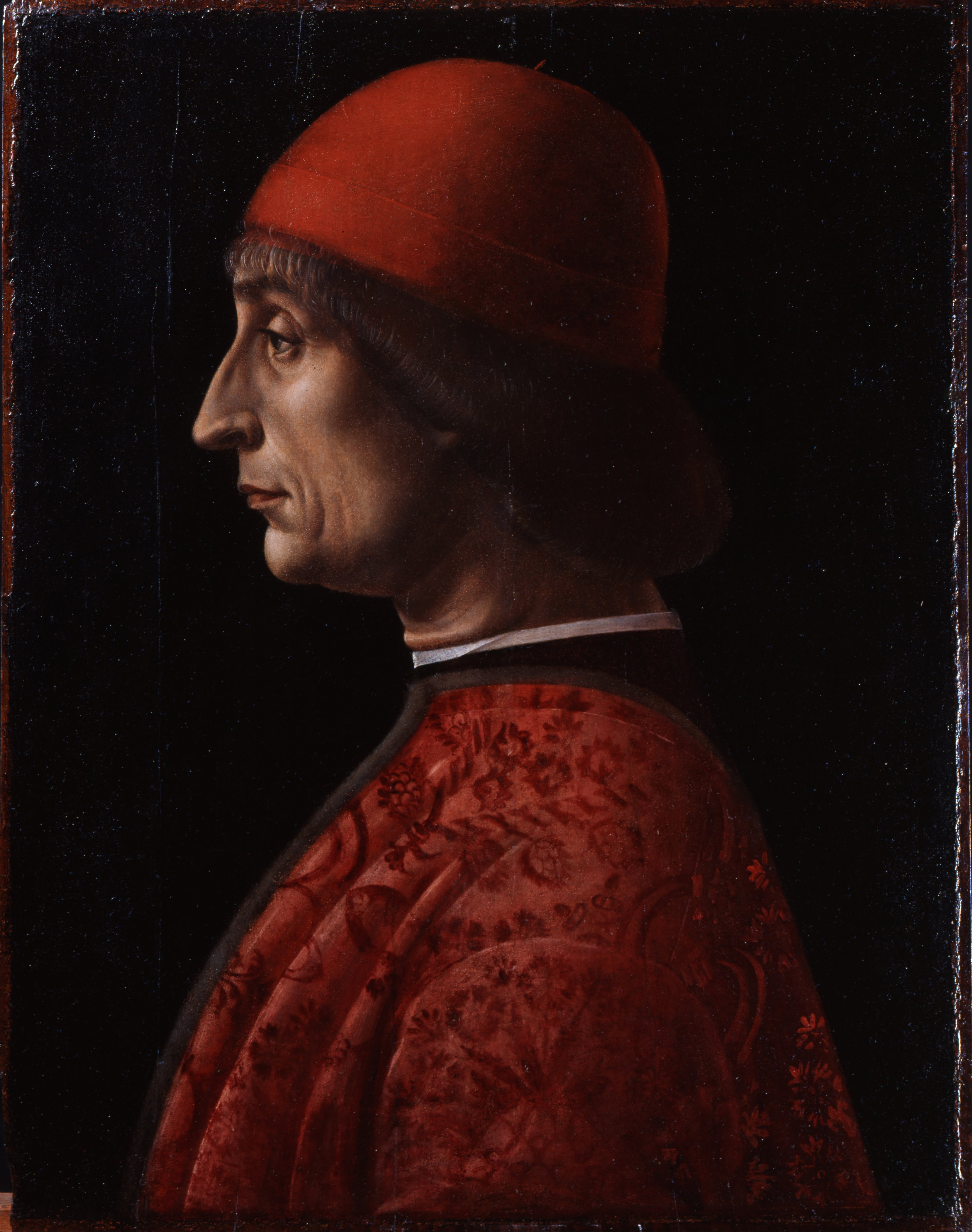
Foppa, Portrait de Giovanni Francesco Brivio, 1495. Museo Poldi Pezzoli, Milan.
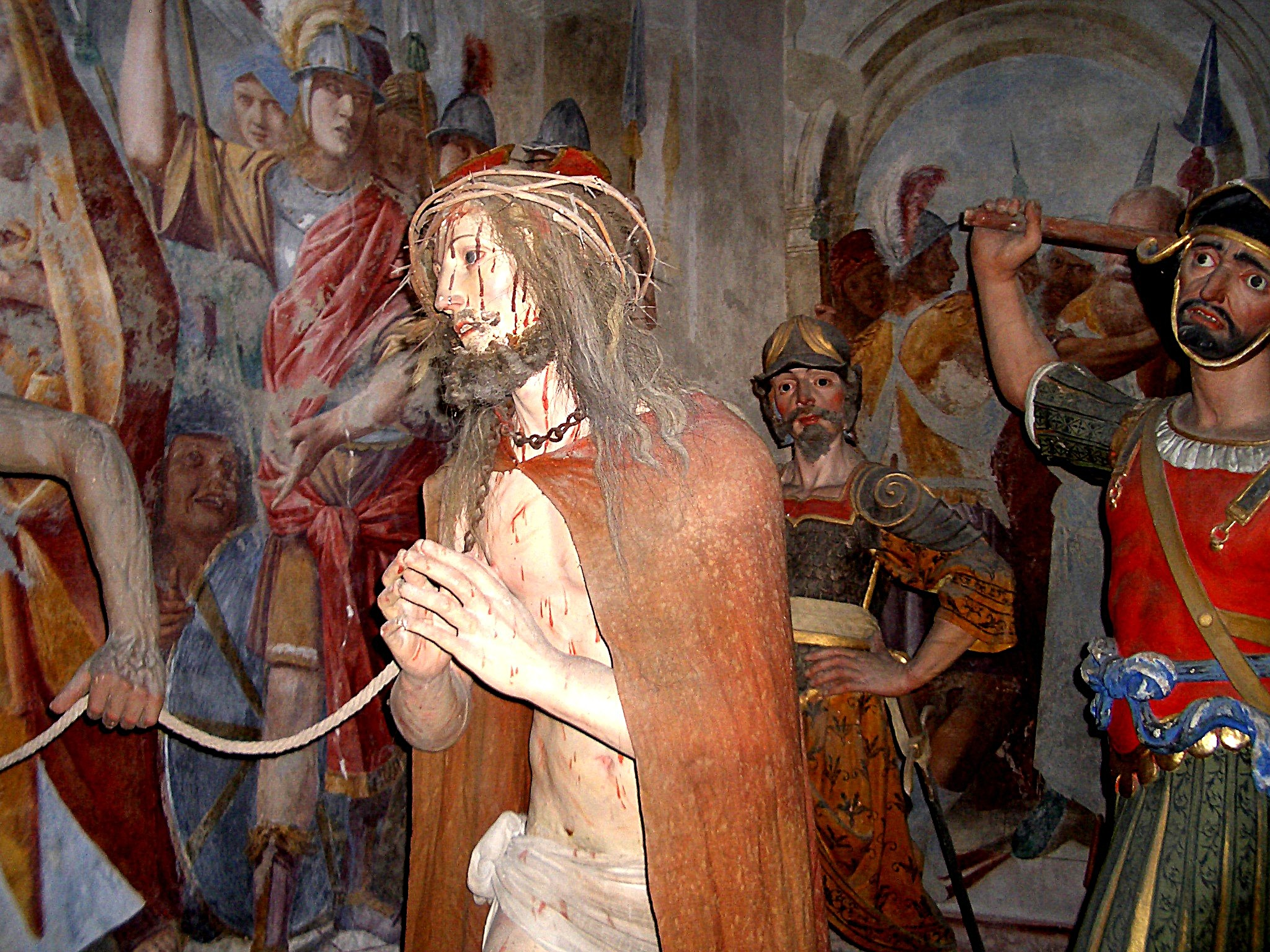
Gaudenzio Ferrari, La Montée au Calvaire, v. 1510. Mont Sacré de Varallo, Varallo Sesia[18].
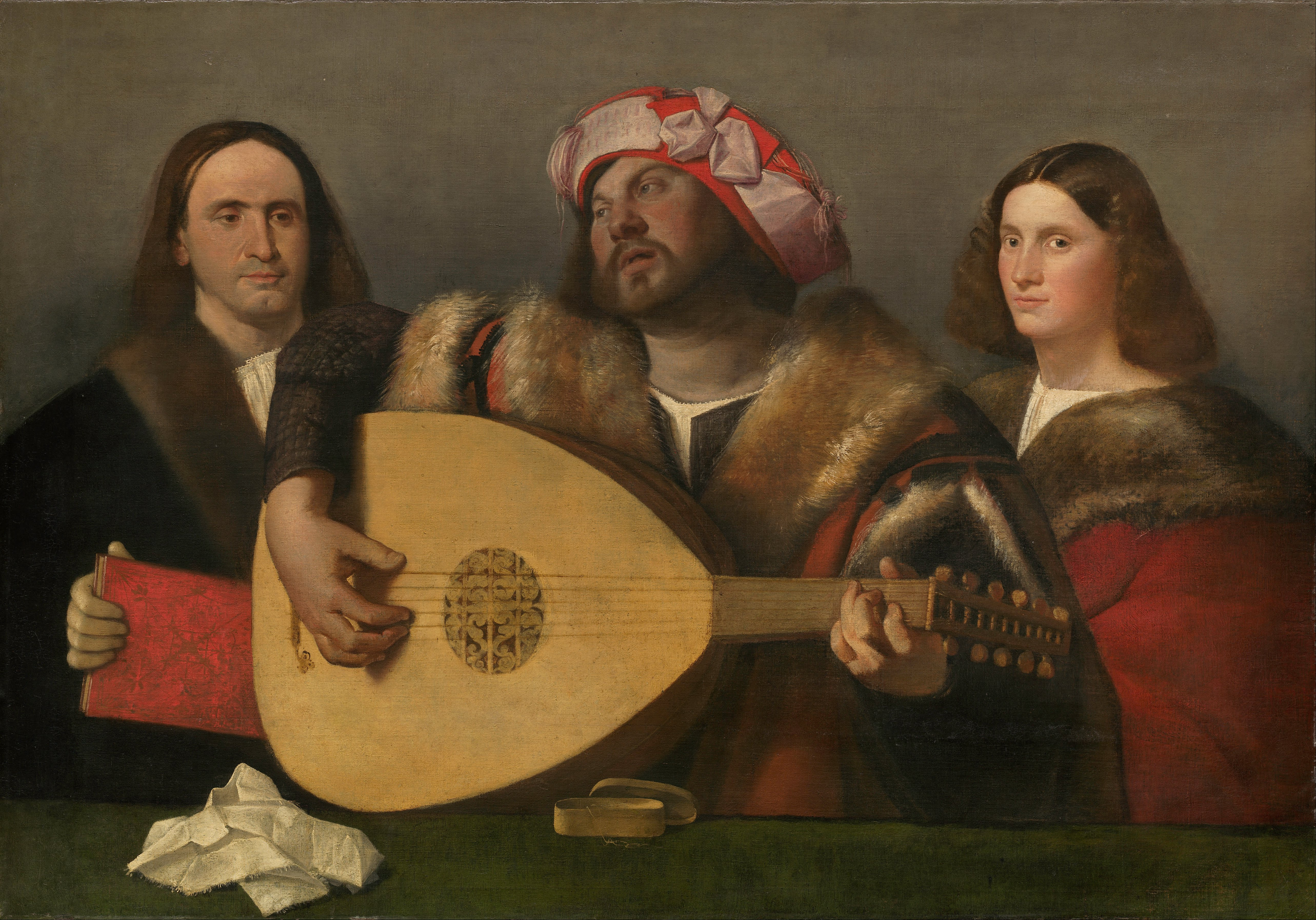
Giovanni Cariani, Le Concert, v. 1518-1520. National Gallery of Art, Washington[g].
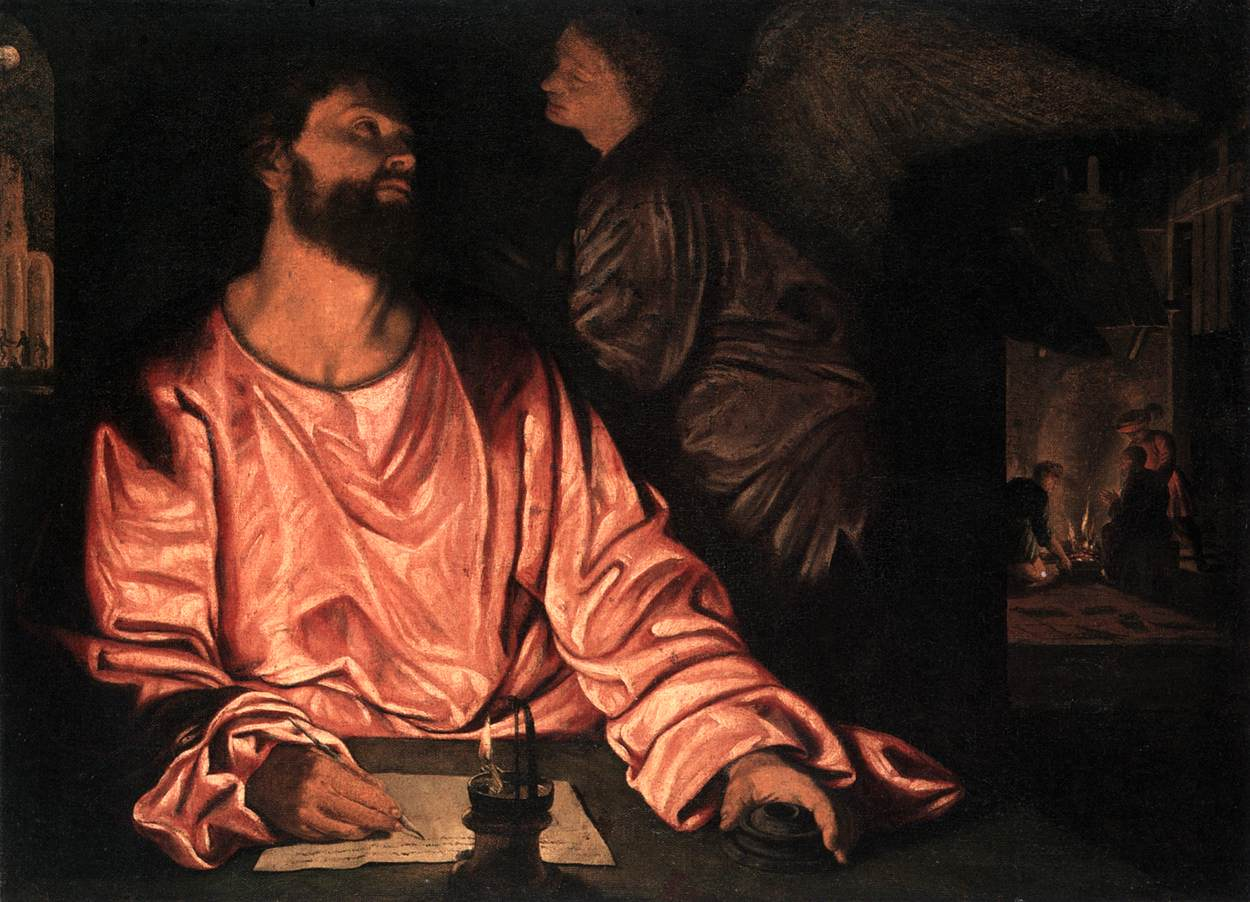
Savoldo, Saint Matthieu et l'Ange, v. 1530-1533. Metropolitan Museum of Art, New York.
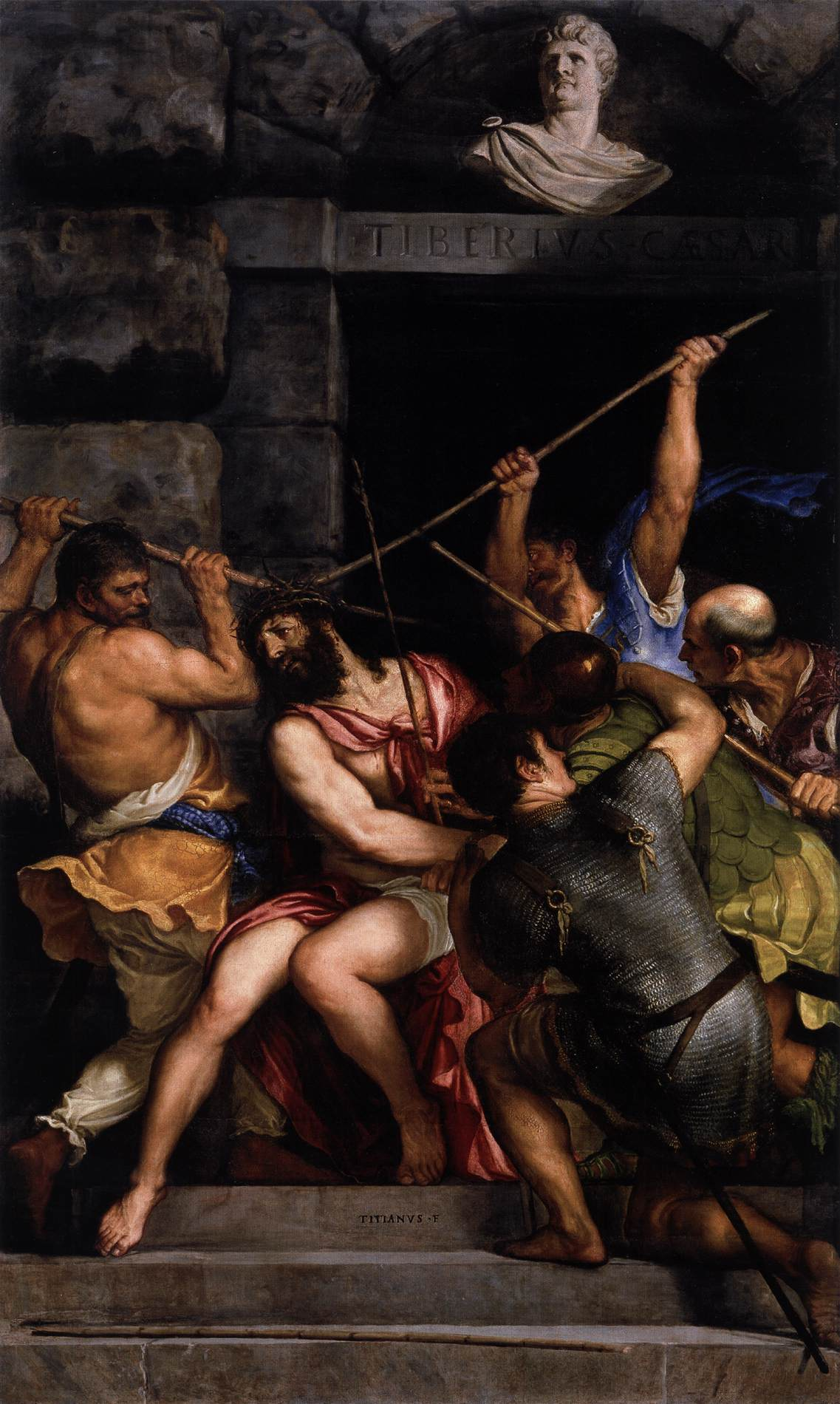
Titien, Le Couronnement d'épines, 1542. Musée du Louvre, Paris.
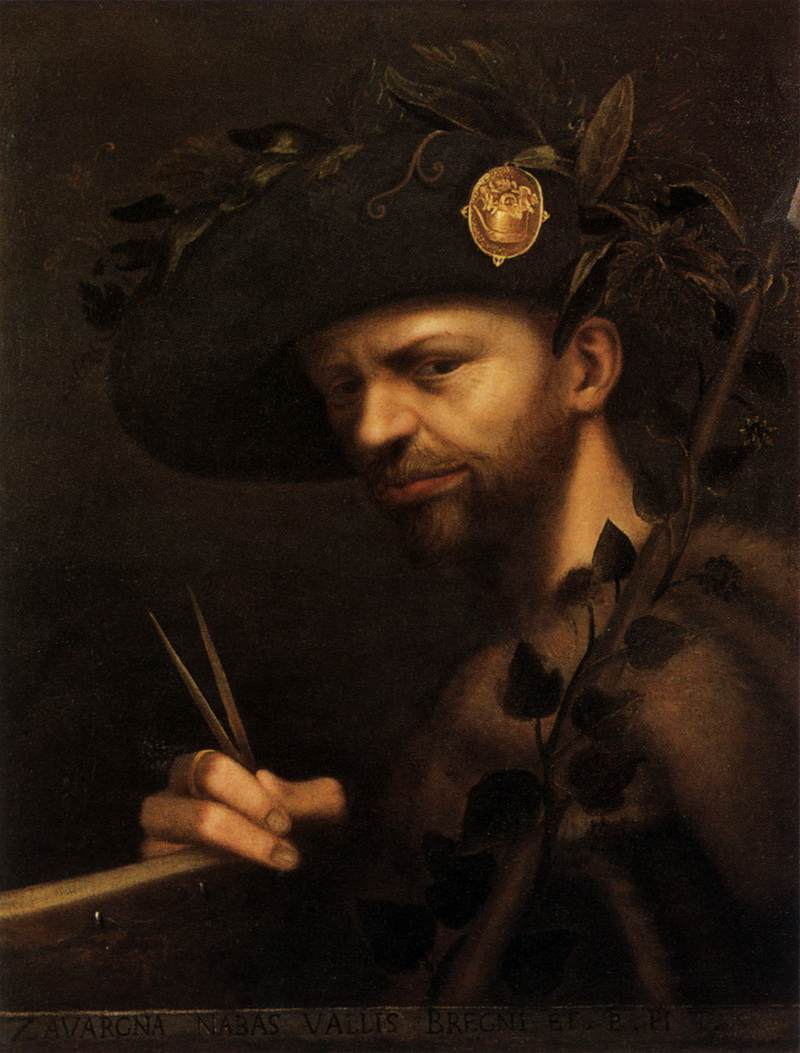
Giovanni Paolo Lomazzo, Autoportrait en peintre et abbé de l'Accademia della Val di Blenio, v. 1568. Pinacothèque de Brera, Milan[h].
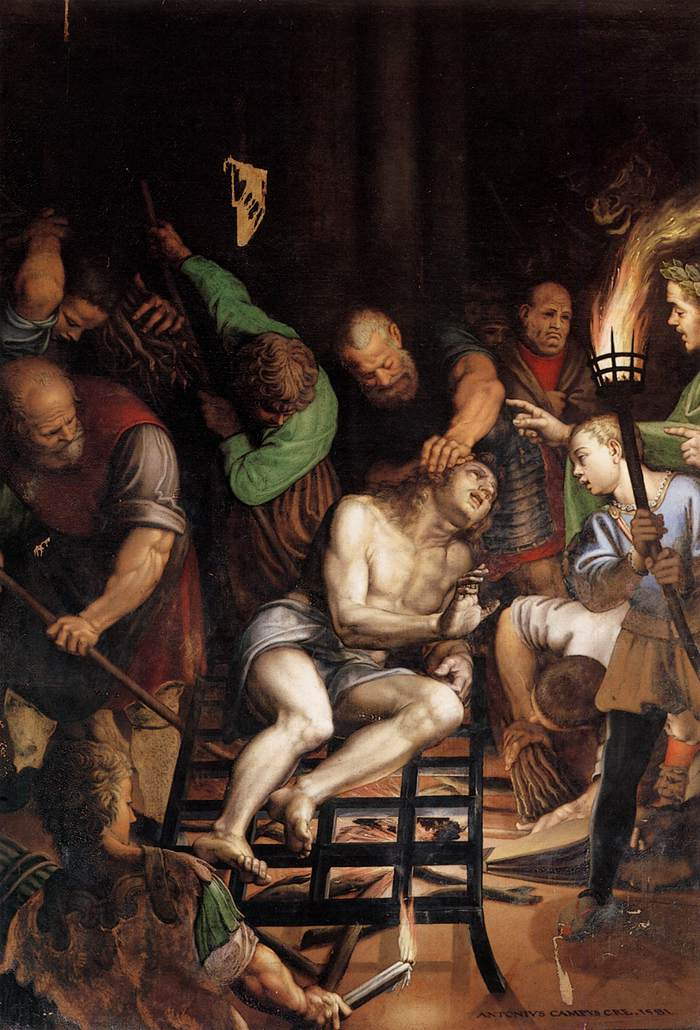
Antonio Campi, Le Martyre de saint Laurent, 1581. Église San Paolo Converso, Milan[i].

#### Influence de la Réforme catholique
Les biographes de Caravage évoquent toujours les rapports étroits entre le peintre et le mouvement de la Réforme catholique (ou « Contre-Réforme »). Le début de l'apprentissage du peintre coïncide ainsi avec la disparition d'une figure majeure de cette Réforme : Charles Borromée, qui, parallèlement au gouvernement espagnol, a exercé au nom de l'Église l'autorité juridique et morale sur Milan. Le jeune artiste y découvre le rôle essentiel des commanditaires, à l'initiative de presque toute peinture à cette époque, et le contrôle exercé par l'autorité religieuse sur le traitement des images à destination du public. Charles Borromée, cardinal puis archevêque de Milan, est l'un des rédacteurs du concile de Trente et il s'est efforcé de le mettre en pratique en ravivant l'action du clergé auprès des catholiques et en incitant les plus aisés à s'engager dans des confréries au secours des plus pauvres et des prostituées.

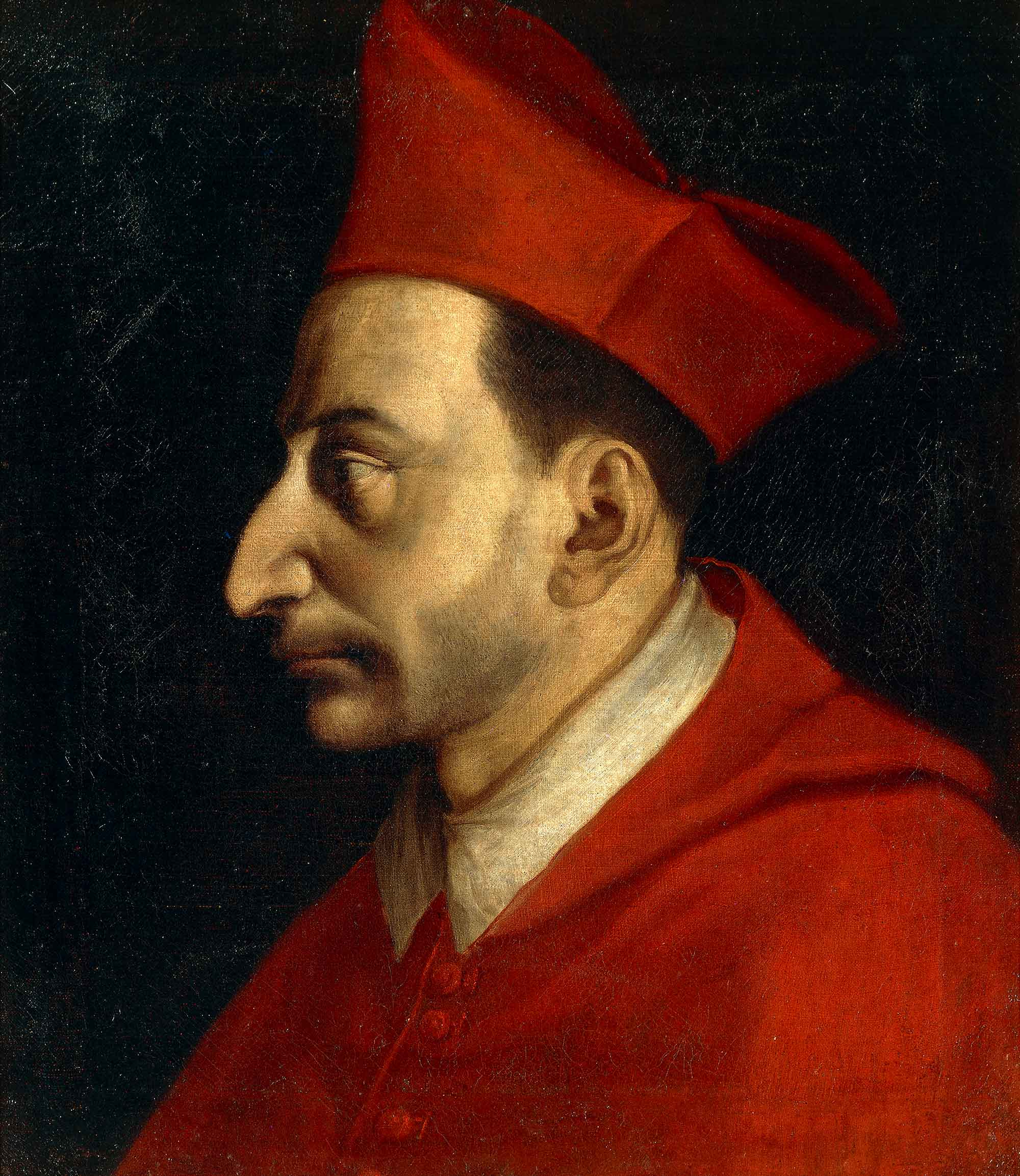
Le cardinal Charles Borromée, figure centrale de la Réforme catholique au XVIe siècle. Tableau d'Ambrogio Figino. Pinacothèque Ambrosienne, Milan.

Frédéric Borromée, cousin de Charles et lui aussi archevêque de Milan depuis 1595, a poursuivi cette œuvre et a entretenu des liens étroits avec saint Philippe Néri, mort en 1595 et canonisé en 1622. Fondateur de la Congrégation des Oratoriens, celui-ci a souhaité renouer avec la dévotion des premiers chrétiens, leur vie simple, et il a accordé un grand rôle à la musique. L'entourage de Caravage, ses frères, et Costanza Colonna qui protège sa famille, pratiquent leur foi dans l'esprit des Oratoriens et des Exercices spirituels d'Ignace de Loyola afin d'intégrer les mystères de la foi à leur vie quotidienne. Les scènes religieuses de Caravage sont donc logiquement imprégnées de cette simplicité, mettant en scène des pauvres, avec leurs pieds sales, les apôtres allant pieds nus ; la fusion des costumes antiques les plus modestes et des vêtements contemporains les plus simples participe de l'intégration de la foi à la vie quotidienne.

### Période romaine (1592–1606)

#### Mise en place d'un répertoire personnel

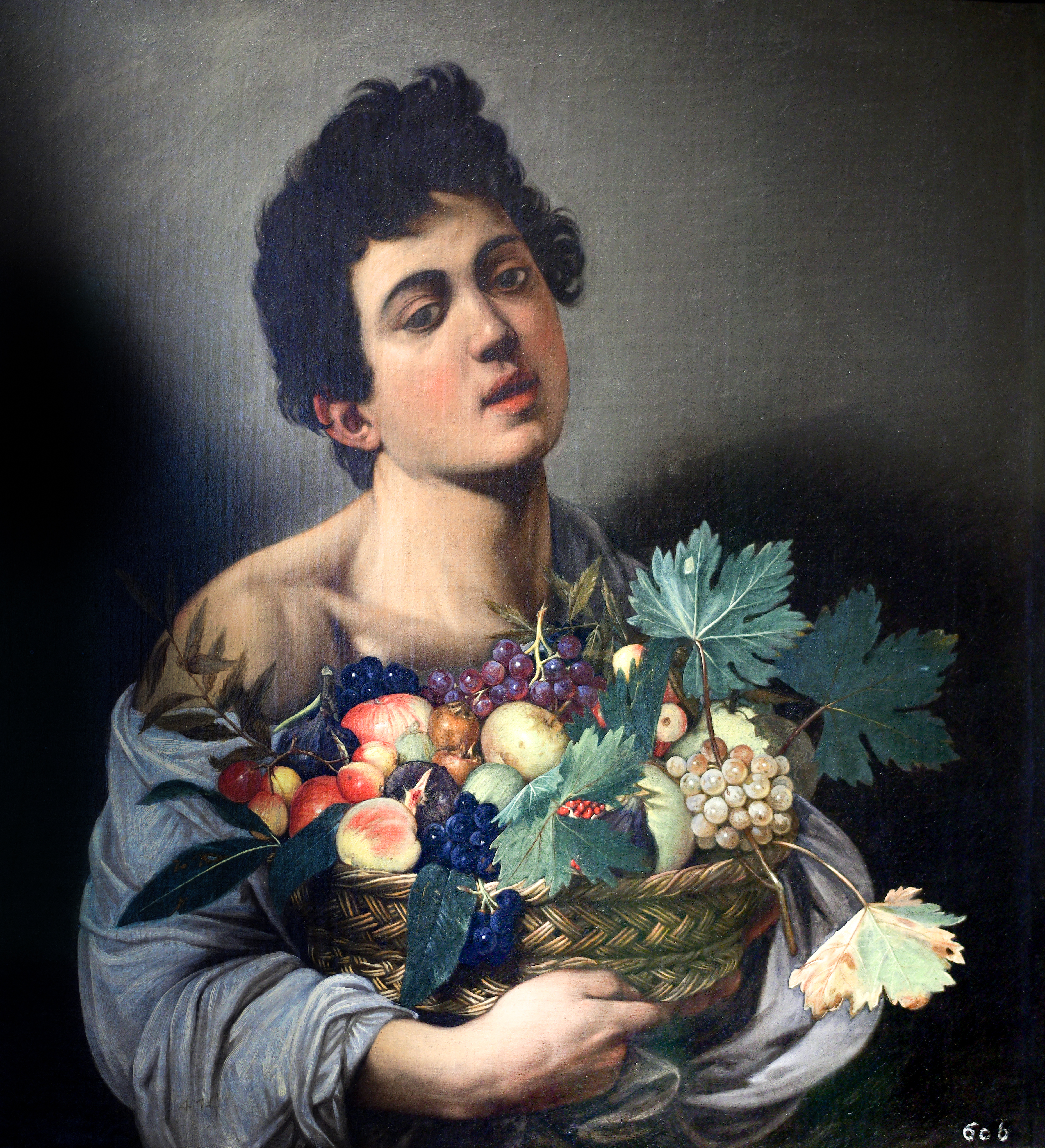
L'un des tout premiers tableaux connus de la main de Caravage : Garçon avec un panier de fruits,, 1593. Galerie Borghèse, Rome.

Caravage quitte l'atelier de Simone Peterzano et retourne à Caravaggio vers 1589, année de la mort de sa mère. Il y reste jusqu'au partage de l'héritage familial en mai 1592, puis il part à l'été, peut-être pour Rome, cherchant à y faire carrière comme beaucoup d'artistes alors. Il n'est pas exclu, toutefois, qu'il arrive à Rome plus tôt car cette période est mal documentée ; en fait, sa trace est perdue en 1592 pour un peu plus de trois ans, jusqu'à ce qu'on puisse attester de sa présence à Rome en mars 1596 (et sans doute depuis la fin 1595). Rome est à cette époque une ville pontificale dynamique, animée par le concile de Trente et la Réforme catholique. Les chantiers y fleurissent et il y souffle un esprit baroque. Le pape Clément VIII est élu le 30 janvier 1592, succédant à Sixte V qui a déjà beaucoup transformé la ville.
Les premières années dans la grande cité sont chaotiques et mal connues : cette période a, ultérieurement et sur des faits mal interprétés, forgé sa réputation d'homme violent et querelleur, souvent obligé de fuir les conséquences judiciaires de ses rixes et duels. Il vit d'abord dans le dénuement, hébergé par Pandolfo Pucci. D'après Mancini, c'est de cette époque que datent ses trois premiers tableaux destinés à la vente, dont seulement deux nous sont parvenus : Garçon mordu par un lézard et Garçon pelant un fruit. Seules des copies subsistent de ce dernier tableau, qui est probablement sa première composition connue et constitue l'un des tout premiers tableaux de genre à l'image de ceux d'Annibal Carrache dont Caravage a pu vraisemblablement voir les œuvres à Bologne. L'hypothèse d’une ambiance homoérotique dans les peintures de cette époque, apparue parmi les spécialistes de l'artiste dans les années 1970, est aujourd'hui vivement contestée.
Caravage entame des relations plus ou moins solides avec divers peintres locaux : d'après Baglione, il serait d'abord entré à l'atelier du très modeste peintre sicilien Lorenzo Carli dit « Lorenzo Siciliano »,. Il fait la rencontre du peintre Prospero Orsi, de l'architecte Onorio Longhi et peut-être du peintre sicilien Mario Minniti qui deviennent des amis et qui l'accompagnent dans sa réussite. Il fait également la connaissance de Fillide Melandroni, qui devient une courtisane renommée à Rome et lui sert de modèle à maintes reprises.
Il est possible qu'il entre ensuite dans un atelier de meilleur niveau, celui d'Antiveduto Grammatica, mais toujours pour y produire des tableaux bon marché,.

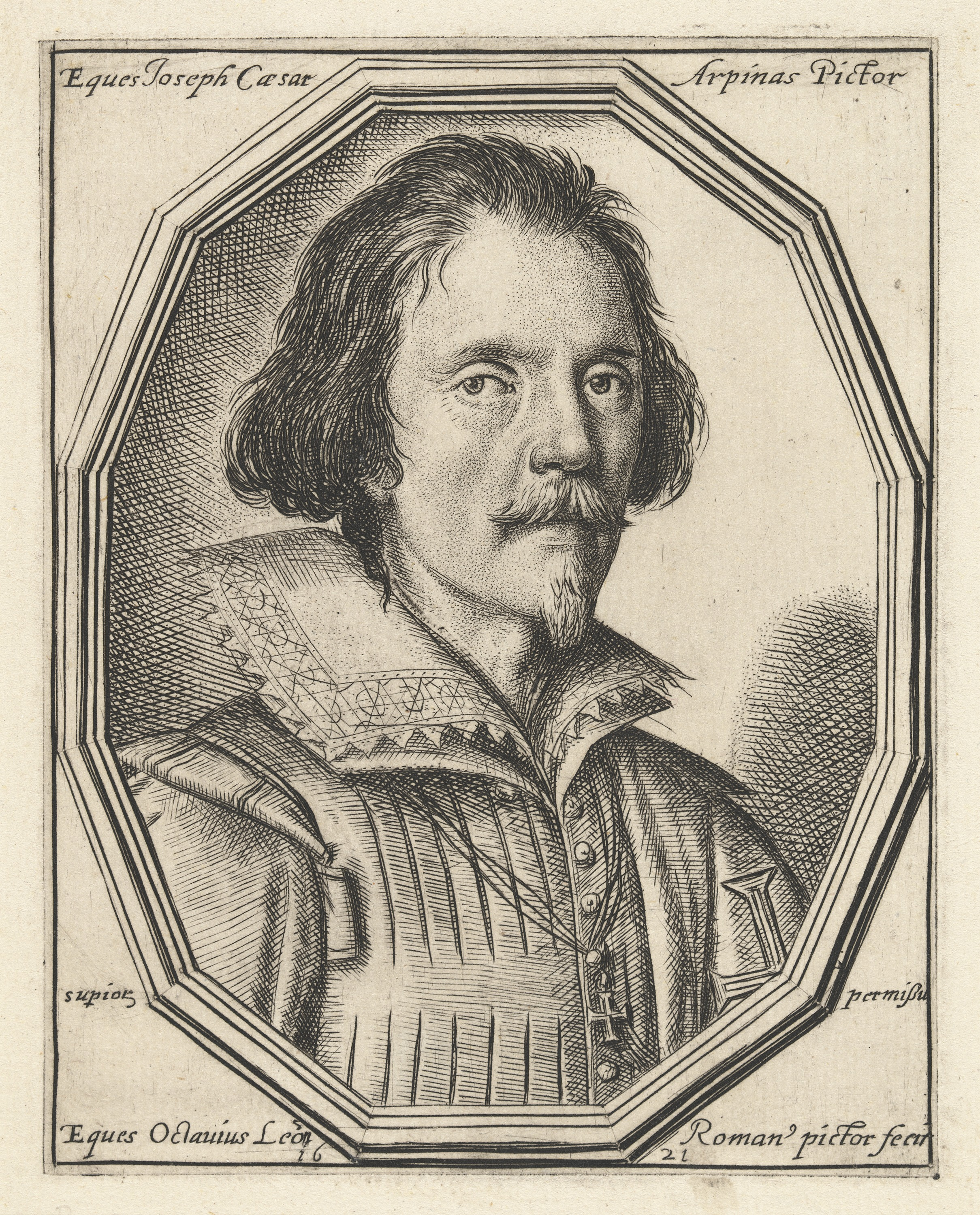
Le Cavalier d'Arpin, dans l'atelier duquel Caravage est employé en 1593. Portrait par Ottavio Leoni, 1621. National Gallery of Art, Washington, D.C.

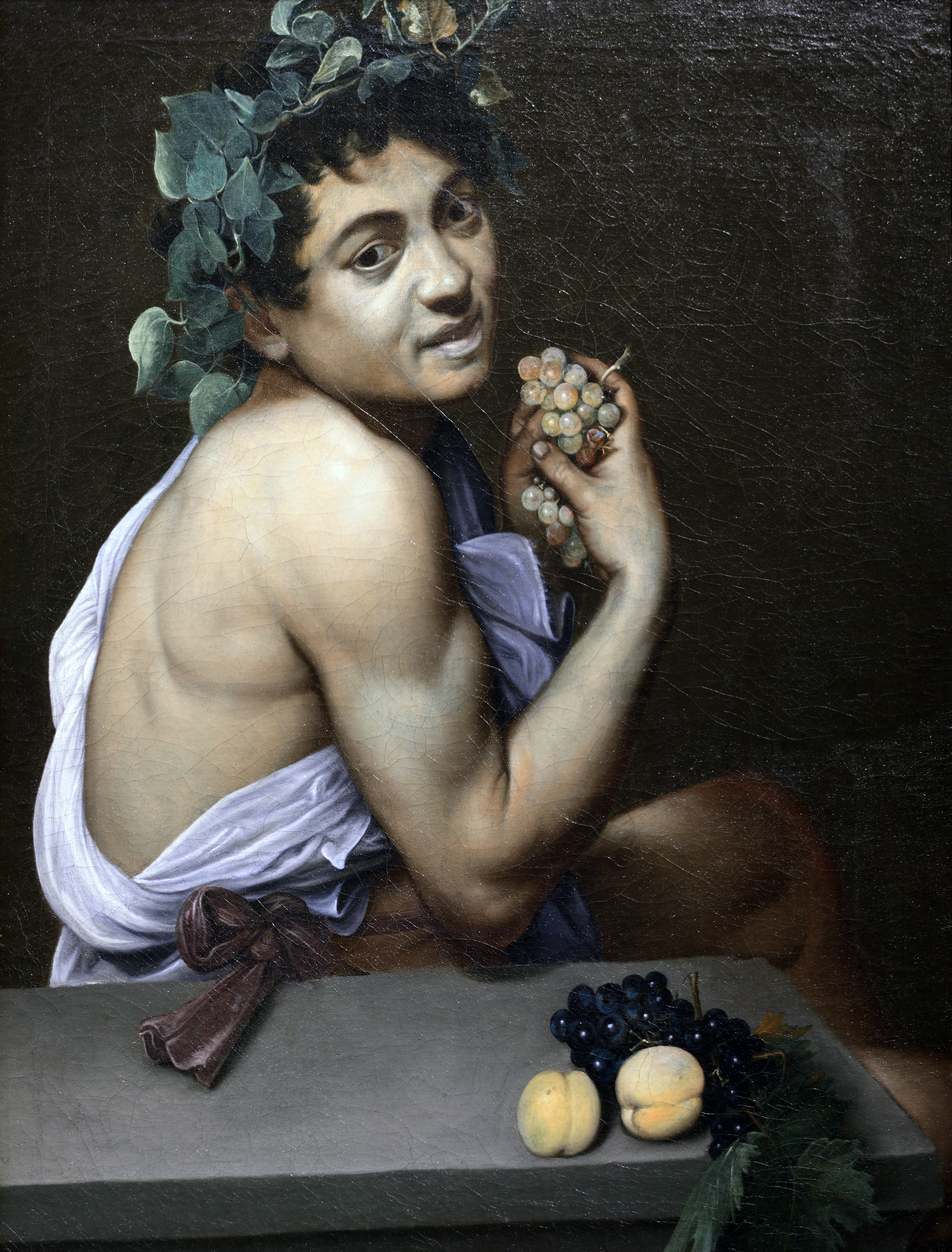
Le Petit Bacchus malade (v.1593 ou 1594).

Il travaille, à partir de la première moitié de l'année 1593 et durant quelques mois, chez Giuseppe Cesari. À peine plus âgé que Caravage, Cesari est chargé de commandes et, ayant été anobli, il devient le « Cavalier d'Arpin ». C'est le peintre attitré du pape Clément VIII et un artiste très en vue, bien que lui et son frère Bernardino ne jouissent pas d'une réputation de haute moralité. C'est peut-être à leur contact, néanmoins, que Caravage éprouve le besoin de s'approcher des mœurs typiques de l'aristocratie du moment. Cesari confie à son apprenti la tâche de peindre des fleurs et des fruits dans son atelier. Durant cette période, Caravage est probablement aussi employé comme décorateur d’œuvres plus complexes, mais il n'existe aucun témoignage fiable. Il aurait pu apprendre au contact de Cesari comment vendre son art et comment, pour d'éventuels collectionneurs et amateurs d'antiquités, mettre en place son répertoire personnel en exploitant ses connaissances de l'art lombard et vénitien. C'est la période du Petit Bacchus malade, du Garçon avec un panier de fruits et du Bacchus : des figures à l'antique qui cherchent à capter le regard du spectateur et où la nature morte, depuis peu mise à l'honneur, témoigne du savoir-faire du peintre avec une extrême précision dans les détails. Semés de références à la littérature classique, ces premiers tableaux sont bientôt à la mode, comme en témoignent de nombreuses copies d'époque de grande qualité.
Plusieurs historiens évoquent un possible voyage à Venise pour expliquer certaines influences typiquement vénitiennes, notamment pour Le Repos pendant la Fuite en Égypte, mais ceci n'a jamais été établi avec certitude. Il semble peu apprécier à cette époque la référence à l'art de Raphaël ou à l'Antiquité romaine (ce qui, pour les artistes du XVIIe siècle, renvoie essentiellement à la sculpture romaine) mais il ne les ignore jamais. Sa Madeleine repentante témoigne ainsi de la survivance d'une figure allégorique antique mais avec une vue en légère plongée qui renforce l'impression d'abaissement de la pécheresse. Ce serait la première figure entière du peintre.
À la suite d'une maladie ou d'une blessure, il est hospitalisé à l’hôpital de la Consolation. Sa collaboration avec Cesari prend fin brutalement, pour des raisons mal identifiées.
C'est à cette époque que le peintre Federigo Zuccaro, protégé du cardinal Frédéric Borromée, provoque d'importants changements dans le statut des peintres. Il transforme leur confrérie en une académie en 1593 : l'Accademia di San Luca (Académie de Saint-Luc). Ceci a pour but d'élever le niveau social des peintres en invoquant la valeur intellectuelle de leur travail, tout en orientant la théorie artistique en faveur du disegno (dans le sens de dessin mais aussi d'intention de dessein) contre le concept de colore défendu par le théoricien maniériste Lomazzo. Caravage apparaît sur une liste des premiers participants.

#### Succès romains

##### Amitié avec le cardinal Del Monte

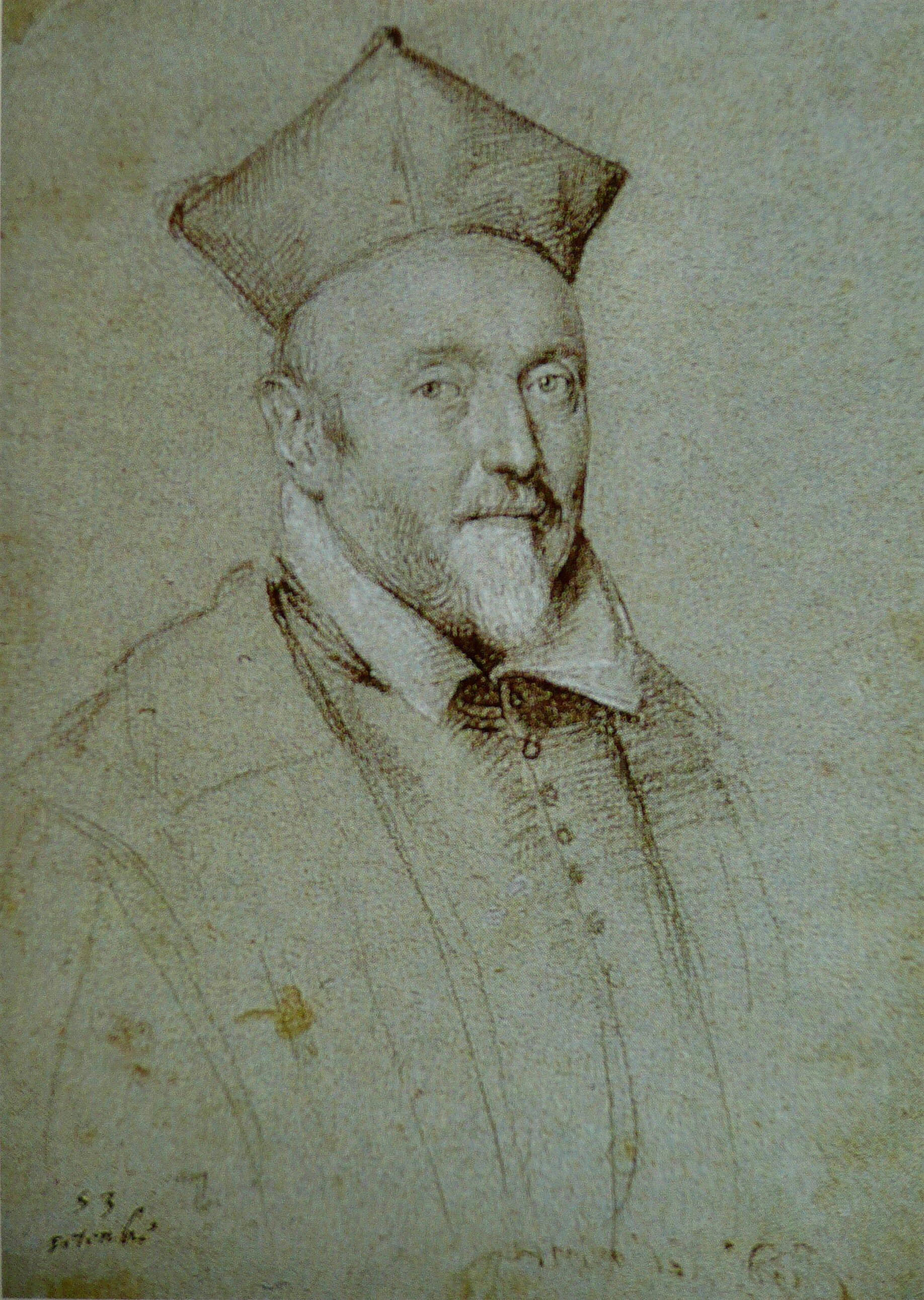
Le cardinal Del Monte, mécène et protecteur du peintre.
Dessin d'Ottavio Leoni, 1616. Musée d'Art John-et-Mable-Ringling, Sarasota (Floride).

Pour survivre, Caravage contacte des marchands afin de vendre ses tableaux. Il fait ainsi la connaissance de Constantino Spata dans sa boutique près de l'église Saint-Louis-des-Français. Celui-ci le met en relation avec son ami Prospero Orsi (également connu sous le nom de Prospero delle Grottesche) qui participe avec Caravage aux premières rencontres de l’Accademia di San Luca et devient son ami. Il l'aide à trouver un logement indépendant, chez Fantino Petrignani, et lui fait rencontrer ses connaissances bien placées. Le beau-frère d'Orsi, le camérier papal Gerolamo Vittrici, commande ainsi à Caravage trois peintures : Madeleine repentante, Le Repos pendant la Fuite en Égypte et La Diseuse de bonne aventure — puis plus tard le tableau d'autel La Mise au tombeau.
La Diseuse de bonne aventure soulève l'enthousiasme du cardinal Francesco Maria del Monte, homme de très grande culture, passionné d'art et de musique qui, enchanté par cette peinture en commande bientôt une seconde version, celle de 1595 (musées du Capitole). Le cardinal avait auparavant commencé par une première acquisition : le tableau des Tricheurs. Le jeune lombard entre alors au service du cardinal pour presque trois ans dans le palais Madame (l'actuel siège du Sénat italien) à partir de 1597. Le cardinal y a lui-même été installé par son grand ami Ferdinand Ier de Médicis en tant que diplomate au service du Grand-duché de Toscane auprès du pape. D'après Bellori (en 1672), Del Monte offre à l'artiste un très bon statut, allant jusqu'à lui donner une place honorable parmi les gentilshommes de la maison.

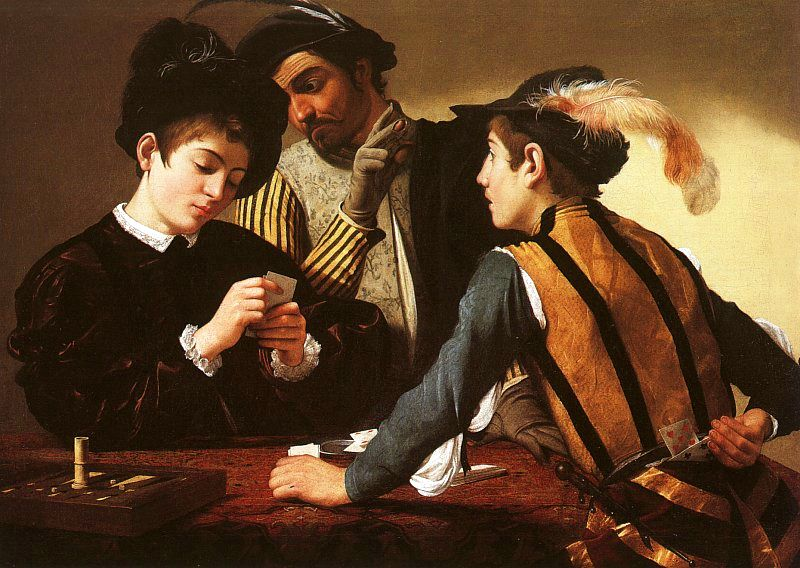
Les Tricheurs, 91 × 128 cm, 1594-1595. Musée d'Art Kimbell, Fort Worth (Texas).

Tout en étant placé sous la protection du cardinal, Caravage a le droit de travailler pour d'autres commanditaires, avec l'assentiment de son protecteur et patron. Cet homme pieux, membre de l'ancienne noblesse, est aussi modeste, portant des vêtements parfois usés, mais c'est l'une des personnalités les plus cultivées de Rome. Il est passionné de musique, forme des artistes et effectue des expériences scientifiques, en particulier en optique, avec son frère, Guidobaldo, qui publie en 1600 un ouvrage fondamental sur ce sujet. Dans ce milieu, Caravage trouve les modèles de ses instruments de musique et les sujets de certains tableaux, avec les détails érudits qui en font tout le charme pour les clients ; il apprend à jouer de la guitare baroque populaire et trouve une stimulation intellectuelle pour porter son attention aux effets (notamment d'optique) et au sens de la lumière et des ombres portées. Le cardinal est coprotecteur de l’Accademia di San Luca et membre de la Fabbrica di San Pietro, clé de toute commande pour la basilique Saint-Pierre et de toutes les affaires liées à des commandes en souffrance. Collectionneur des premières œuvres de Caravage (il possède huit de ses tableaux à sa mort en 1627), il recommande le jeune artiste et lui obtient une importante commande : la décoration de l'ensemble de la chapelle Contarelli à l'église Saint-Louis-des-Français de Rome. Le grand succès de cette réalisation vaut à Caravage d'autres commandes, et contribue largement à assurer sa renommée.
Outre ce soutien crucial, Caravage bénéficie de bon nombre d'avantages au contact de Del Monte. Il intègre les us et coutumes de l'ancienne noblesse, comme l'autorisation de porter l'épée, qui s'étend à leur maisonnée, ou encore l'attachement aux codes de l'honneur permettant d'en faire usage ; il intègre leur dédain du faste mais aussi leur goût pour les collections et la culture, jusqu'à l'usage de l'érudition en peinture ; il fait surtout partie du réseau d'amitié de ces cercles ecclésiastiques et de leurs proches. Ainsi, le voisin de Del Monte est le banquier génois Vincenzo Giustiniani, autre commanditaire et collectionneur de Caravage. Enfin, l'influence du cardinal se ressent dans des détails d'érudition théologique qui impactent les choix picturaux du jeune peintre, tendant à prouver que ce dernier discute de ses compositions avec son protecteur. Caravage trouve donc beaucoup plus qu'un commanditaire en la personne du cardinal Del Monte : c'est pour lui un véritable mentor.
Grâce aux commissions et aux conseils de l'influent prélat, Caravage change son style, abandonnant les toiles de petit format et les portraits individuels pour commencer une période de réalisations d’œuvres complexes avec des groupes de plusieurs personnages profondément impliqués dans une action, souvent à mi-corps mais aussi, parfois, en pied. Le cardinal achète plusieurs peintures qui correspondent à ses propres goûts : Les Musiciens et Le Joueur de luth avec des scènes où s'accentue la proximité avec le spectateur, jusqu'à La Diseuse de bonne aventure et Les Tricheurs où le spectateur devient quasiment un complice de l'action représentée.

##### Célébrité
En quelques années, sa réputation grandit de manière phénoménale. Caravage devient un modèle pour une génération entière de peintres qui s'inspirent de son style et de ses thèmes. Le cardinal Del Monte est membre du collège des cardinaux qui surveille le chantier de la basilique Saint-Pierre, mais il suit aussi d'autres commandes semblables dans les églises romaines. Grâce à lui, Caravage se voit confier des commandes importantes à partir de 1599, notamment pour le clergé : La Vocation et Le Martyre de saint Matthieu, ainsi que Saint Matthieu et l'Ange pour la chapelle Contarelli de l'église Saint-Louis-des-Français (dont Giuseppe Cesari a déjà peint à fresque le plafond en 1593), ainsi que la Nativité avec saint Laurent et saint François (aujourd'hui disparue) pour Palerme, La Conversion de saint Paul sur le chemin de Damas et Le Crucifiement de saint Pierre pour la chapelle Cerasi à l'église Santa Maria del Popolo. Des sources anciennes font état de peintures refusées ; néanmoins, cette question a été récemment revue et corrigée, prouvant que les tableaux de Caravage obtiennent au contraire un succès public malgré certains refus de la part de commanditaires ecclésiastiques. Cela concerne la première version de La Conversion de saint Paul, Saint Matthieu et l'Ange (1602) ou plus tard la Mort de la Vierge (1606). Ces tableaux trouvent néanmoins de nombreux acquéreurs, et parmi les plus notables le marquis Vincenzo Giustiniani et le duc de Mantoue, riches amateurs d'art.

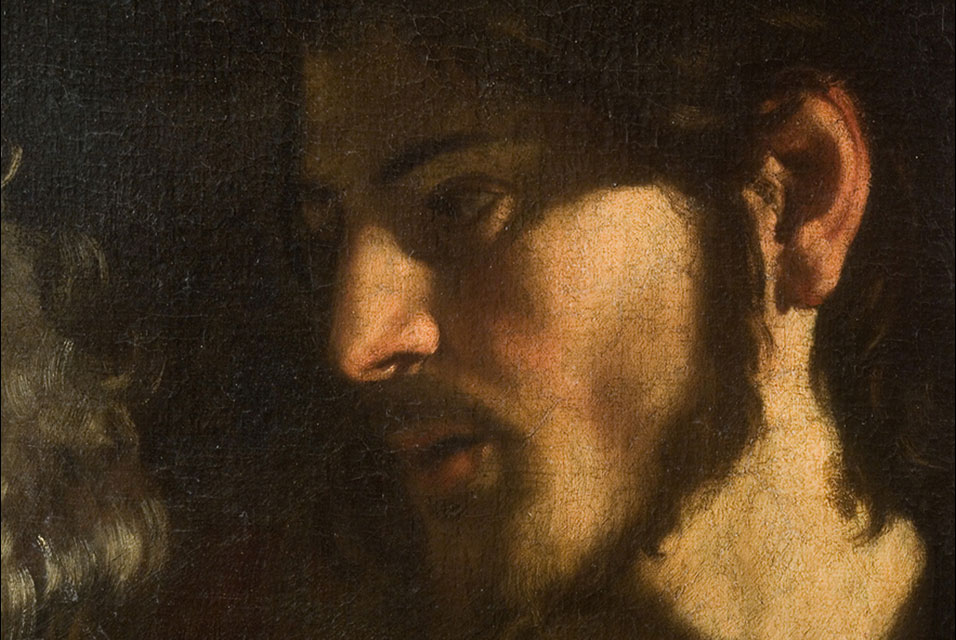
Détail du visage du Christ dans La Vocation de saint Matthieu, v. 1600. Église Saint-Louis-des-Français de Rome.

Les œuvres pour la chapelle Contarelli, en particulier, font sensation lors de leur dévoilement. Le style novateur de Caravage attire l'attention par sa manière de traiter les thèmes religieux (en l'occurrence, la vie de saint Matthieu) et par extension ceux de la peinture d'histoire en s'aidant de modèles vivants. Il transpose ses modèles lombards dans des compositions qui se mesurent aux grands noms du moment : Raphaël et Giuseppe Cesari, futur Cavalier d'Arpin. Dans cette rupture, toute relative, avec les idéaux classiques de la Renaissance, et avec des références érudites prodiguées sans restriction par le cardinal Del Monte et son cercle, il humanise ainsi le divin et le rapproche du commun des croyants. Il remporte un succès immédiat (dès la première version du Saint Matthieu et l'Ange) et étend considérablement son influence auprès des autres peintres, surtout grâce à la scène de La Vocation de saint Matthieu. Ce tableau génère ensuite une profusion d'imitations plus ou moins heureuses. Ces nouveaux tableaux représentent toujours plusieurs personnages en train de boire, de manger ou de jouer de la musique, le tout dans une atmosphère ténébreuse entrecoupée de zones de lumière vive.

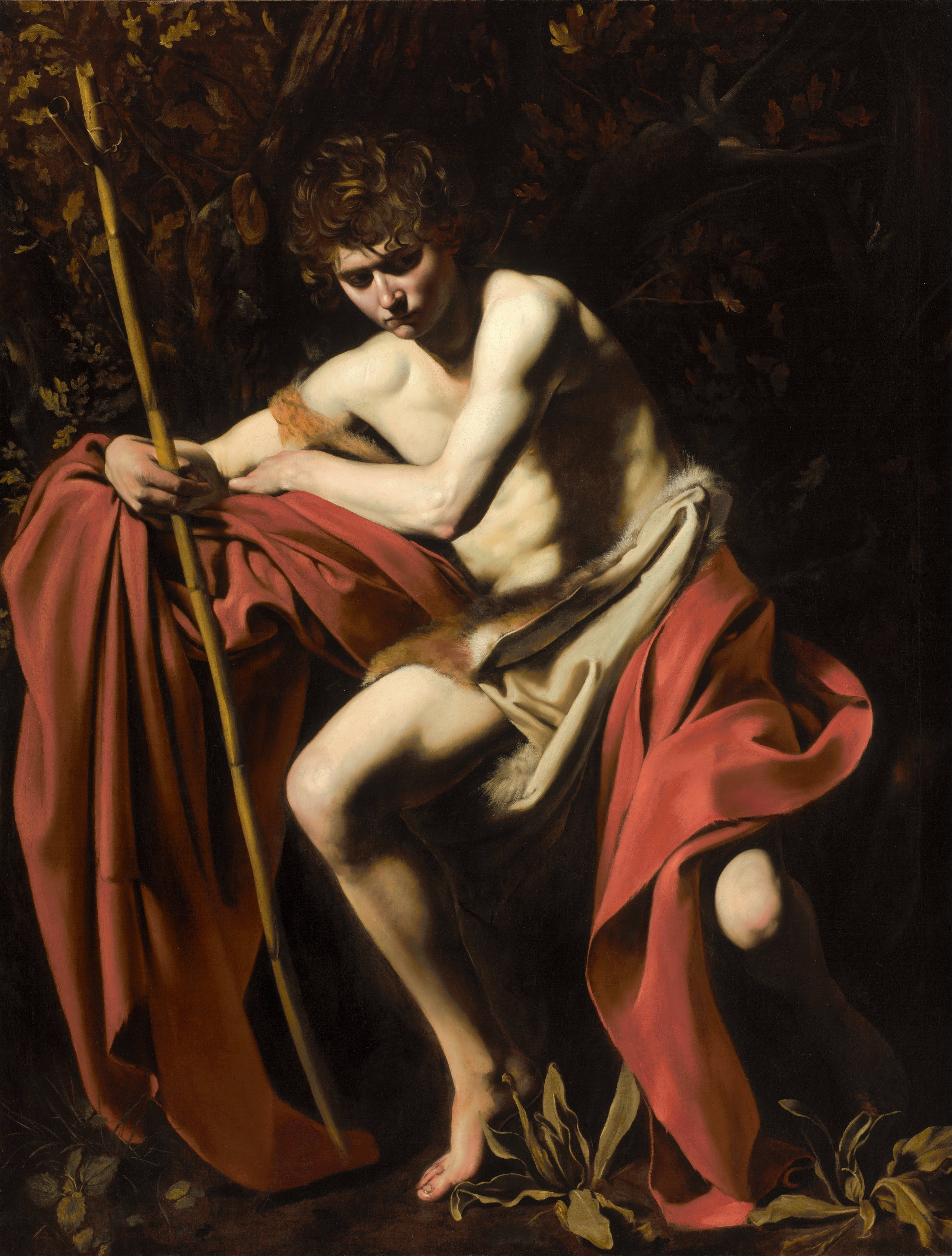
Saint Jean-Baptiste dans le désert, peint entre 1602 et 1604.

Les années qu'il passe à Rome sous la protection du cardinal ne sont toutefois pas exemptes de difficultés. Il se montre bagarreur, susceptible et violent et connaît plusieurs séjours en prison, comme un grand nombre de ses contemporains, les affaires d'honneur se réglant souvent au début du XVIIe siècle par un duel. Il se fait d'ailleurs plusieurs ennemis qui contestent sa manière de concevoir le métier d'artiste peintre, notamment le peintre Giovanni Baglione, virulent détracteur qui s'en prend souvent à lui, et qui contribue durablement à ternir la réputation personnelle de l'artiste dans son ouvrage Le vite de' pittori, scultori et architetti.
Caravage peint pendant cette période romaine une grande partie de ses tableaux les plus réputés et connaît un succès et une célébrité croissants à travers tout le pays : les commandes affluent, même si certaines toiles sont parfois refusées par les commanditaires les plus conventionnels lorsqu'elles s'éloignent des normes iconographiques rigides de l'époque (La Mort de la Vierge est ainsi refusée par les Carmes déchaussés, et néanmoins rapidement achetée par un collectionneur privé, le duc de Mantoue). Les œuvres sont nombreuses, il en réalise plusieurs par an et semble peindre directement sur la toile, d'un trait ferme et en modulant de moins en moins les passages. Néanmoins, il est probable qu'il ait réalisé des études, bien qu'aucun dessin n'ait été conservé. Vers 1597, sa fameuse Tête de Méduse peinte pour le cardinal del Monte est son premier travail sur le thème de la décapitation, qui se retrouve plusieurs fois dans son œuvre. Parmi les autres œuvres, on peut citer Sainte Catherine d'Alexandrie, Marthe et Marie-Madeleine (la Conversion de Marie-Madeleine) et Judith décapitant Holopherne. Son tableau La Mise au tombeau, peint vers 1603-1604 pour décorer l'autel de l'église Santa Maria in Vallicella (entièrement reprise sous l'impulsion de Philippe Néri), constitue une de ses œuvres les plus abouties. Elle est ultérieurement copiée par plusieurs peintres, dont Rubens.

##### Commanditaires privés

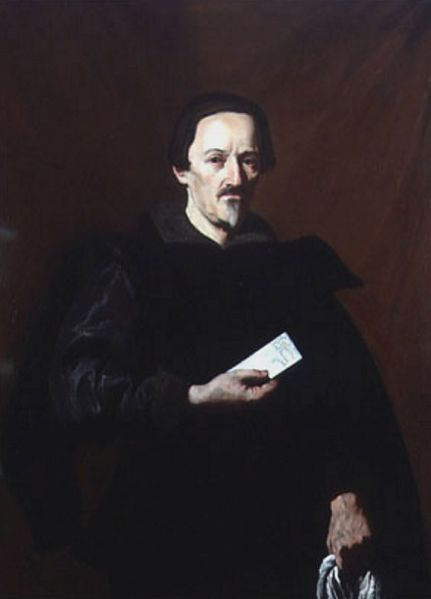
Le marquis Giustiniani, l'un des plus importants commanditaires de Caravage. Tableau de Nicolas Régnier, v. 1630.

Quelle que soit l'issue des commandes publiques, de nombreuses commandes privées assurent à Caravage des revenus confortables pendant sa période romaine, et témoignent de son succès. Plusieurs familles commandent des tableaux d'autel pour les installer dans leurs chapelles privées : Pietro Vittrici commande La Mise au tombeau pour la Chiesa Nuova ; les Cavaletti font installer La Madone des pèlerins dans la basilique Sant'Agostino ; et La Mort de la Vierge est commandée par le juriste Laerzio Cherubini pour l'église carmélite de Santa Maria della Scala.
Outre les prélats collectionneurs comme les cardinaux Del Monte, Sannesi ou plus tard Scipione Borghese, ce sont souvent des financiers qui sont les premiers clients romains importants de Caravage. Ceux-ci font preuve d'une approche de la vie aussi positiviste que les savants de la nouvelle école scientifique. Le très puissant banquier Vincenzo Giustiniani, voisin du cardinal, fait l'acquisition du Joueur de luth ; ce tableau obtient un tel succès que Del Monte en demande une copie. Par la suite, Giustiniani passe une série de commandes pour embellir sa galerie de peintures et sculptures, ainsi que pour faire valoir sa culture savante. C'est ainsi qu'est commandé le tableau représentant L'Amour victorieux, où Cupidon nu est accompagné de symboles discrètement imbriqués avec le minimum d'accessoires significatifs. Douze tableaux supplémentaires de Caravage font partie de l'inventaire de la succession de Giustiniani en 1638. Un autre nu renommé est destiné au collectionneur Ciriaco Mattei, un autre financier. Celui-ci, qui possède déjà une fontaine ornée de jeunes garçons dans une position assise particulière, passe commande à Caravage d'un tableau inspiré de cette base, et qui devient Le Jeune Saint Jean-Baptiste au bélier. Ici le peintre se confronte aux ignudi du plafond de la chapelle Sixtine et à Annibal Carrache qui vient de peindre à Rome ce même sujet. Outre ce Jean-Baptiste, Mattei possède au moins quatre autres tableaux de Caravage. Ottavio Costa, banquier du pape, complète cette liste : il fait notamment l'acquisition de Judith décapitant Holopherne, L'Extase de saint François et Marthe et Marie Madeleine.

### Crime et exil (1606–1610)

#### Dernières années romaines

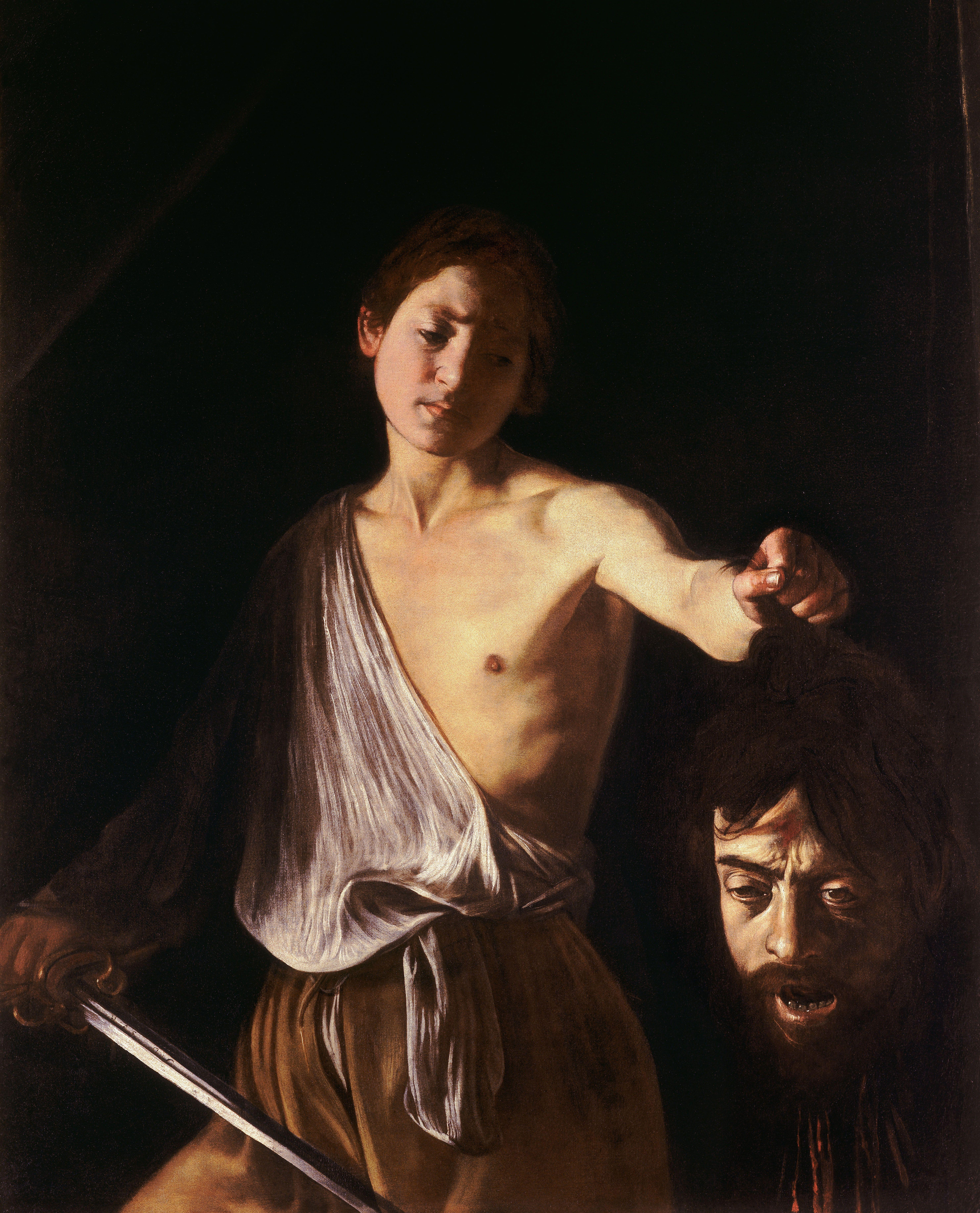
David et Goliath,, 1606 - 1607, galerie Borghèse, Rome.

Pendant ses années romaines, Caravage, qui se sait artiste d'exception, voit son caractère évoluer. Dans un milieu où le port de l'épée est signe d'ancienne noblesse et alors qu'il fait partie de la noble maisonnée du cardinal Del Monte, le succès lui monte à la tête. L'épée que l'on voit dès 1600 dans La Vocation et dans Le Martyre de saint Matthieu, qui semble faire partie du décor naturel de cette époque, fait de lui un de ces nombreux criminels pour crime d'honneur, qui ont demandé grâce au souverain pontife et l'ont souvent obtenue.
Cela commence en 1600 par des mots. Le 19 novembre 1600, il s'en prend à un étudiant, Girolamo Spampa, pour avoir critiqué ses œuvres. Dans l'autre sens, Giovanni Baglione, ennemi déclaré et rival de Caravage, le poursuit pour diffamation. En 1600, il est également plusieurs fois emprisonné pour avoir porté l'épée et il est accusé de deux agressions, toutefois classées sans suite. En revanche, son ami et alter ego, Onorio Longhi, subit des mois d'interrogatoires pour toute une série de délits et le premier biographe du peintre, Carel van Mander, semble avoir confondu les deux hommes, ce qui a eu ensuite pour conséquence de donner de Caravage l'image d'un homme qui provoque des troubles à l'ordre public partout où il se trouve.
En 1605, le pape Clément VIII meurt et son successeur Léon XI ne lui survit que de quelques semaines. Cette double vacance rallume les rivalités entre prélats francophiles et hispanophiles, dont les partisans s'affrontent de plus en plus ouvertement. Le conclave frôle le schisme avant d'élire pape, sous le nom de Paul V, le francophile Camillo Borghèse. Son neveu Scipion Borghèse est un bon client de Caravage et le nouveau pape commande son portrait au peintre, maintenant bien connu des plus hauts dignitaires de l'Église.
Caravage, qui vit tout près du palais Borghèse, dans un logement misérable de la ruelle dei Santi Cecilia e Biagio (aujourd'hui vicolo del Divino Amore), passe souvent ses soirées à traîner dans les tavernes « avec ses compagnons tous des effrontés, des spadassins et des peintres ». Le plus grave incident se produit le 28 mai 1606, au cours des fêtes de rue à la veille de l'anniversaire de l'élection du pape Paul V. Ces fêtes sont l'occasion de nombreuses bagarres dans la ville. Dans l'une d'entre elles, quatre hommes armés s'affrontent de part et d'autre, dont Caravage et son partenaire Onorio Longhi qui font face à des membres et proches de la famille Tomassoni, parmi lesquels Ranuccio Tommasoni et son frère Giovan Francesco, pourtant « gardien de l'ordre ». Pendant ce combat, Caravage tue Ranuccio Tommasoni d'un coup d'épée ; lui-même est blessé et l'un de ses camarades, Troppa, est également tué par Giovan Francesco. Il est presque certain que cette rixe a pour objet une ancienne querelle, bien qu'il ne soit pas établi avec certitude quel en a été l'objet. Des tensions entre Onorio Longhi et les Tomassoni existent depuis longtemps déjà, et il est probable que Caravage soit simplement venu assister son ami Longhi dans cette vendetta, comme l'exige le code de l'honneur.
À la suite de ce drame, les différents participants s'enfuient pour échapper à la justice ; pour sa part, Caravage entame son exil par la principauté de Paliano, au sud de Rome.

#### Fuite hors de Rome

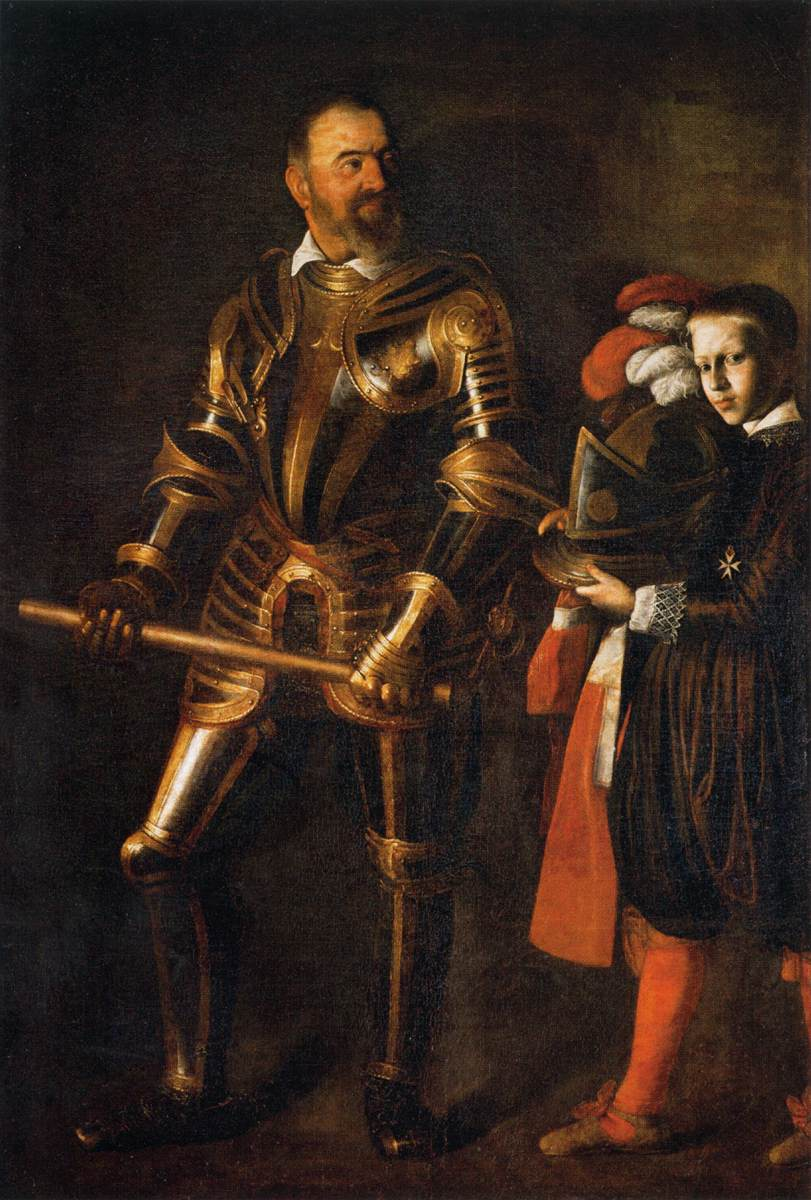
Portrait d'Alof de Wignacourt, 195 × 134 cm, 1607-1608, musée du Louvre, Paris.
Wignacourt est le grand maître de l'ordre des chevaliers de Malte, qui accueille Caravage en son sein en 1608.

Pour ce meurtre d'un fils d'une puissante et violente famille, liée aux Farnèse de Parme, Caravage est condamné par contumace à la mort par décapitation. Cela le contraint à rester éloigné de Rome. Commence ensuite un long périple de quatre années à travers l'Italie (Naples, Sicile, Syracuse, Messine) puis jusqu'à Malte. Cependant, Romain d'âme et de cœur, il s'efforce d'y revenir tout le long de sa vie — mais sans succès de son vivant malgré un pardon pontifical que son travail et ses amis et protecteurs réussissent finalement à obtenir.
Après s'être réfugié dans la région du mont Albain à Paliano, et peut-être Zagarolo où la famille Colonna l'héberge, Caravage se rend ensuite à Naples — alors sous domination espagnole, et donc hors de portée de la justice romaine — en septembre ou octobre 1606. C'est une période de création très féconde, bien qu'il se trouve alors dans un environnement intellectuel très différent de celui de Rome.
À Naples, Caravage continue de peindre des tableaux qui lui rapportent de belles sommes d'argent, dont le retable Les Sept Œuvres de miséricorde (1606/07) pour l'église de la congrégation du Pio Monte della Misericordia. En ce qui concerne les contrastes marqués du clair-obscur («chiaroscuro») de cette peinture, se peut expliquer la lumière brillante du Caravage comme une métaphore de la miséricorde, qui « aide le public à chercher la miséricorde dans sa propre vie ».
La peinture pour le riche Tommaso de Franchis La Flagellation du Christ connaît un grand succès. Une Vierge à l'Enfant, aujourd'hui disparue, est sans doute aussi réalisée à ce moment, de même que Le Crucifiement de saint André pour le comte de Benavente, vice-roi d'Espagne.
Certains tableaux à destination de prélats influents semblent être produits tout particulièrement pour hâter l'obtention de son pardon judiciaire : c'est peut-être le cas du Saint François méditant qui aurait pu être peint pour Benedetto Ala (président du tribunal pénal pontifical) au début de l'exil à Paliano, ainsi que d'un nouveau David et Goliath particulièrement sombre à destination du cardinal Scipione Borghèse, neveu du pape Paul V. Ce dernier ne tarde pas, de fait, à nommer Caravage « chevalier du Christ » à Malte. Michel Hilaire soutient, à la suite de Roberto Longhi, que David avec la tête de Goliath, daté par Sybille Ebert-Schifferer de 1606-1607, aurait été réalisé « comme une sorte d'appel désespéré en direction du cardinal Scipion Borghese afin qu'il intercède auprès du pape pour obtenir la grâce du fugitif ».
En juillet 1607, il quitte donc Naples, où il a séjourné une dizaine de mois, et s'installe à Malte, souhaitant être nommé au sein de l'ordre de Saint-Jean de Jérusalem. Il est courant d'être nommé chevalier après d'importantes commandes pour le pape, et cet engagement militaire contre la menace turque pouvait remplacer une sanction pénale. Il est donc présenté au grand maître, Alof de Wignacourt, dont il peint le portrait. Il produit également plusieurs autres tableaux, dont le Saint Jérôme écrivant commandé par le chevalier Malaspina, Amour endormi pour le chevalier Dell'Antella, la Décollation de saint Jean-Baptiste, monumental tableau d'autel exceptionnellement horizontal (3,61 × 5,20 m) réalisé in situ dans la co-cathédrale Saint-Jean de La Valette et peut-être sa seconde Flagellation du Christ, commandés par le clergé local.
En juillet 1608, il est fait chevalier de Malte de l'ordre de Saint-Jean de Jérusalem. Mais sa consécration ne dure pas. Dans la nuit du 19 août 1608, il est le protagoniste d'une nouvelle affaire de violence. Au cours d'une rixe, Caravage se mêle à un groupe qui tente de pénétrer de force dans la maison de l'organiste de la cathédrale. Jeté en prison, il s'en échappe par une corde et quitte Malte. Il est en conséquence radié de l'Ordre. Il est probable, toutefois, qu'il aurait pu bénéficier d'une forme de clémence s'il avait attendu les conclusions de la commission d'enquête.

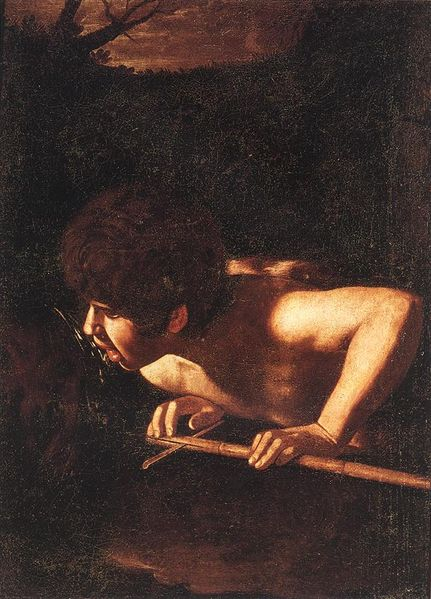
Peut-être le dernier tableau de Caravage (achevé d'une autre main ?) : Saint Jean-Baptiste à la fontaine, 127 × 95 cm, 1610 ? Collection Bonelli, Malte.

Caravage débarque alors à Syracuse, en Sicile. La présence de son ami Mario Minniti n'étant pas attestée, on suppose l'influence d'une autre connaissance du peintre, le mathématicien et humaniste Vincenzo Mirabella, dans la commande de L'Enterrement de sainte Lucie. Caravage répond en effet à plusieurs commandes pour de grandes familles et pour le clergé, dont deux retables, La Résurrection de Lazare et L'Enterrement de sainte Lucie où se retrouve, chaque fois avec la plus explicite détermination, l'effet spectaculaire d'un vaste espace de peinture laissé vide comme dans La Décollation de saint Jean-Baptiste. Ensuite, un document signale sa présence le 10 juin 1609 à Messine, et il peint alors L'Adoration des bergers. Avec l'appui de ses protecteurs, et en peignant ces tableaux toujours inspirés par ses commanditaires profondément religieux et empreints d'une sincère humanité, il s'emploie toujours à obtenir la grâce du pape pour pouvoir rentrer à Rome.
En octobre 1609, il retourne à Naples. Dès son arrivée, il est grièvement blessé, dans une nouvelle bagarre, par plusieurs hommes qui l'attaquent et le laissent pour mort : la nouvelle de sa mort remonte même jusqu'à Rome, mais il survit et peint encore, sur commande, plusieurs tableaux comme Salomé avec la tête de saint Jean-Baptiste, peut-être Le Reniement de saint Pierre, un nouveau Saint Jean-Baptiste et Le Martyre de sainte Ursule, pour le prince Marcantonio Doria, qui pourrait être sa toute dernière toile.
Il est envisageable, toutefois, que d'autres tableaux soient à inscrire au catalogue de cette production tardive, dont une Marie-Madeleine et deux Saint Jean-Baptiste destinés au cardinal Scipion Borghese. Un Saint Jean-Baptiste à la fontaine, souvent copié par la suite, n'est pas attribué à Caravage avec certitude mais pourrait bien constituer sa dernière œuvre inachevée.

#### Une fin mal connue

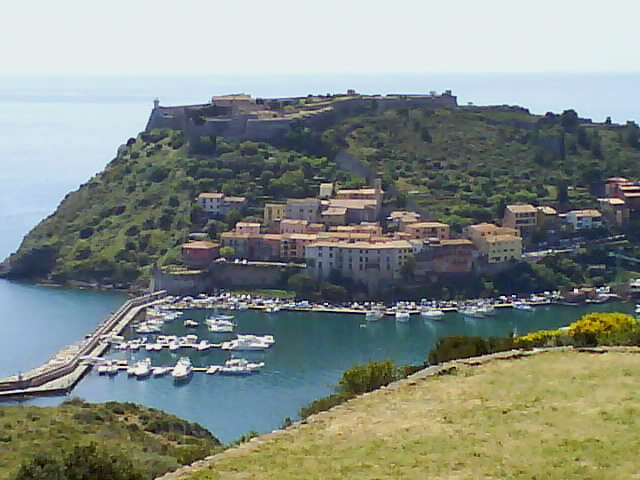
Le village toscan de Porto Ercole où Caravage trouve la mort en 1610.

Le contexte et les circonstances exactes de la mort de Caravage restent en grande partie énigmatiques. En juillet 1610, il apprend que, grâce à l'entremise du cardinal Scipion Borghese, le pape est enfin disposé à lui accorder sa grâce s'il demande son pardon. Voulant brusquer le destin, il quitte Naples, muni d'un sauf-conduit du cardinal Gonzague, pour se rapprocher de Rome. Il s'embarque alors sur une felouque qui fait la liaison avec Porto Ercole (actuellement en Toscane), frazione de Monte Argentario, une enclave alors espagnole du royaume de Naples. Il emporte avec lui plusieurs tableaux destinés au cardinal Borghese et en laisse d'autres à Naples. Il fait escale à Palo Laziale, une petite baie naturelle du Latium au sud de Civitavecchia sur le territoire des États de l'Église qui héberge alors une garnison. Alors qu'il est à terre, il est arrêté, par erreur ou malveillance, et jeté en prison pendant deux jours. Cet épisode advient alors que le pape lui a déjà accordé sa grâce, que Caravage espère enfin recevoir en revenant à Rome. Mais il meurt en chemin. Son décès est enregistré à l'hôpital de Porto Ercole, le 18 juillet 1610. Il a 38 ans. Les documents issus de la querelle suscitée par son héritage ont permis d'éclairer en partie ces événements et d'identifier son dernier domicile napolitain, mais les détails de sa mort restent encore assez obscurs.
Selon une version volontairement inventée de toutes pièces, Giovanni Baglione reconstitue ainsi les derniers moments du peintre : « Après, comme il ne retrouvait pas la felouque, il fut pris de fureur et erra sur cette plage comme un désespéré, sous le fouet du Lion Soleil, pour voir s'il pouvait distinguer sur la mer le bateau qui emportait ses effets. » Cette version des faits est aujourd'hui rejetée avec une argumentation précise. Giovanni Pietro Bellori, biographe ultérieur, s'est ensuite simplement appuyé sur cette version fausse. Une version antérieure précise que, désespéré, il a rejoint à pied Porto Ercole à cent kilomètres et que, dépité, perdu et fiévreux, il a marché sur la plage en plein soleil où il a fini par mourir quelques jours plus tard. Selon une version plus probable, il se serait déplacé à cheval en suivant la Via Aurelia, de Palo Laziale à Porto Ercole, avant d'y trouver la mort.
Vincenzo Pacelli, spécialiste du peintre et plus particulièrement de cette époque, propose néanmoins une autre version, documents à l'appui : Caravage aurait été attaqué à Palo et cette agression lui aurait été fatale ; elle aurait été commise par des émissaires des chevaliers de Malte avec l'accord tacite de la Curie romaine — et cela en dépit du fait qu'à sa mort, il n'est plus chevalier de l'Ordre de Malte.
Quoi qu'il en soit, le document précis de son certificat de décès, retrouvé en 2001 dans le registre des décès de la paroisse de Saint-Érasme de Porto Ercole, signale qu'il est mort « à l'hôpital de Sainte-Marie-Auxiliatrice, des suites d'une maladie ». On peut en déduire qu'il est mort « de fièvre maligne », c'est-à-dire a priori du paludisme, mais le saturnisme ne semble pas exclu. Il est probablement inhumé, comme tous les étrangers qui sont décédés dans cet hôpital, dans le cimetière de San Sebastiano de Porto Ercole.

#### Recherches scientifiques post-mortem
En 2010, les restes de Caravage auraient été retrouvés dans l'ossuaire d'une église de Porto Ercole, et identifiés grâce à des analyses au carbone 14 avec une probabilité de 85 %. Atteint d'une intoxication chronique au plomb ainsi que de la syphilis, le peintre serait mort d'un état de faiblesse générale et d'un coup de chaleur. La réalité de cette découverte est toutefois contestée par de nombreux experts scientifiques et par des historiens de l'art de premier plan,.
Quelques années plus tard, un travail associant des anthropologues italiens, le microbiologiste Giuseppe Cornaglia et les équipes d'un institut médico-universitaire de Marseille étudie la pulpe de plusieurs dents prélevées sur le squelette exhumé en 2010. En combinant trois méthodes de détection, les auteurs démontrent que cette personne était porteuse d'un staphylocoque doré qu'il aurait pu contracter via une blessure à la suite d'une rixe. Cette bactérie pourrait avoir causé un sepsis et la mort,. L'étude est publiée dans la revue The Lancet infectious diseases en automne 2018 et ses auteurs — sans affirmer qu'il s'agit bien de Caravage lui-même — estiment que les indices concordent vers sa personne et rendent crédible l'hypothèse de sa mort.

## Caractéristiques de l'art de Caravage

### Ombre et lumière

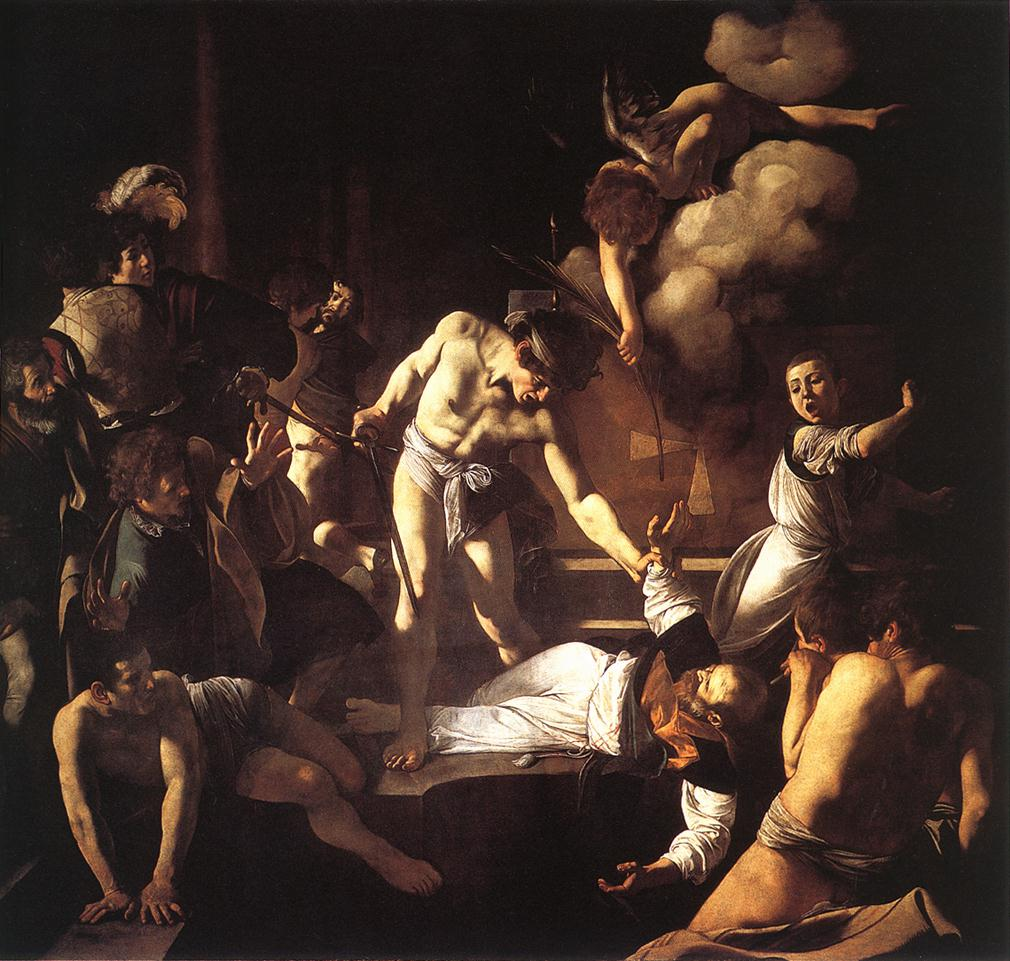
Le Martyre de saint Matthieu, 323 × 343 cm, 1599-1600. Chapelle Contarelli, église Saint-Louis-des-Français de Rome.

L'une des caractéristiques de la peinture de Caravage, un peu avant 1600, est son usage très novateur du clair-obscur (chiaroscuro) où les gradations des parties éclairées jusqu'à l'ombre sont violemment contrastées ; il s'agit d'une évolution nette par rapport à ses premières œuvres : « les ombres envahissent les compositions pour se mettre au service du mystère de la religion ». Avec le temps, et surtout dès que les scènes religieuses deviennent très majoritaires (après les grandes toiles de Saint-Louis-des-Français), les arrière-plans de ses tableaux s'assombrissent jusqu'à devenir une grande surface d'ombre qui contraste violemment avec les personnages touchés par la lumière. Dans la plupart des cas, le rayon de lumière pénètre dans l'espace représenté sur un plan qui coïncide avec le plan du tableau, selon un axe oblique venant d'en haut depuis la gauche. Catherine Puglisi situe ainsi autour de 1600 cette évolution de l'art de Caravage : jusqu'à la fin des années 1590, le choix se porte sur un faisceau lumineux en arrière-plan, avec des ombres renforcées, puis après 1600, la lumière devient plus orientée. Elle note aussi l'usage (relativement rare pour l'époque) d'ombres portées dans l’œuvre tardive, très travaillées et plus précises que pour ses contemporains, peut-être grâce à ses connaissances dans le domaine de l'optique.
Ce travail spécifique sur les ombres constitue d'abord un écho à des thèmes progressivement plus graves que dans ses œuvres de la période Del Monte : « les ombres qui « se ragaillardissent » sont donc avant tout une affaire de contenu ». Une grande partie du tableau étant plongée dans l'ombre, la question de la représentation « en profondeur » de l'architecture et du décor est évacuée au profit de l'irruption des figures dans un puissant effet de relief, volontairement quasi-sculptural, et qui semble surgir hors du plan du tableau jusqu'à l'espace du spectateur. Cet usage de la lumière et de l'ombre caractérise le ténébrisme ; toutefois Longhi souligne que Caravage ne l'emploie ni pour sublimer le corps humain comme Raphaël ou Michel-Ange, ni pour obtenir les effets de « clair-obscur mélodramatique du Tintoret », mais plutôt dans une approche naturaliste qui retire à l'Homme sa fonction « d'éternel protagoniste et de maître de la création » et pousse Caravage à scruter pendant des années « la nature de la lumière et de l'ombre selon leurs incidences ».
Dans la plupart des tableaux de Caravage, les personnages principaux de ses scènes ou de ses portraits sont placés dans une pièce sombre, un extérieur nocturne ou simplement dans un noir d’encre sans décor. Une lumière puissante et crue provenant d’un point surélevé au-dessus du tableau, ou venant de la gauche, et parfois sous forme de plusieurs sources naturelles et artificielles (à partir de 1606-1607) découpe les personnages à la manière d’un ou plusieurs projecteurs sur une scène de théâtre. Ces caractéristiques alimentent diverses hypothèses quant à l'organisation de l'atelier de Caravage : il serait équipé d'une lumière sommitale ; ses murs seraient peints en noir ; il serait installé de façon plus ou moins souterraine, etc. L'usage d'artifices techniques de type camera obscura est également probable selon Longhi (thèse reprise et développée notamment par le peintre et photographe David Hockney,), bien que la faisabilité technique de cette solution reste sujette à caution et objet de débats,. C'est ainsi que la lumière devient en elle-même un élément déterminant influant sur la réalité (approche que Longhi oppose là encore aux « petits théâtres luministiques » du Tintoret et aussi du Greco), comme dans La Vocation de saint Matthieu où l'éclat de la lumière joue un rôle clé dans la scène.
Dans Le Martyre de saint Matthieu (1599-1600), la lumière naturelle traverse le tableau pour se déverser à flots en son centre sur le corps blanc de l’assassin et sur les tenues claires du saint martyr et du jeune garçon terrifié, contrastant avec les vêtements sombres des témoins disposés dans l’obscurité de ce qui semble être le chœur d’une église. Le saint écarte les bras comme pour accueillir la lumière et le martyre ; ainsi l’exécuteur, ne portant qu’un voile blanc autour de la taille, semble un ange descendu du ciel dans la lumière divine pour accomplir le dessein de Dieu — plutôt qu’un assassin guidé par la main du démon. Comme dans La Vocation, les protagonistes ne sont pas identifiables au premier coup d'œil, mais l'obscurité crée un espace indéterminé dans lequel le puissant effet de présence des corps violemment éclairés, peints à l'échelle naturelle avec pour certains des costumes contemporains, invite le spectateur à revivre émotionnellement le martyre du saint,. Ebert-Schifferer souligne que c'est l'orientation et la qualité de la lumière qui constituent l'innovation la plus marquante de l'art de Caravage : « volontairement de biais, qui ne diffuse pas et éclaire les personnages à la fois physiquement et métaphoriquement ».

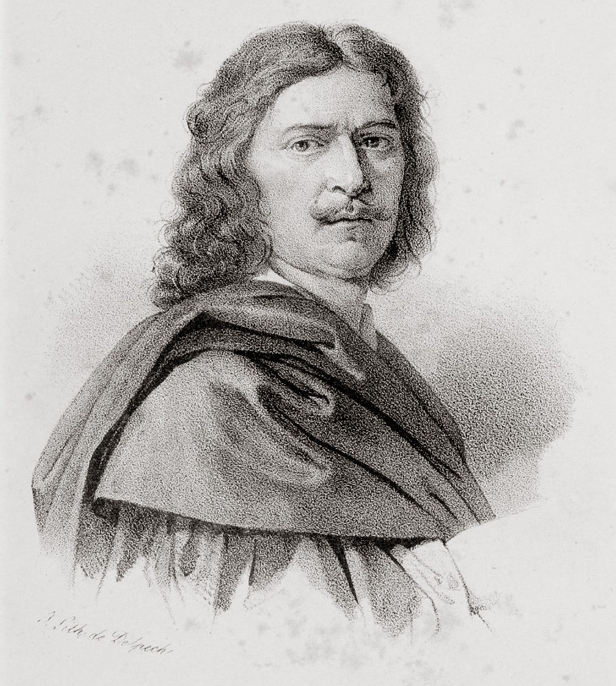
Le peintre Nicolas Poussin (1594-1665) rejette violemment l'approche esthétique de Caravage. Lithographie de François Delpech.

Ces contrastes de lumière et d'ombre très marqués dans l’œuvre de Caravage seront parfois critiqués pour leur caractère extrême considéré comme abusif (son quasi-contemporain Nicolas Poussin lui voue une immense détestation, notamment à cause de ces contrastes violents), y compris par des critiques bien postérieurs au XVIIe siècle et qui associent souvent l'atmosphère des tableaux au tempérament supposé du peintre. Stendhal par exemple emploie ces termes :

« Le Caravage, poussé par son caractère querelleur et sombre, s'adonna à représenter les objets avec très peu de lumière en chargeant terriblement les ombres, il semble que les figures habitent dans une prison éclairée par peu de lumière qui vient d'en haut. »

— Stendhal, Écoles italiennes de peinture, Le Divan (1823).
John Ruskin émet quelques années plus tard une critique nettement plus radicale : « l'ignoble Caravage ne se distingue que par sa préférence pour l’éclairage à la chandelle et pour les ombres noires, afin d'illustrer et renforcer le mal ».

Au XXe siècle, Gustaw Herling analyse de manière plus fine la technique du peintre : 

« On considère son invention du clair-obscur comme un instrument de révélation de l'invisible. Mais c'est aussi une façon mystérieuse de voiler le visible. Le clair-obscur du Caravage recèle le besoin de rendre universelles, palpables et dramatiques la sensibilité et l'imagination religieuses. »

— Gustaw Herling, Journal écrit la nuit
Au-delà des répartitions de l'ombre et de la lumière propres à ses tableaux, Caravage est toujours attentif à l'éclairage des tableaux commandés pour un lieu précis. C'est le cas pour La Madone des pèlerins et pour tous ces tableaux d'autel où Caravage prend en compte l'éclairage dont bénéficie l'autel selon le point de vue d'une personne qui entre dans l'église. Dans le cas de La Madone des pèlerins, la lumière vient de la gauche et c'est effectivement ce qu'il a peint sur le tableau : la scène est ainsi inscrite dans l'espace réel que l'on perçoit dans l'église même. De même, dans la Mise au tombeau, la lumière semble venir du tambour de la coupole de la Chiesa Nuova, percé de fenêtres hautes, alors que dans les tableaux destinés au marché la lumière vient, par convention, de la gauche.

### Travail de la couleur
Très attentif aux effets lumineux et à l'impact d'une peinture sobre, Caravage réduit aussi ses moyens d'expression par la couleur. Sa palette est souvent considérée comme limitée mais cohérente dans son influence lombarde (C. Puglisi), bien que certains spécialistes la jugent assez large (S. Ebert-Schifferer), mais en tout cas de plus en plus restreinte dans ses derniers tableaux et toujours en évitant les tons purs, trop brillants ou trop lumineux,. Sa maîtrise de la couleur est remarquable et provoque l'admiration de ses contemporains : il est même probable que c'est là un élément décisif dans la réforme du maniérisme et de ses couleurs superficielles.
Contrairement aux pratiques en vogue à son époque, Caravage évite les dégradés à l'intérieur de chaque ton et ne craint pas de juxtaposer abruptement des couleurs saturées. Une évolution est sensible au moment de la réalisation des tableaux de la chapelle Cerasi, avec le passage d'une palette d'inspiration lombarde à une palette s'appuyant davantage sur les couleurs primaires ; l'évolution dans ce domaine tient aussi à l'affinage de la coordination entre les couleurs et son éclairage.
L'intégralité de son œuvre est réalisée à la peinture à l'huile, y compris son unique fresque sur plafond. On connaît toutefois deux cas d'utilisation d'une fine couche de détrempe à l’œuf, permettant de raccourcir les délais de séchage mais aussi de gagner en brillance et en clarté. Les fonds sont traités de façon assez constante techniquement au fil de sa production, eux-mêmes liés à l'huile et demandant donc de longues périodes de séchage, mais avec une évolution sensible des teintes plus claires (marron, rouge-brun) vers d'autres plus foncées (brun foncé ou noir). L'usage fréquent de malachite (un pigment vert) intégrée aux fonds disparaît après la période napolitaine pour être remplacée par des pigments très sombres (noir de charbon, terre d'ombre brûlée notamment). Il est envisageable que la luminosité particulière aux tableaux de Caravage soit due en partie à l'emploi de certains fonds gris, ou à la réservation de zones claires lorsque les fonds deviennent plus sombres.
Au moment de l'exécution finale, les blancs sont fréquemment adoucis par un fin glacis de tons sombres rendus transparents. L'outremer, dont le prix est élevé, est utilisé avec parcimonie ; le vermillon est souvent teinté de noir et apparaît beaucoup plus souvent que le bleu. Les rouges sont utilisés en larges plages de couleur. Localement, des verts et des bleus sont atténués eux aussi par des glacis de noir. Ces glacis ont pour effet de renforcer l'éclat des parties qu'ils recouvrent tout en nuançant la couleur ; pour obtenir l'effet inverse, Caravage mêle du sable très fin à ses couleurs afin de rendre telle partie mate et opaque par contraste avec les zones brillantes. Il semble que le peintre ait été stimulé par ces effets optiques durant son séjour chez le cardinal Del Monte. La diseuse de bonne aventure des musées du Capitole, destinée au cardinal, présente ainsi une fine couche d'un sable de quartz qui empêche les reflets indésirables. C'est peut-être aussi chez Del Monte que Caravage aurait eu accès à de nouveaux pigments : Le Jeune Saint Jean-Baptiste au bélier (1602) présente des traces de baryum, ce qui laisse supposer l'expérimentation de mélanges de pigments avec du sulfate de baryum (ou « pierre de Bologne ») aux effets phosphorescents. Les contours des personnages ou certaines délimitations de zones adjacentes sont souvent marqués par un fin liseré réalisé en reprenant la couleur du fond ; c'est là une technique typique de Caravage, bien qu'il n'en soit pas le seul dépositaire.

### Préparation et réalisation technique

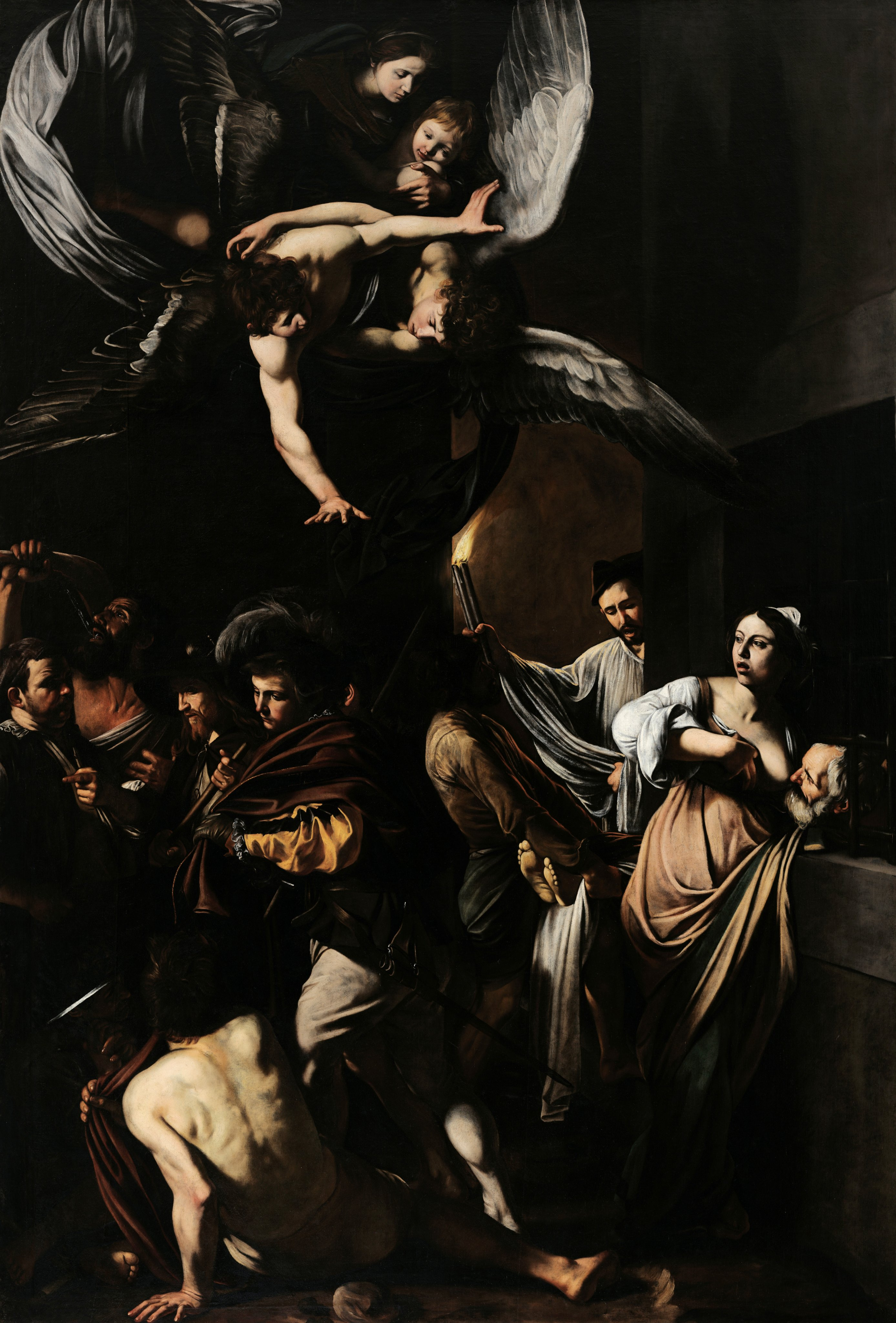
Les Sept Œuvres de miséricorde,, 1607. Pio Monte della Misericordia, Naples.
Ce type d’œuvre complexe intégrant de nombreux personnages a pu nécessiter de pratiquer des incisions afin de fixer des repères au cours de la réalisation.

Dès ses premiers tableaux, on a pensé que Caravage peint simplement ce qu'il a vu. L'artiste a contribué à conforter cette conviction du public qu'il peint d'après nature sans passer par l'étape du dessin, ce qui est très inhabituel pour un peintre italien de cette époque ; comme on n'a retrouvé aucun dessin de sa main, mais que les historiens de l'art ont du mal à envisager que Caravage ne passe pas par une phase de conception, la question reste problématique encore aujourd'hui.
Il est établi que Caravage est arrêté, une nuit, en possession d'un compas. Ebert-Schifferer rappelle que l'usage du compas est alors très commun dans la préparation des peintures : il symbolise le disegno, à la fois le dessin, comme première étape du tableau, et le projet intellectuel ou l'intention qui réside dans ce tableau. Le premier patron de Caravage à Rome, Giuseppe Cesari, s'est ainsi représenté avec un de ces compas dans un dessin situable vers 1599 ; dans L'Amour victorieux, cet instrument est aussi représenté. Caravage aurait donc pu s'en servir pour réaliser des constructions précises, car certaines reposent clairement sur des constructions géométriques. Mais comme on n'en retrouve aucune trace sur la toile, Ebert-Schifferer suppose que Caravage aurait réalisé des dessins, qui n'ont pas été retrouvés et qui ont peut-être été détruits par l'artiste. Il a d'ailleurs nécessairement réalisé des études préparatoires qui lui ont été commandées dans trois circonstances documentées : pour la chapelle Cerasi à Santa Maria del Popolo, pour une commande perdue de De Sartis et pour La Mort de la Vierge. Quoi qu'il en soit, Caravage pratique l’abozzo (ou abbozzo) : le dessin réalisé directement sur la toile, sous forme d'une ébauche au pinceau et avec, éventuellement, quelques couleurs. Avec les techniques actuelles, on ne détecte l’abozzo par radiographie que lorsqu'il contient des métaux lourds comme le blanc de plomb, tandis que les autres pigments n'apparaissent pas. Le blanc de plomb a été utilisé sur des toiles préparées en sombre, et Caravage a bien utilisé des préparations plus ou moins sombres, verdâtres puis brunes, mais il n'aurait donc pas utilisé de blanc de plomb dans cette éventuelle pratique de l'abozzo,.
Il est également possible, sans que cela soit établi avec certitude, que Caravage recoure à des mises en scène de groupe dans son atelier, faisant prendre la pose simultanément aux différents personnages qui composent la scène ; c'est une pratique attestée par exemple chez Federico Barocci (d'après Bellori), et une hypothèse volontiers reprise par Derek Jarman dans son film de 1986, Caravaggio.
Il est certain en revanche que dans ses préparations, mais aussi sur la toile en cours de réalisation, Caravage porte des incisions — au stylet ou avec le manche du pinceau. Il le fait déjà pour Les Tricheurs et la première version de La Diseuse de bonne aventure, puis maintient cette pratique jusqu'à ses toutes dernières toiles. Elles restent perceptibles en lumière rasante avec beaucoup d'attention. Il incise essentiellement sa peinture pour repérer la position des yeux, le segment d'un contour ou le point d'angle d'un membre. Pour les chercheurs contemporains qui sont persuadés que Caravage a directement improvisé sur le motif, ces incisions sont l'indice de marques servant à retrouver la pose à chaque séance ou pour « caler » les figures dans les tableaux à plusieurs personnages. Toutefois, Ebert-Schifferer précise qu'en dehors des œuvres de jeunesse, les incisions indiquent des contours dans la pénombre ou bien servent à délimiter une zone éclairée sur un corps, à l'endroit où tombe la lumière. Dans ces cas, tout semble indiquer qu'elles servent à compléter l'ébauche esquissée au blanc sur le fond brun ; et, pour les parties dans l'obscurité, à ne pas perdre de vue les contours mangés par l'ombre au cours de la réalisation de la peinture. Ces différentes pistes montrent qu'il n'y a pas de consensus complet quant à la finalité de ces incisions.

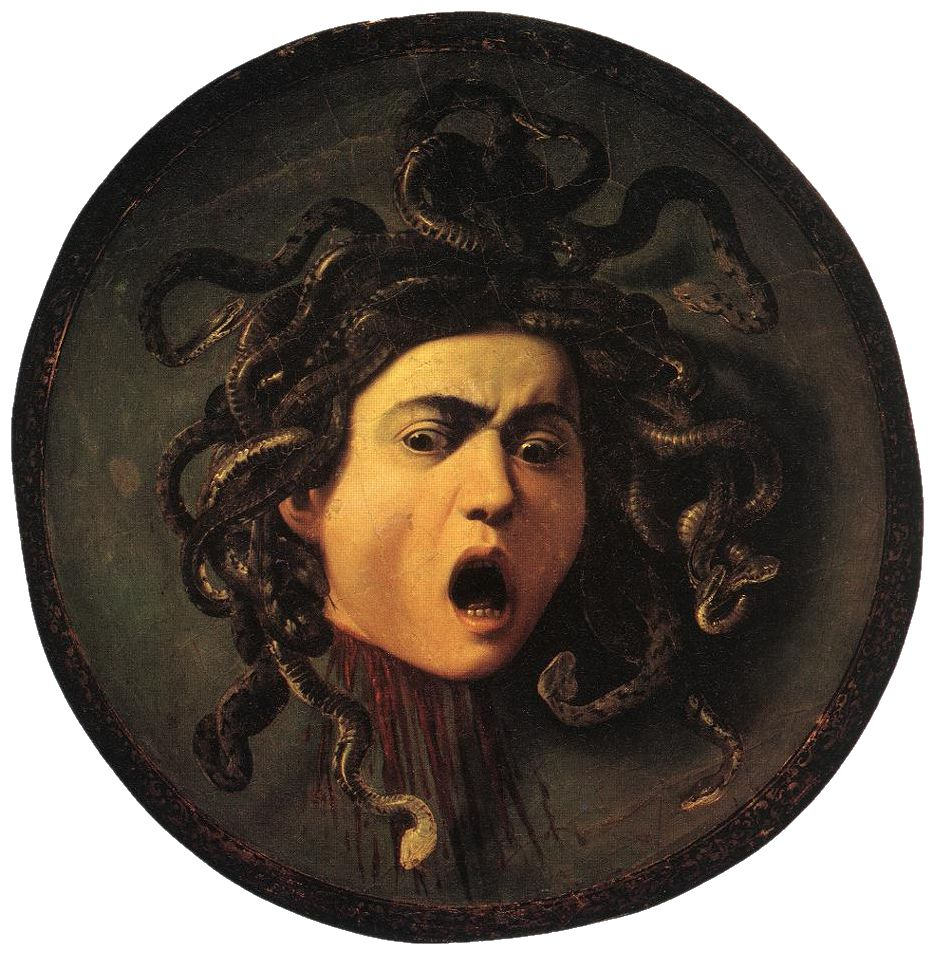
Méduse, huile sur toile de lin montée sur bouclier en peuplier,, 1597-1598 (version). Musée des Offices, Florence.

Certaines des œuvres de Caravage intègrent des tours de force techniques, et ont pu contribuer à asseoir sa réputation : c'est le cas de Jupiter, Neptune et Pluton représentés au plafond de la villa Ludovisi de Rome (sur sa seule fresque connue, exécutée à l'huile sur enduit), dont les raccourcis extrêmes sont particulièrement travaillés. Une grande difficulté technique est également résolue dans l’exécution de la célèbre Méduse, dont on sait que deux versions ont été produites : la tête est représentée sur un tondo (bouclier de parade en bois) circulaire et convexe, ce qui oblige à déformer le dessin pour suivre l'angle du support. Au-delà de la virtuosité, cette exécution tendrait à confirmer que Caravage se base sur des dessins scientifiques, et étudie les phénomènes optiques et les miroirs chez le cardinal Del Monte. Les analyses scientifiques conduites sur la Méduse Murtola, c'est-à-dire sur la première version que Caravage exécute, montrent d'ailleurs (par réflectographie) un travail particulièrement détaillé sur le dessin préparatoire au fusain directement sur le support préparé, puis une reprise par une ébauche au pinceau avant la peinture finale.
De façon plus ponctuelle, les critiques d'art soulignent dès les premiers tableaux de Caravage la grande qualité de l'exécution de certains détails — comme la coupe de vin, les fruits et feuilles du Bacchus — ou encore l'excellence des natures mortes, qu'elles soient autonomes (Corbeille de fruits) ou intégrées à des compositions plus grandes (Les Musiciens). Caravage s'essaie ainsi à diverses formes et approches, en particulier pendant sa période romaine où il se livre à des expériences artistiques décisives, comme avec les miroirs convexes tels que celui représenté dans Marthe et Marie-Madeleine.
Roberto Longhi rappelle d'ailleurs que Caravage est réputé employer un miroir pour exécuter ses premiers tableaux ; pour Longhi, il ne faut pas le voir uniquement comme un outil ordinaire pour réaliser des autoportraits (dont on ne connaît guère d'exemple dans son œuvre de jeunesse, en dehors du Petit Bacchus malade et peut-être du Garçon mordu par un lézard), ni pour se comparer à l'art du sculpteur qui représente plusieurs aspects d'une même figure d'un seul tenant : il s'agit plutôt d'une méthode donnant « le gage d'une certitude [naturaliste] plus intense. […] Le Caravage [s'efforce] de s'en tenir à l'essence même du miroir, qui [lui apporte] le cadre d'une vision optique déjà pleine de vérité et dénuée d'errances stylistiques ».
Quelles que soient les hypothèses émises quant à l'emploi des incisions, des miroirs ou encore des dessins préparatoires, il reste que la technique de Caravage est déjà jugée novatrice à son époque, mais ne présente finalement rien de réellement révolutionnaire : bien que très maîtrisée et de plus en plus perfectionnée au fil des années, c'est surtout dans la manière dont cette technique est mise en œuvre que réside sa singularité.

### Composition
Les compositions des toiles de Caravage forment un élément essentiel du caractère de son œuvre : il fait très tôt le choix de peindre des figures naturalistes, disposées de manière souvent complexe dans un environnement sobre et débarrassé d'accessoires inutiles. Les débats sur ses choix de composition sont relancés dans les années 1950, avec les premières radiographies des tableaux de la chapelle Contarelli qui permettent d'entrevoir certaines étapes ou repentirs dans la structuration des toiles,.

#### Figures naturalistes

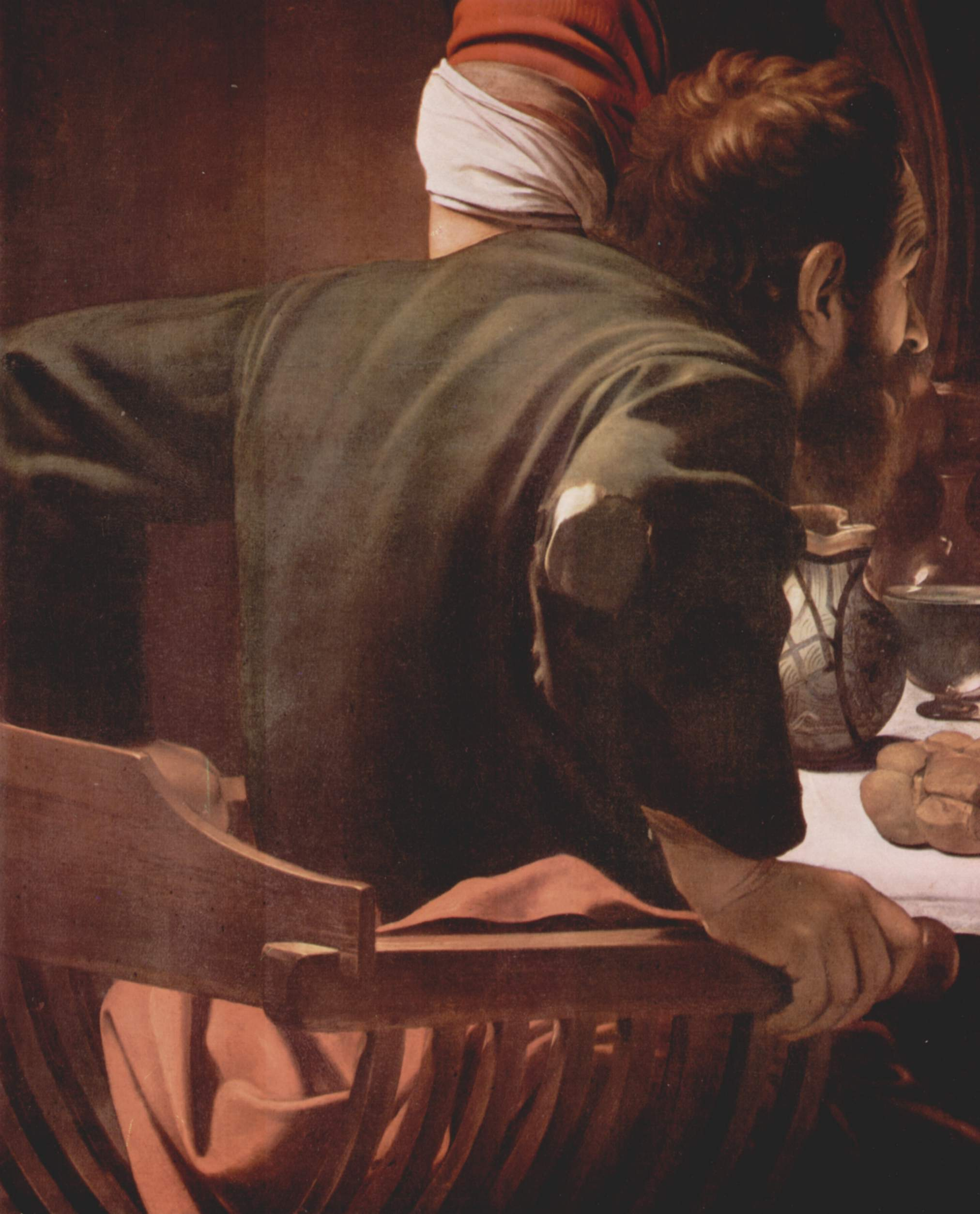
Le mouvement du pèlerin d'Emmaüs est accentué par la déchirure de sa manche contre le plan de la toile. Le Souper à Emmaüs (détail), 1601. National Gallery, Londres.

Pour de nombreux auteurs spécialistes de cette période, les deux termes de réalisme et de naturalisme peuvent être utilisés sans distinction pour qualifier la peinture de Caravage. Mais en restant au plus près de l'usage de l'époque, « naturalisme » semble plus précis, et évite toute confusion avec le réalisme de certaines peintures du XIXe siècle, telles celles de Courbet, qui possèdent une dimension politique et sociale affirmée.
Ainsi, dans sa préface au Dossier Caravage d'André Berne-Joffroy, Arnauld Brejon de Lavergnée évoque le naturalisme de Caravage et il emploie cette phrase à propos des premières peintures : « Caravage traite certains sujets comme des tranches de vie ». Afin de préciser cette idée, il cite Mia Cinotti à propos du Petit Bacchus malade (1593) qui a été perçu comme étant « d'un réalisme intégral et direct […] une restitution cinématographique » par Roberto Longhi, et comme « une réalité « autre », forme sensible d'une recherche spirituelle personnelle accordée aux courants spécifiques de la pensée et du savoir de l'époque » par Lionello Venturi. Catherine Puglisi parle, en évoquant la réception du public de l'époque, d'une « recherche agressive » du naturalisme dans sa peinture.
L'art de Caravage repose autant sur l'étude de la nature que sur le travail des grands maîtres du passé. Mina Gregori signale par exemple les références au Torse du Belvédère pour le Christ du Couronnement d'épines (vers 1604-1605) et à une autre statue antique pour La Madone de Lorette (1604-1605). Puglisi souligne de même que Caravage emprunte, tout au long de sa carrière, non seulement à des sources lombardes, mais également à bon nombre d'estampes inspirées d'artistes très différents les uns des autres. Bien qu'il pratique la restitution mimétique et détaillée des formes et des matières observables dans la nature, il ne manque pas de laisser des indices soulignant l'intention de ses tableaux. Il le fait en introduisant des citations bien identifiées et des poses reconnaissables par les initiés. Dans les œuvres tardives en revanche, le travail du pinceau bien visible vient contrecarrer quelque peu l'illusion mimétique.

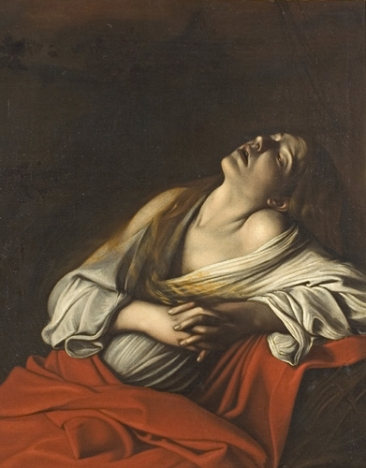
Marie Madeleine en extase (1606), collection privée. L'éparpillement de la chevelure, la négligence vestimentaire et le corps rejeté en arrière suggèrent un oubli de soi que seul le titre du tableau rend vertueux.

Dans le cas des tableaux de jeunesse, Marie Madeleine repentante (1594) et Le Repos pendant la fuite en Égypte (1594), les figures sont situées légèrement à distance du plan de la toile. Mais dans la plupart des cas, et dans tous les tableaux de la maturité, les figures sont dans un court espace situé contre le plan du tableau. Caravage vise clairement à établir un rapport étroit avec le spectateur, à la fois par la proximité avec le bord du tableau et par des effets de pénétration dans l'espace de ce spectateur. C'est déjà le cas du voyou au premier plan des Tricheurs, puis des pieds des pèlerins de La Vierge du Rosaire ou de La Madone des Pèlerins ; de même, la figure de dos du soldat dans le Couronnement d'épines représente le spectateur, qui se retrouve ainsi intégré à la scène qu'il observe. Ce même effet de proximité est également obtenu grâce à des effets de dynamisme, à travers des jeux d'instabilité à l'avant-plan : la corbeille sur la table du Souper à Emmaüs comme le tabouret de Saint Matthieu et l'Ange semblent prêts à tomber vers l'avant et vers l'observateur. Ce dépassement virtuel du plan de la toile est comme concrétisé par des déchirures dans les tissus (manches déchirées du Souper à Emmaüs et de L'Incrédulité de saint Thomas).
Par ailleurs, la plupart de ces figures — surtout dans les toiles de la maturité — sont peintes à échelle un, ou très près de l'échelle humaine. Quelques exceptions sont notables, comme le bourreau de La Décollation de saint Jean-Baptiste, dont le sur-dimensionnement peut être distingué des figures « repoussoirs » qui apparaissent au tout premier plan du Martyre de saint Matthieu (1599-1600) et de L'Enterrement de sainte Lucie (1608).
Les personnages sont souvent mis en scène de manière inusitée pour l'époque : certains regardent le spectateur, tandis que d'autres lui tournent le dos : ces figures « repoussoirs » ont pour fonction de représenter, ou de tenir la place des spectateurs dans le tableau. Les spectateurs de l'époque sont censés avoir la même attitude que ces figures qui les représentent, affectivement, émotionnellement sinon physiquement, comme les pèlerins en prière devant la Vierge de Lorette. Daniel Arasse signale que les pieds de ces pèlerins figurés à l'échelle un sur le tableau d'autel se trouvent ainsi placés à hauteur des yeux des fidèles ; leur aspect devait imposer le respect, sinon la dévotion.

Transport de La Madone du rosaire , 365 × 249 cm, au Metropolitan Museum of Art en 1950, montrant l'effet de l'échelle 1 dans le tableau.
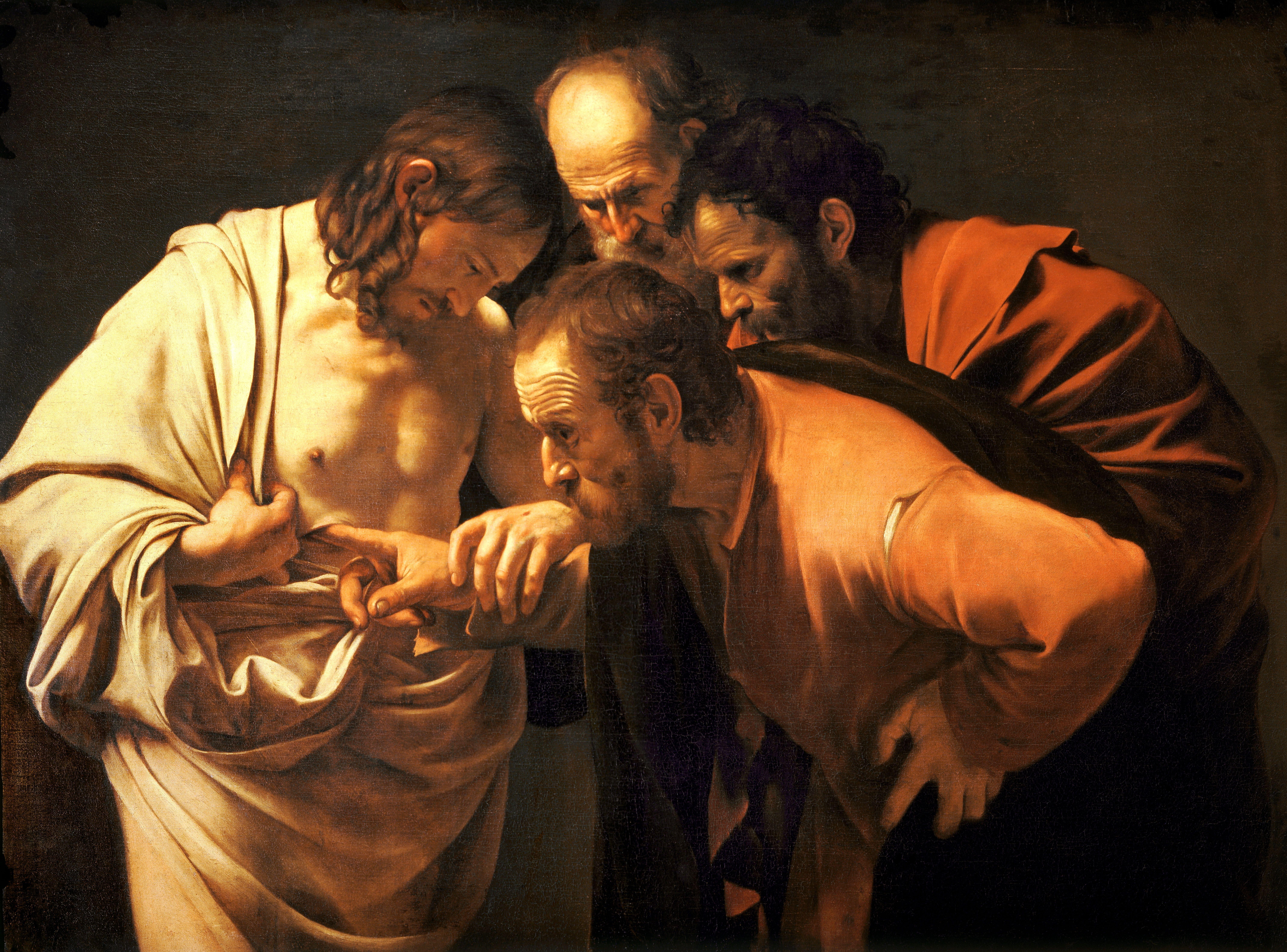
L'Incrédulité de saint Thomas, 107 × 146 cm, vers 1601-1603. Galerie de peintures de Potsdam (Gemäldegalerie), musée jouxtant le palais de Sanssouci, Potsdam.
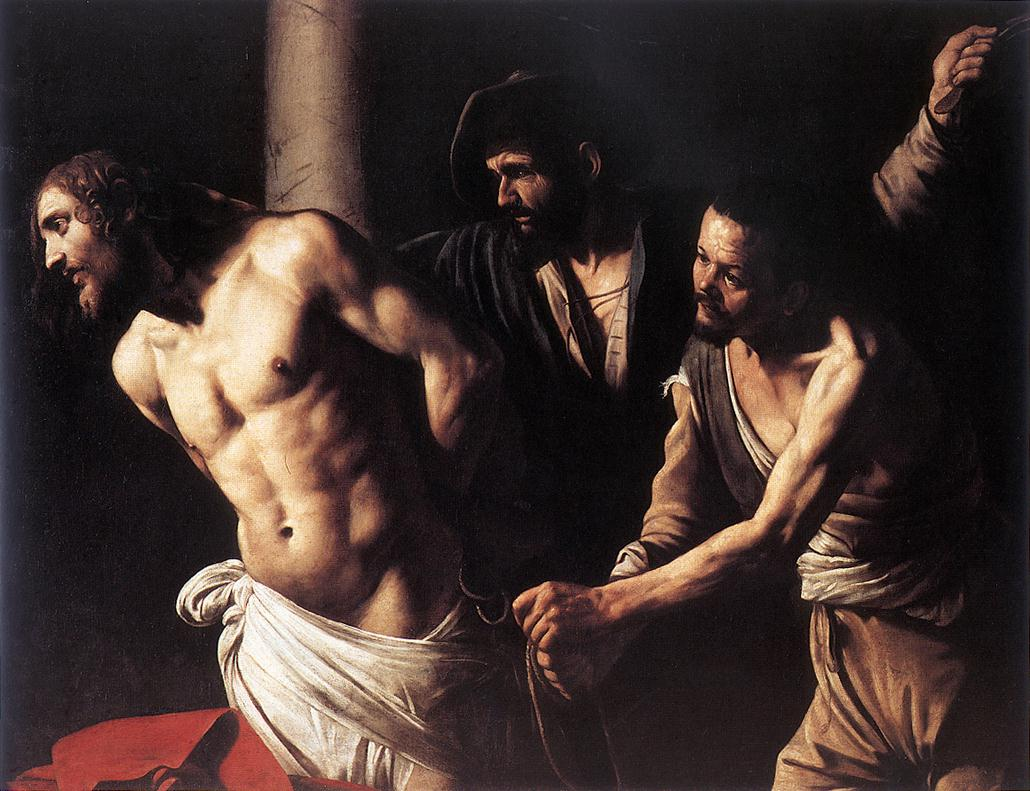
Le Christ à la colonne, 134 × 175 cm, 1606-1607. Musée des Beaux-Arts de Rouen.

#### Environnement sobre

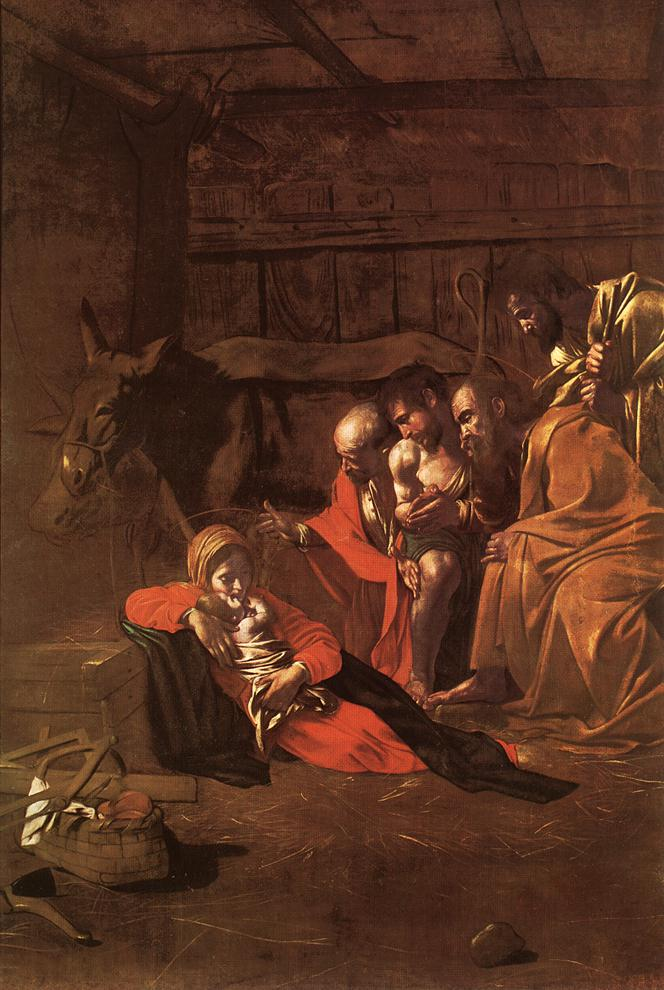
Le décor minimaliste de L'Adoration des Bergers, 314 × 211 cm, 1609. Musée régional de Messine.

Les peintures de Caravage se distinguent par l'absence de tout effet de perspective sur une quelconque architecture, afin de privilégier l'observation naturaliste de ses modèles. En effet, ses choix d'éclairage direct et de clair-obscur accusé peuvent revêtir un caractère particulièrement artificiel, comme l'a rappelé avant lui Léonard de Vinci : une concentration sur le modèle et non sur le décor permet de rétablir un certain équilibre naturaliste. Ainsi, la Madone des pèlerins ou Madone de Lorette (1604-1605) est placée à la porte d'une maison simplement indiquée par l'ouverture en pierre de taille et par un fragment de mur décrépi à dessein. Il s'agit de la porte de la sainte maison de Lorette, modeste demeure de la Vierge Marie sous son sarcophage marmoréen renaissant qui a fait l'objet du plus grand pèlerinage marial d’Occident durant trois siècles ; mais la sobriété de ce décor autorise également d'autres interprétations, comme celle de la porte du Ciel — comme dans la fresque de Raphaël située à proximité dans la même église Sant'Agostino. Des indications minimales de ce type se retrouvent dans bon nombre de tableaux, comme La Madone du rosaire (1605-1606), L'Annonciation (1608), La Décollation de saint Jean-Baptiste (1608), La Résurrection de Lazare (1609) ou encore L'Adoration des bergers (1609). Tous ces tableaux d'autel nécessitent l'indication d'un espace architectural. La solution de la frontalité, qui place le spectateur face au mur percé d'une ou plusieurs ouvertures, permet d'inscrire dans le tableau des lignes horizontales et verticales qui répondent aux bords de la toile et participent à l'affirmation de la composition picturale dans le plan du mur.
Un autre tableau permet d'illustrer l'usage que Caravage fait des accessoires et du fond du tableau. Dans L'Amour victorieux, le jeune garçon nu foule en riant les instruments des arts et de la politique ; il est représenté devant un fond brun, à la lumière complexe et travaillée, mais indistinct au point que le mur et le sol se confondent. Il personnifie le vers de Virgile « Omnia vincit amor » (« L'Amour triomphe de tout »), très connu à cette époque. Le Cavalier d'Arpin a exécuté une fresque sur ce thème, qui a aussi été traité par Annibal Carrache au plafond du palais Farnèse. En travaillant au niveau du détail l'imbrication des instruments, les cordes brisées, les partitions indéchiffrables, Caravage fait sans doute allusion aux instruments brisés aux pieds de la Sainte Cécile de Raphaël qui symbolisent la vanité de toute chose. On en déduit que le jeune garçon est un Amour céleste qui se laisse glisser de son siège pour se dresser vers le spectateur et le défier. L'homme ne pourra gagner à ce jeu. D'ailleurs, l'Amour tient le monde sous lui : le peintre a ajouté le détail d'un globe céleste aux étoiles d'or. Mais il n'a utilisé cette matière précieuse qu'exceptionnellement, probablement à la demande expresse de son commanditaire. Il y a eu peut-être, à propos de ce globe peu perceptible, un lien plus direct avec le commanditaire. Celui-ci, Vincenzo Giustiniani, a pour pire ennemi la famille Aldobrandini — laquelle a pour armes un globe étoilé — car sa dette envers Giustiniani est considérable, ce qui a fait perdre des sommes très importantes au banquier. Giustiniani se serait ainsi vengé en présentant son « Amour », méprisant les Aldobrandini symbolisés sous lui. Ce genre d'approche ironique est commun à l'époque.
D'autre part, pour la satisfaction du collectionneur, et aussi afin de rivaliser avec son presque homonyme, Michel-Ange, Caravage ne manque pas de faire allusion au Saint Barthélemy du Jugement dernier et reprend cette pose complexe aisément reconnaissable. Par ailleurs, le tableau répond à un autre enjeu : celui de devoir s'intégrer à une collection particulière. La jeunesse du corps de l'enfant doit correspondre, dans la collection de Giustiniani, à une sculpture antique représentant Éros, d'après Lysippe. Au-delà du traitement du thème, la simplicité du fond est remarquable et typique de l'approche de Caravage : bien que donnant toutes les apparences de l'inachèvement, il est très travaillé, comme le montrent les choix de modulation des couleurs et l'absence de séparation entre le mur et le sol peut constituer un rappel de l'irréalité de la scène. Une autre absence est notable : celle des symboles des arts plastiques, qui sont ici épargnés par la dérision de l'Amour. Caravage évite donc de multiplier les accessoires mais condense une grande quantité d'informations, de symboles et de sous-entendus, en fonction de la commande qui lui est faite et des volontés de son commanditaire.

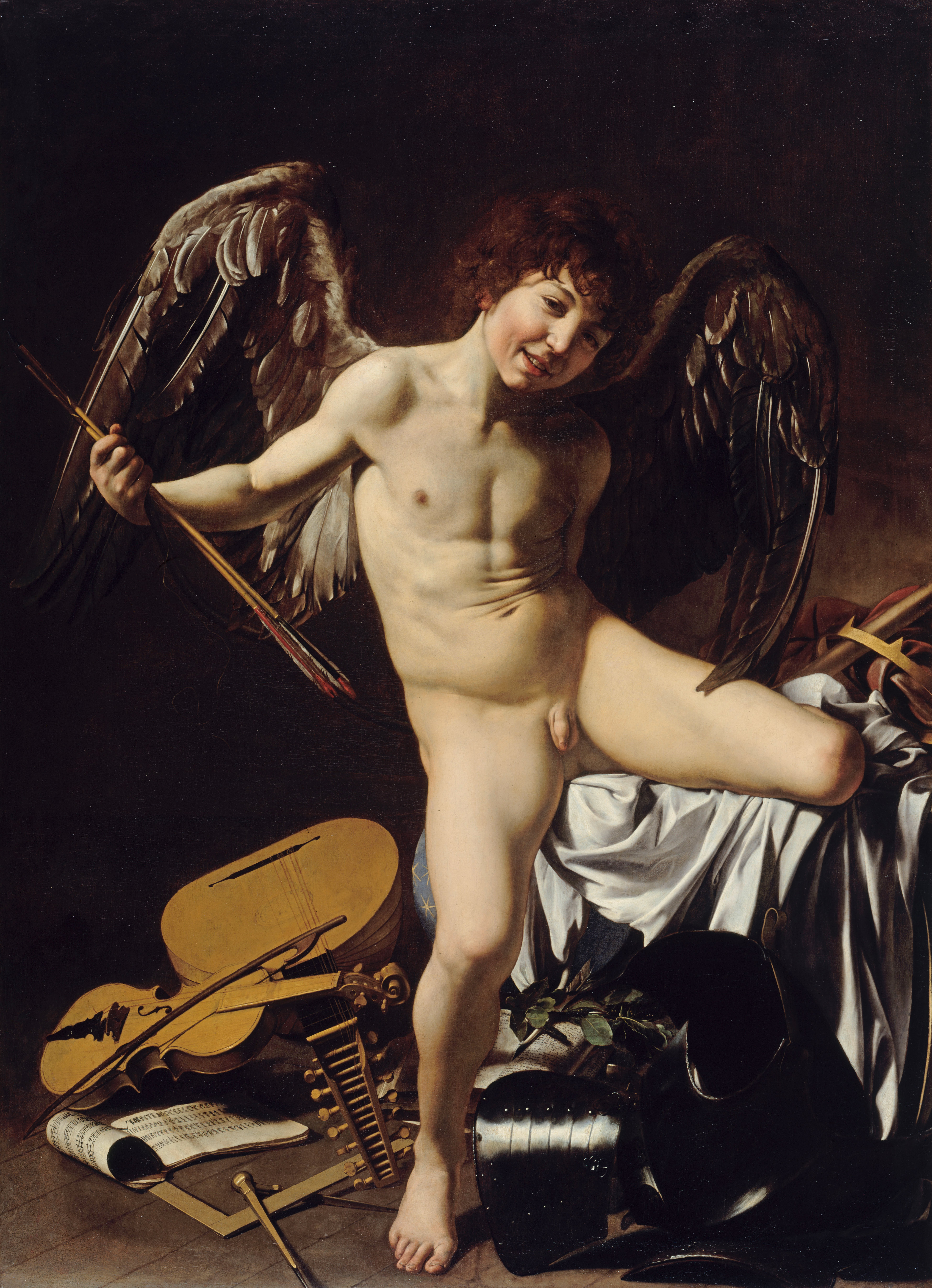
L'Amour victorieux, 156 × 113 cm, 1601-1602. Gemäldegalerie, Berlin.
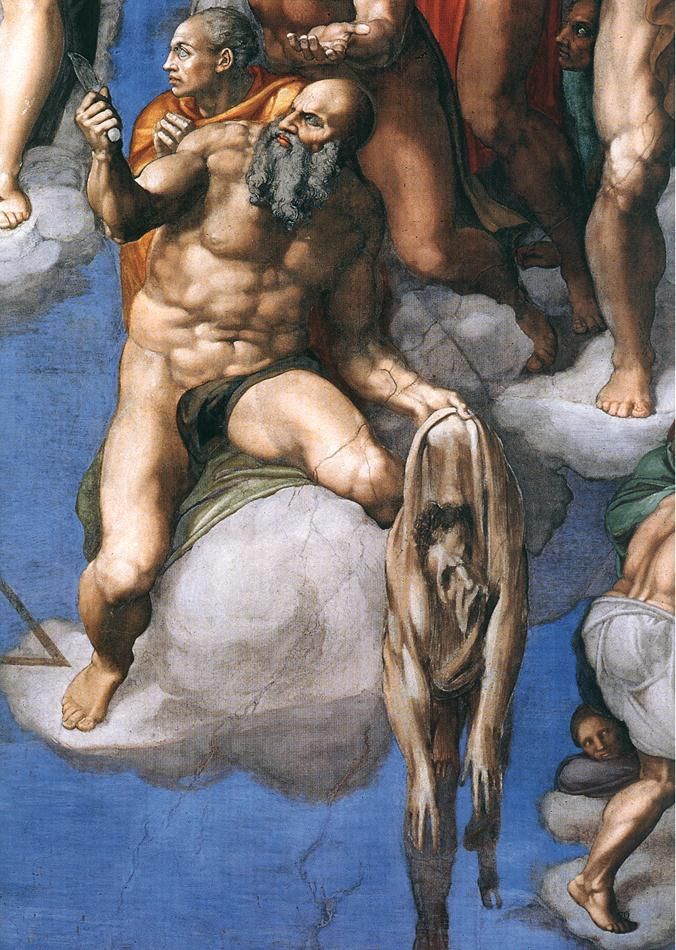
Michel-Ange, Le Jugement dernier (1536-1541), détail : Saint Barthélemy. Chapelle Sixtine, Vatican.

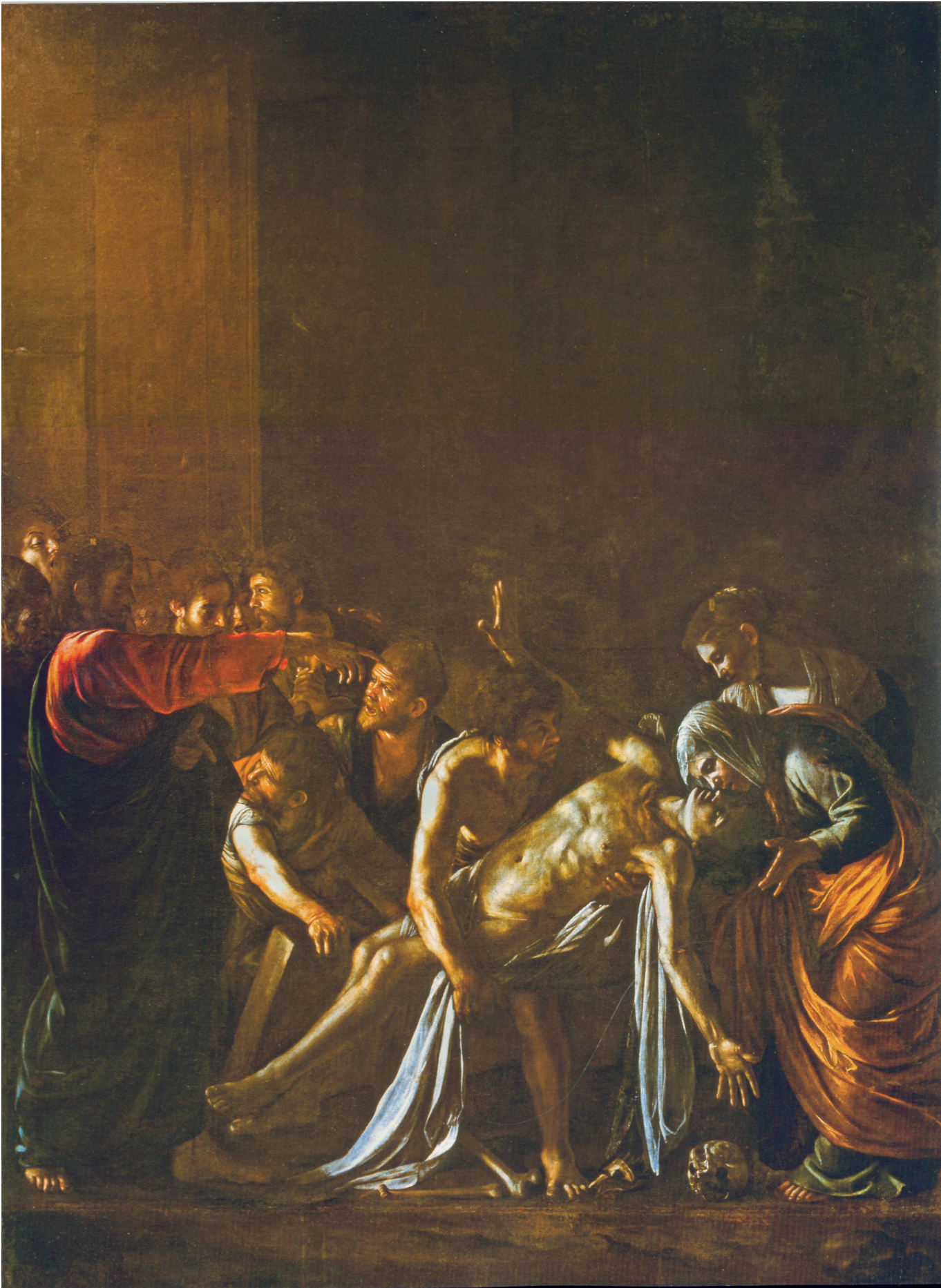
La Résurrection de Lazare, 380 × 275 cm, 1609. Musée régional de Messine.

À La Valette, dans le milieu culturel de l'ordre de Saint-Jean de Jérusalem, Caravage renoue avec les grands tableaux d'église qui ont fait sa renommée. Typiquement, La Résurrection de Lazare est d'une grande sobriété de décor et d'accessoires. Tout réside dans l'intensité des gestes qui rappellent La Vocation de saint Matthieu. D'ailleurs le tableau se nourrit de ces références, et semble s'adresser à une élite cultivée, au courant de l'actualité d'alors. Cependant, contrairement à La Vocation, la scène n'est plus transposée dans le monde contemporain. Les fastueux costumes des agents de change de l'époque n'ont plus lieu d'être. Les premiers chrétiens sont dépeints dans les vêtements intemporels des pauvres, depuis l'Antiquité jusqu'au XVIIe siècle. La lumière, réalité et symbole, est en revanche similaire à celle de La Vocation. Le corps de Lazare tombe dans un geste semblable à celui du Christ dans La Mise au tombeau. Les drapés ont pour fonction de souligner les gestes théâtraux, par leur couleur (rouge pour le Christ) ou leur valeur (tons bleu clair pour Lazare). Les expressions vont aux extrêmes : l'extrême douleur à droite, la bousculade à gauche avec l'entrée de la lumière, et au-dessus de la main du Christ, un homme qui prie intensément en se tournant vers la lumière de la Rédemption. Il s'agit du peintre même, dans un autoportrait explicite. Il n'y a aucun détail trivial, ni aucun accessoire inutile ; le crâne au sol évoque la mort du corps. Le mur nu répond au mur réel contre lequel le tableau est dressé dans l'ombre de la chapelle des Porte-Croix à Messine, où il est initialement installé.

## Accueil et postérité

### Mythe et réalité de l'artiste maudit
L'œuvre de Caravage soulève les passions dès son apparition. Elle est très rapidement recherchée par les meilleurs connaisseurs et collectionneurs. Néanmoins, l'image du peintre est durablement marquée par une réputation sulfureuse, tenant aussi bien à sa personnalité réputée extraordinairement violente qu'à ses déboires supposés avec ses commanditaires. La recherche récente remet pourtant bon nombre de ces points en perspective, en montrant à quel point les premiers biographes de Caravage ont été suivis jusque dans leurs approches les plus outrancières. L'aura de malédiction qui l'entoure (notamment dans les films de Derek Jarman ou de Michele Placido) a été favorisée par « une extravagante interprétation » homoérotique de certains tableaux, apparue dans les années 1970.

#### Succès

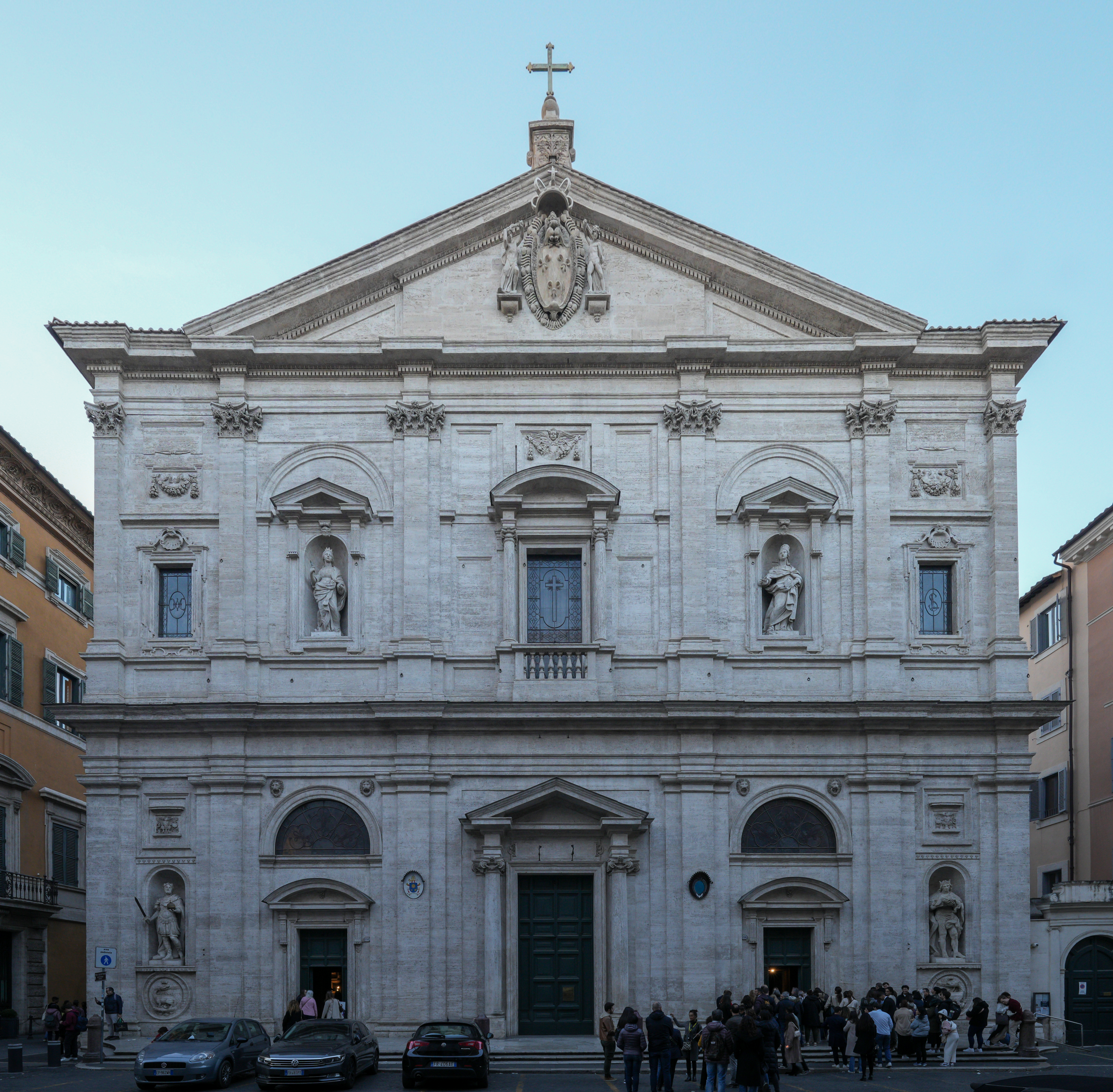
La façade de l'église Saint-Louis-des-Français de Rome, qui abrite les premières grandes toiles à succès de Caravage.

Concernant les tableaux refusés, il est clairement établi qu'à l'époque de Caravage, les appréciations de ces tableaux sont très variables selon qu'ils sont destinés à un accrochage public ou à une collection privée. Luigi Salerno cite notamment l'exemple de La Madone des palefreniers, refusée par le clergé mais immédiatement acquise par le cardinal Scipione Borghese.
Certains tableaux se voient effectivement refusés à cause de leur audace naturaliste, mais aussi pour des raisons d'ordre théologique. Des auteurs récents comme Salvy citent les exemples de Saint Matthieu et l'Ange, La Conversion de saint Paul ou La Mort de la Vierge, soulignant d'ailleurs que ces refus sont l’œuvre de membres de l'Église peu éclairés, mais ne correspondent pas au jugement de tous : « les plus hauts dignitaires de l'Église semblent avoir eu un goût plus éclairé et moins effarouché que celui de leurs prêtres, bien souvent gens de rien. » Ces tableaux refusés trouvent immédiatement de très bons acheteurs sur le marché privé, comme le marquis Giustiniani pour Saint Matthieu et l'Ange.
Ebert-Schifferer va plus loin en remettant même en question les refus de certains tableaux, suggérant qu'ils ne l'ont pas toujours réellement été. Ainsi, la première version du Saint Matthieu et l'Ange aurait simplement été installée de manière provisoire sur l'autel de l'église Saint-Louis-des-Français de Rome en mai 1599, avant que Vincenzo Giustiniani ne l'intègre à sa collection. Le tableau, qui correspond parfaitement aux indications mentionnées dans le contrat, rappelle également des œuvres lombardes qu'il connaît dans la figure androgyne de l'ange, ainsi qu'un tableau de Giuseppe Cesari de 1597, que le milieu romain a pu admirer deux ans auparavant. Le tableau remporte un succès immédiat. Il occupe provisoirement la place d'une sculpture commandée à Cobaert qui n'a pas encore été réalisée. Lorsque cette dernière est achevée, elle ne plaît pas au clergé de Saint-Louis-des-Français. Elle est retirée et une partie de la somme, retenue sur les honoraires du sculpteur, sert à payer Caravage pour le tableau définitif, qui forme à terme un triptyque avec le Martyre et la Vocation de saint Matthieu, installés de part et d'autre du retable : Caravage reçoit 400 écus pour cette triple commande, une somme très importante pour l'époque. Dans le nouveau contrat, le peintre est qualifié de « Magnificus Dominus », d'« illustre maître ». En revanche, Giovanni Baglione, un des premiers et des plus influents biographes de Caravage, mais aussi son ennemi déclaré, fait mine de confondre la sculpture et la peinture : il prétend donc que la peinture de la première version du Saint Matthieu et l'Ange a déplu à tout le monde.

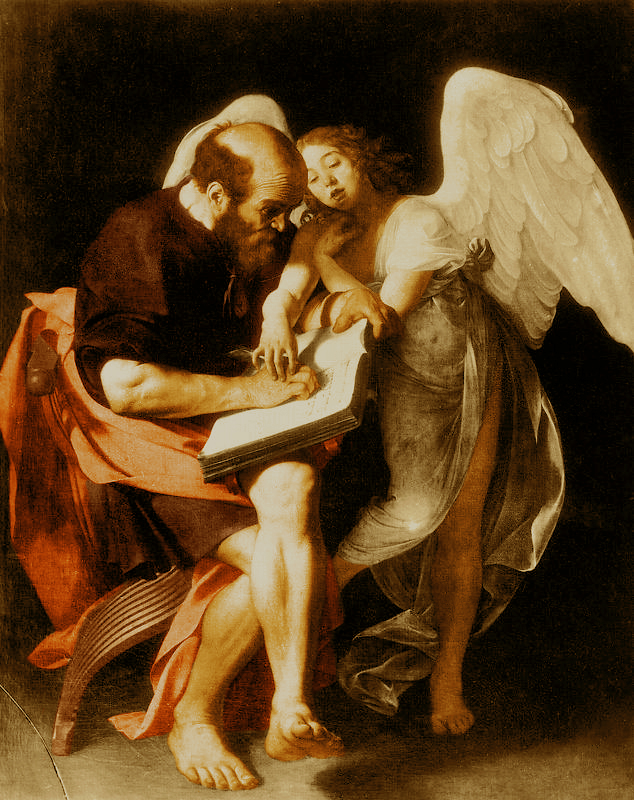
Saint Matthieu et l'Ange, 223 × 183 cm, 1599, première version. Tableau détruit en mai 1945 (Berlin).
Saint Matthieu et l'Ange, 295× 195 cm, 1602, seconde version. Église Saint-Louis-des-Français (Rome).
La Conversion de saint Paul, 237× 189 cm, 1600-1601, première version refusée. Collection Odescalchi (Rome).
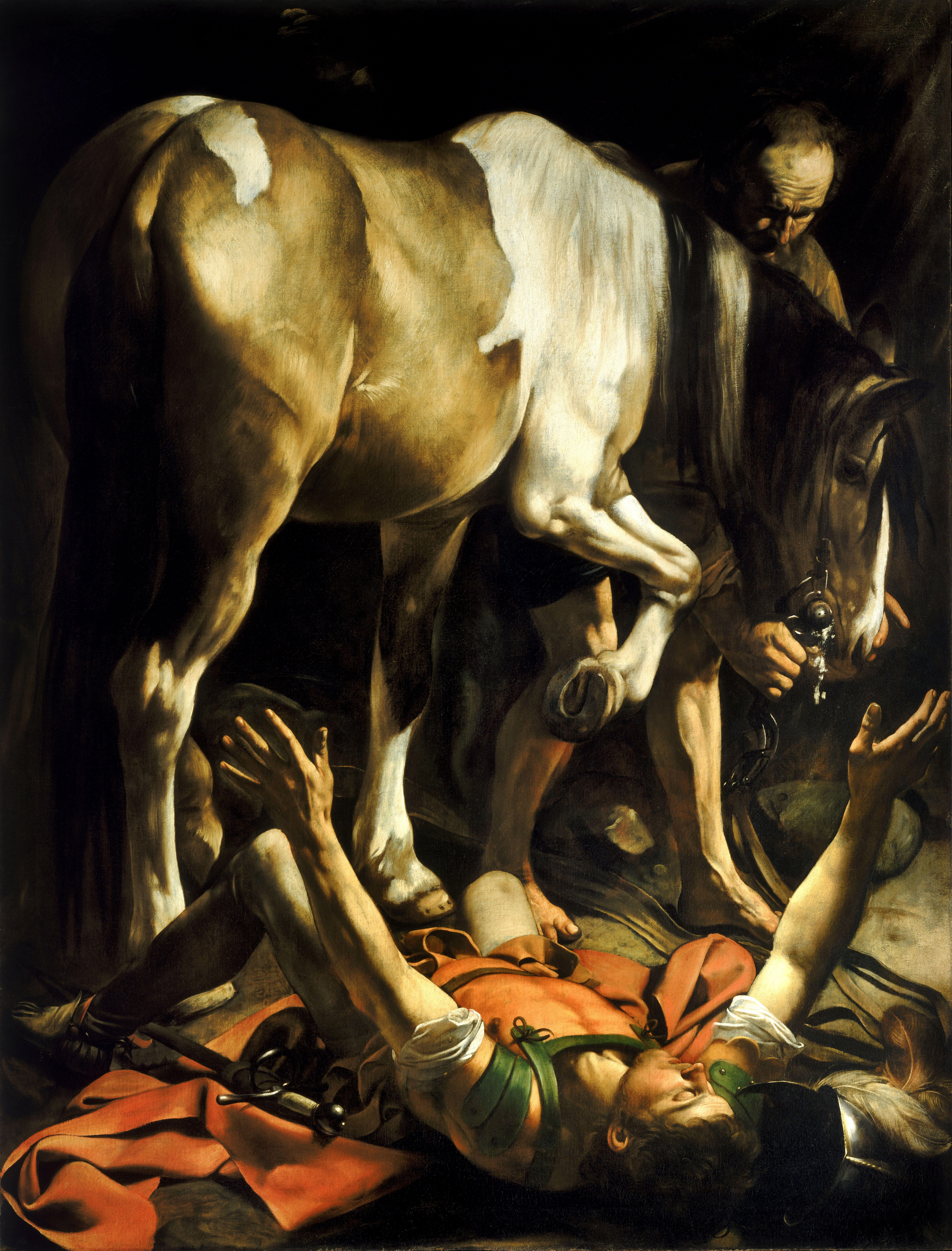
La Conversion de saint Paul, 230 × 175 cm, v.1604, seconde version. Chapelle Cerasi de l'église Santa Maria del Popolo (Rome).

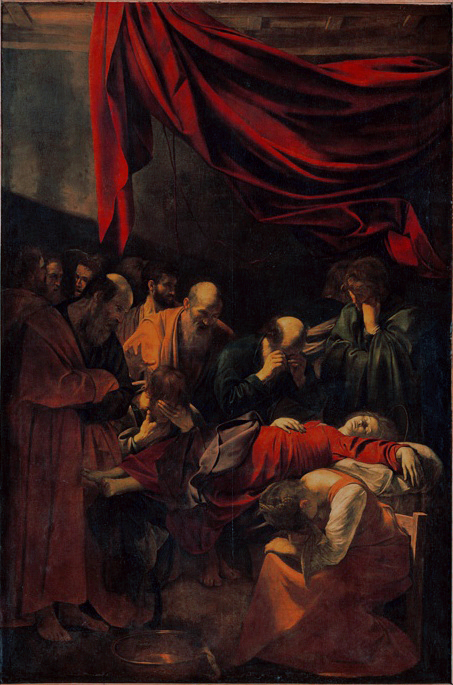
La Mort de la Vierge, 369 × 245 cm, 1605-1606. Musée du Louvre, Paris.

La peinture la plus célèbre de Caravage au Louvre, La Mort de la Vierge, connaît un destin similaire : le bruit continue de circuler que le tableau aurait déplu aux moines en raison des pieds nus et du corps trop humain de la Vierge. Selon Ebert-Schifferer, la réalité est quelque peu différente : le tableau a bien été retiré, mais il a d'abord été accroché et admiré. Son commanditaire l'a reçu et apprécié, et il est resté un certain temps en place sur l'autel. Il n'a donc pas déplu aux Carmes déchaussés, comme cela a été dit et répété. Ceux-ci ne voyaient rien à redire aux pieds nus et à la pauvreté des premiers chrétiens que l'on voit sur la toile. Ces moines ont cherché à imiter la vie de ces chrétiens qui leur a servi de modèles, comme ils ont cherché à imiter la vie de Jésus. Ils ont fait vœu d'aller pieds nus dans de simples sandales, suivant en cela l'esprit de la Réforme catholique. La Vierge apparait simplement vêtue dans le tableau, avec le corps d'une femme ordinaire, plus très jeune — ce qui est correct — ni plus très svelte, ce qui est acceptable. Et le tableau se conforme, même dans le détail, aux indications de Charles Borromée pour le geste de Marie-Madeleine qui se cache le visage. Or le bruit court, à l’époque de l’accrochage, que c'est une courtisane qui a posé pour la Vierge. Celui ou ceux qui font courir ce bruit ont tout intérêt à ce qu'on retire le tableau de l'église. Toutefois, deux collectionneurs entreprenants se présentent pour acheter l'œuvre dès qu'elle est décrochée. Cette manœuvre habile ne signifie donc pas que le tableau est scandaleux ou révolutionnaire : elle souligne bien au contraire la nouveauté très appréciée du travail de l'artiste. Il est presque inévitable que Caravage, comme tout autre peintre à Rome, a pris une courtisane comme modèle dans toutes les toiles présentant des figures féminines de manière naturaliste, car il est interdit aux Romaines « honorables » de poser. La grande majorité des peintres du XVIe siècle qui pratiquent l'imitation de la nature, avec une idéalisation plus ou moins prononcée, utilisent des sculptures antiques comme modèles. Caravage a dû typer le modèle naturel (comme l'ont fait ses prédécesseurs, Antonio Campi par exemple) afin que celui-ci ne puisse être identifié.
Salvy souligne par ailleurs l'incohérence de certains refus, notamment ceux des tableaux pour la chapelle Cerasi (dans l'église Santa Maria del Popolo) : La Conversion de saint Paul et Le Crucifiement de saint Pierre. En effet, ces deux panneaux de bois peints sont rejetés mais ensuite remplacés par des toiles, cette fois acceptées ; or il apparaît flagrant que la seconde version de La Conversion est pourtant encore moins conventionnelle ou « convenable » que la première. On peut expliquer cela par la puissance du commanditaire, « en mesure d'imposer ses goûts à un bas clergé ignare et rétif à toute nouveauté », mais Salvy indique que cela tend aussi à prouver paradoxalement le succès de Caravage puisque c'est toujours à lui qu'on s'adresse pour réaliser une seconde version des œuvres contestées, au lieu de solliciter un autre peintre plus conventionnel.

#### Art et violence

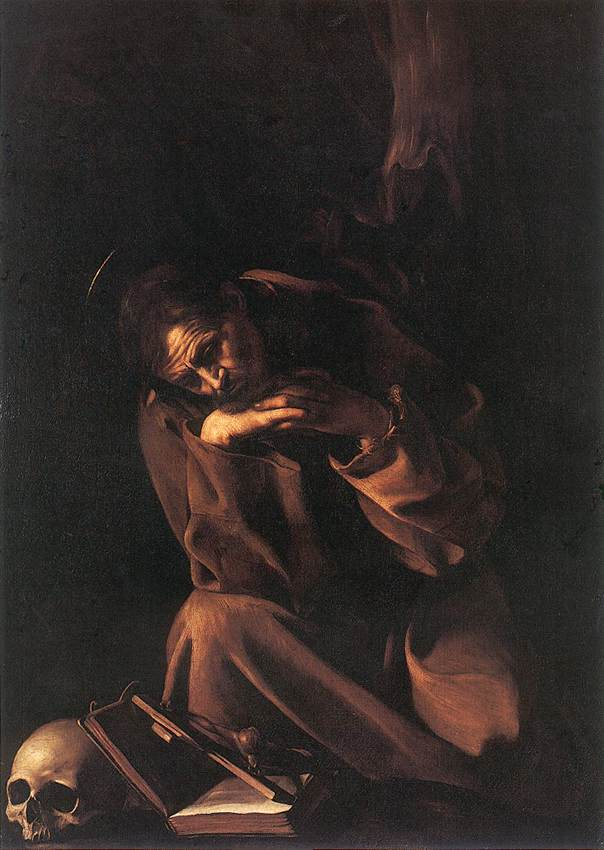
Saint François en méditation sur le crucifix, 128 × 90 cm, 1606. Museo Civico ala Ponzone, Crémone.

Les recherches poursuivies récemment par les plus grands spécialistes remettent en perspective les allégations tendant à disqualifier Caravage et sa peinture, selon une tradition qui remonte à ses contemporains et en particulier à Baglione. Ces textes anciens doivent être confrontés aux documents d'époque retrouvés dans les archives. Brejon de Lavergnée relève dans la méthode d'Ebert-Schifferer l’analyse serrée des sources (Van Mander, Giulio Mancini, Baglione et Bellori) et remarque qu’une telle analyse met en question le cliché le plus répandu concernant Caravage : son caractère violent. Celui-ci provient au départ d'un texte du Hollandais Van Mander, publié en 1604, qui fait du peintre un homme toujours prêt à se battre et à provoquer des troubles. Or, l'étude des rapports de police de l'époque laisse supposer que Van Mander a été mal informé et qu'il a pris pour Caravage ce qui est reproché à son ami et alter ego, Onorio Longhi, qui, à la fin de l'année 1600, a bien subi trois mois d'interrogatoires pour toute une série de délits. Il est établi que les deux plaintes dont Caravage a fait l'objet ont été classées sans suite. Le fait de porter l'épée lui a été reproché, mais il s'explique en replaçant l'artiste dans son contexte social. Van Mander et Van Dijck, qui relèvent le fait, s'en étonnent car ils sont étrangers. L'œuvre a été tout autant discréditée que le peintre, et curieusement en raison même de son succès.
Même s'il est certain que Caravage a effectivement commis un homicide et qu'il se montre régulièrement agressif et susceptible, il convient d'une part de remettre ses mœurs dans le contexte de l'époque, et d'autre part de faire preuve de discernement pour ne pas nécessairement assimiler son mode de vie à ses choix artistiques. Sur ce dernier point, un regard objectif sur les œuvres de la période napolitaine puis sicilienne (c'est-à-dire après avoir fui Rome) ne permet pas d'y percevoir de façon évidente ni culpabilité ni tourment intérieur. Ebert-Schifferer appuie notamment cette analyse sur l'observation de deux tableaux : le Saint François en méditation sur le crucifix (probablement 1606) qui suit immédiatement sa fuite, puis La Résurrection de Lazare (1609) réalisé à Messine. Elle montre les limites de l'hypothèse selon laquelle l'artiste signifie son repentir dans le visage souffrant de saint François : « une telle identification repose sur l'hypothèse que le peintre désespéré aurait voulu ici figurer son repentir. Or, François n'est absolument pas tourmenté par sa conscience ; il ne fait que s'identifier à la Passion du Christ. » De même, en Sicile : « Il n'y a apparemment pas lieu de croire que le meurtre de Ranuccio Tomassoni lui pesait sur la conscience […] L'autoportrait inclus dans la Résurrection de Lazare, tout comme dans ses toiles antérieures, atteste qu'il se considérait comme un chrétien convaincu et non tel un homme aux abois, en proie à des pressentiments et des pensées morbides, comme on l'admet presque unanimement. » Cela ne signifie pas non plus que Caravage ne souffre aucunement de sa situation d'exilé, ni de certains revers comme la perte de son titre de chevalier qui le trouble certainement ; mais il est sans doute abusif de vouloir interpréter son œuvre à travers ce prisme.
Quant à l'attitude fréquemment susceptible et violente de Caravage — là aussi effectivement attestée par différents documents et minutes de procès —, des éléments de contexte sont tout de même à prendre en compte avant de parvenir à des conclusions hâtives sur leur caractère extraordinaire. Les mœurs de la jeune aristocratie romaine de l'époque ont pu effectivement mener à des attitudes de ce type, et ont souvent profité de la bienveillance des institutions, comme en témoigne d'ailleurs le pardon accordé par le pape à Caravage en dépit du crime de sang dont il s'est rendu coupable. Ainsi, le port illégitime de l'épée qui lui vaut à Rome des séjours en prison est à considérer comme une infraction mineure pour l'époque. Ce fait peut être rapproché des conventions et des valeurs partagées par les nobles et même les petits nobles, pour lesquels le code de l'honneur fait que l'on peut être discrédité pour la vie si l'on ne répond pas à un affront. L'époque est très violente avec une certaine fascination pour la mort. Ces codes sont largement partagés dans de nombreux pays de la chrétienté.
Ebert-Schifferer résume son point de vue en ces termes : « c'est donc se tromper de chemin que de juger les forfaits de Caravage, tout à fait ordinaires pour l'époque, comme l'expression d'un trouble de la personnalité qui se serait aussi répercuté dans ses œuvres. Ces incartades n'empêchèrent aucun de ses amateurs, aussi pieux fût-il, de lui commander des peintures, bien au contraire ».
Quoi qu'il en soit, le travail de dépréciation entrepris par les premiers biographes de Caravage (au premier rang desquels son ennemi Giovanni Baglione, repris par Bellori) porte efficacement ses fruits, et contribue sans doute à atténuer l'appréciation du rôle essentiel qu'il joue sur le monde artistique. Il faut finalement attendre le début du XXe siècle, et les travaux de spécialistes passionnés comme Roberto Longhi ou Denis Mahon, pour que soient reconnues l'importance de l’œuvre de Caravage et l’étendue de son influence sur les arts visuels des siècles qui suivent.

### Caravagesques
« N'ayant pas eu de maître, il n'eut pas d'élèves. »

— Roberto Longhi

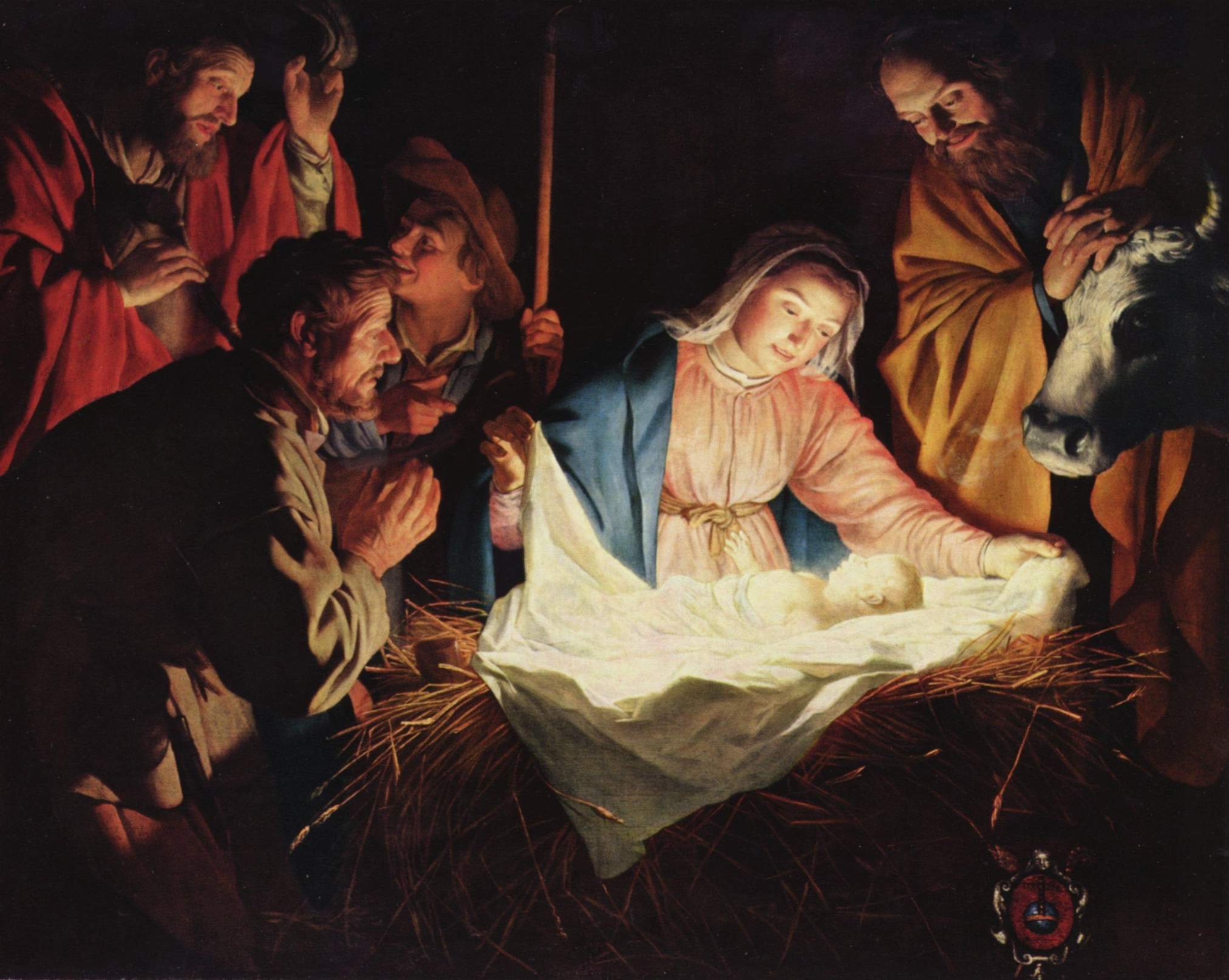
L'Adoration des bergers de Gerrit van Honthorst, 1622, musée Wallraf-Richartz. Van Honthorst est l'un des plus éminents représentants de l'école caravagesque d'Utrecht.

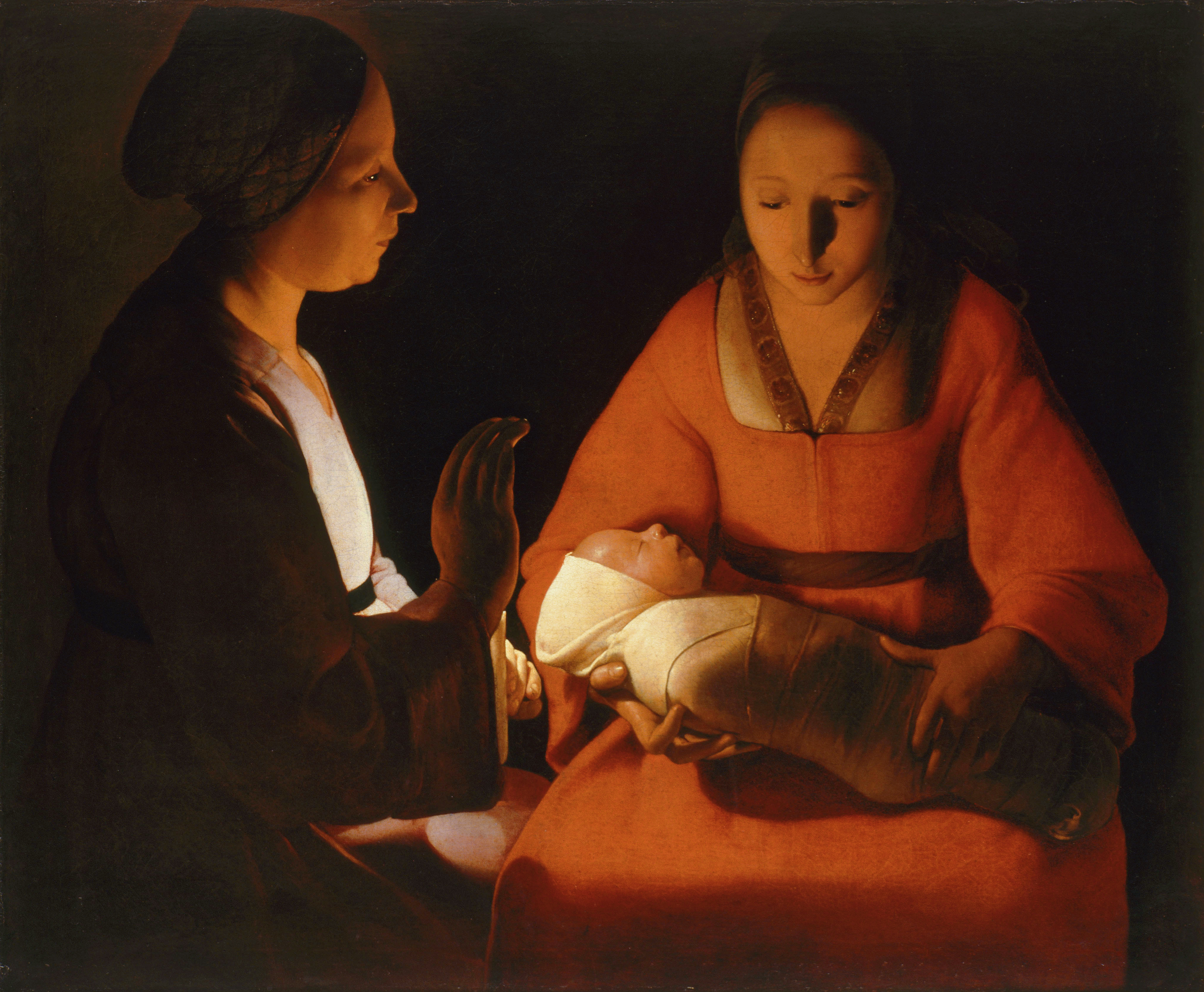
L'influence de Caravage se lit par exemple dans les jeux d'ombre et de lumière dans Le Nouveau-né, 76 × 91 cm, par Georges de La Tour, vers 1648, musée des Beaux-Arts de Rennes.

Ce raccourci plaisant de Longhi, qui mérite sans doute d'être tempéré, signifie tout à la fois que Caravage parvient à créer son propre style à partir d'influences préexistantes, dépassant ainsi tout « maître » qui l'aurait guidé ou précédé, mais aussi qu'il ne constitue pas autour de lui d'école à proprement parler. Longhi préfère parler de « cercle » auquel adhèrent librement des esprits tout aussi libres. Déjà du vivant de Caravage, ses idées et techniques sont reprises par une multitude de peintres de différentes origines européennes mais tous réunis à Rome, souvent regroupés sous l'appellation de caravagesques, en raison du succès des tableaux du maître ainsi que des variantes réalisées ensuite pour les collectionneurs, mais aussi en raison de leur prix élevé. Les quelques proches de Caravage et les très nombreux suiveurs se sont emparés de ce qu’ils ont perçu et que l’on a réduit sous l’appellation de « Manfrediana methodus », c'est-à-dire la méthode de Manfredi, un peintre dont la vie est peu documentée et qui a pu être le serviteur de Caravage pendant une partie de la période romaine. Il est également possible, sans que cela soit certain, que Mario Minniti et le mystérieux Cecco (alias Francesco Buoneri?) soient des collaborateurs ou des élèves directs.
Le courant du caravagisme est d'une très grande richesse et d'une aussi grande variété au long du XVIIe siècle. Les tout premiers imitateurs de la manière caravagesque ne sont pas tous exempts de railleries, comme l’éprouve rudement Baglione avec sa Résurrection, moquée par Gentileschi et par Caravage lui-même en 1603 ; d'autres intègrent avec succès des éléments caravagesques, mais de façon plus ou moins intensive. Le Flamand Rubens, par exemple, s'inspire sans l'imiter de la peinture italienne autant que de celle de Caravage ; d'autres comme le Romain Orazio Borgianni ou comme le Napolitain Caracciolo se rapprochent considérablement des intentions du maître.
Après la mort de Caravage, une deuxième vague de disciples s'illustre pendant une décennie allant environ de 1615 à 1625, à la suite de Bartolomeo Manfredi en particulier, et qui comprend aussi bon nombre de Flamands comme le trop méconnu Matthias Stom, ou comme Gerrit van Honthorst (« Gérard des Nuits ») — au point qu'il se crée une école caravagesque particulière, dite ultérieurement « d'Utrecht », autour de ces différents peintres nordistes. C'est une période de diffusion considérable, dans toute l'Europe, du tableau caravagesque à usage privé, non seulement vers le Nord mais aussi vers la France et l'Espagne, via la région de Naples alors sous domination espagnole : le Saint Sérapion de l'Espagnol Francisco de Zurbarán en 1628 représente un exemple d'un vibrant hommage à l'art de Caravage.
La troisième décennie constitue pour l'essentiel l'ultime période faste du caravagisme européen, avec de nouveaux venus à Rome comme les Français Valentin de Boulogne, Simon Vouet ou le tessinois Giovanni Serodine, ; toutefois l'esprit du caravagisme survit à plus d'un titre, notamment chez certains peintres de petits formats à sujets « burlesques » rassemblés sous l'appellation de « bamboccianti », mais aussi chez des peintres importants qui suivent le mouvement de façon plus tardive (Georges de La Tour) ou en prenant des biais très différents, qui peuvent même interroger leur intégration au caravagisme (Diego Vélasquez, Rembrandt). Une certaine ambivalence est fréquente pour de nombreux peintres au cours du siècle, entre l'attraction pour la puissance de l'art caravagesque et d'autres éléments d'attraction contemporaine comme le luminisme vénitien, le maniérisme, etc. La diversité du style de Louis Finson en témoigne de façon exemplaire, lui qui est souvent considéré comme l'un des plus proches disciples du maître Caravage.

### Influence à long terme

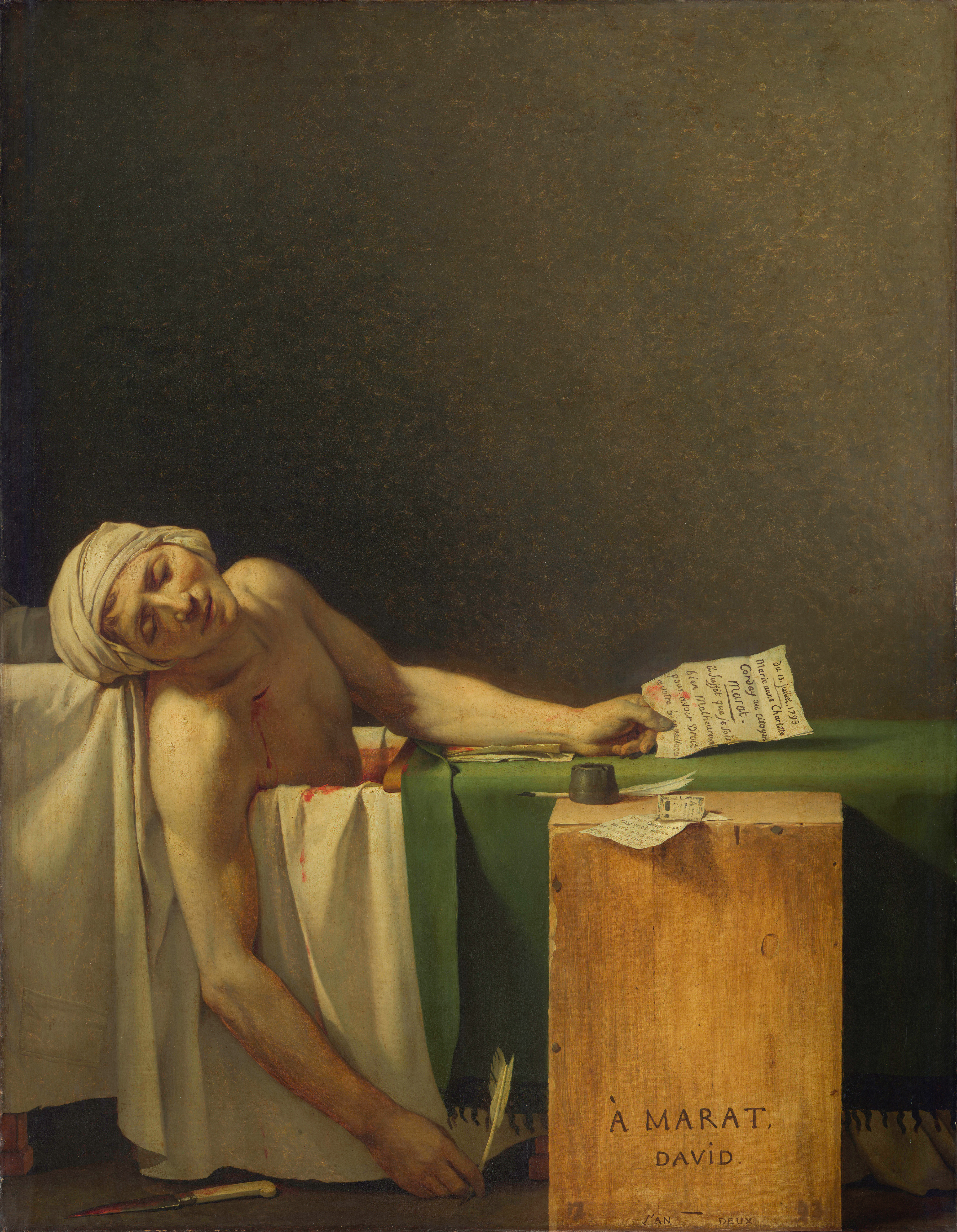
La Mort de Marat (1793) de Jacques-Louis David est d'inspiration caravagesque. Musées royaux des Beaux-Arts de Belgique, Bruxelles.

Parallèlement et après ces écoles caravagesques, l'influence de Caravage ne s'éteint pas : de nombreux peintres aussi importants que Georges de La Tour , Vélasquez
, Rubens ou Rembrandt manifestent dans leurs peintures ou gravures leur intérêt pour l’œuvre de Caravage. Ensuite, on constate un affaiblissement de son importance dans la critique et l'histoire de l'art jusqu'au XIXe siècle. Il exerce ainsi une influence évidente sur David, influence affirmée par l'artiste dont une des premières œuvres majeures (Saint Roch intercédant la Vierge) reprend à l'identique la posture du pèlerin de La Madone des pèlerins, tout comme son Marat est inspiré de la Mise au tombeau du Vatican.

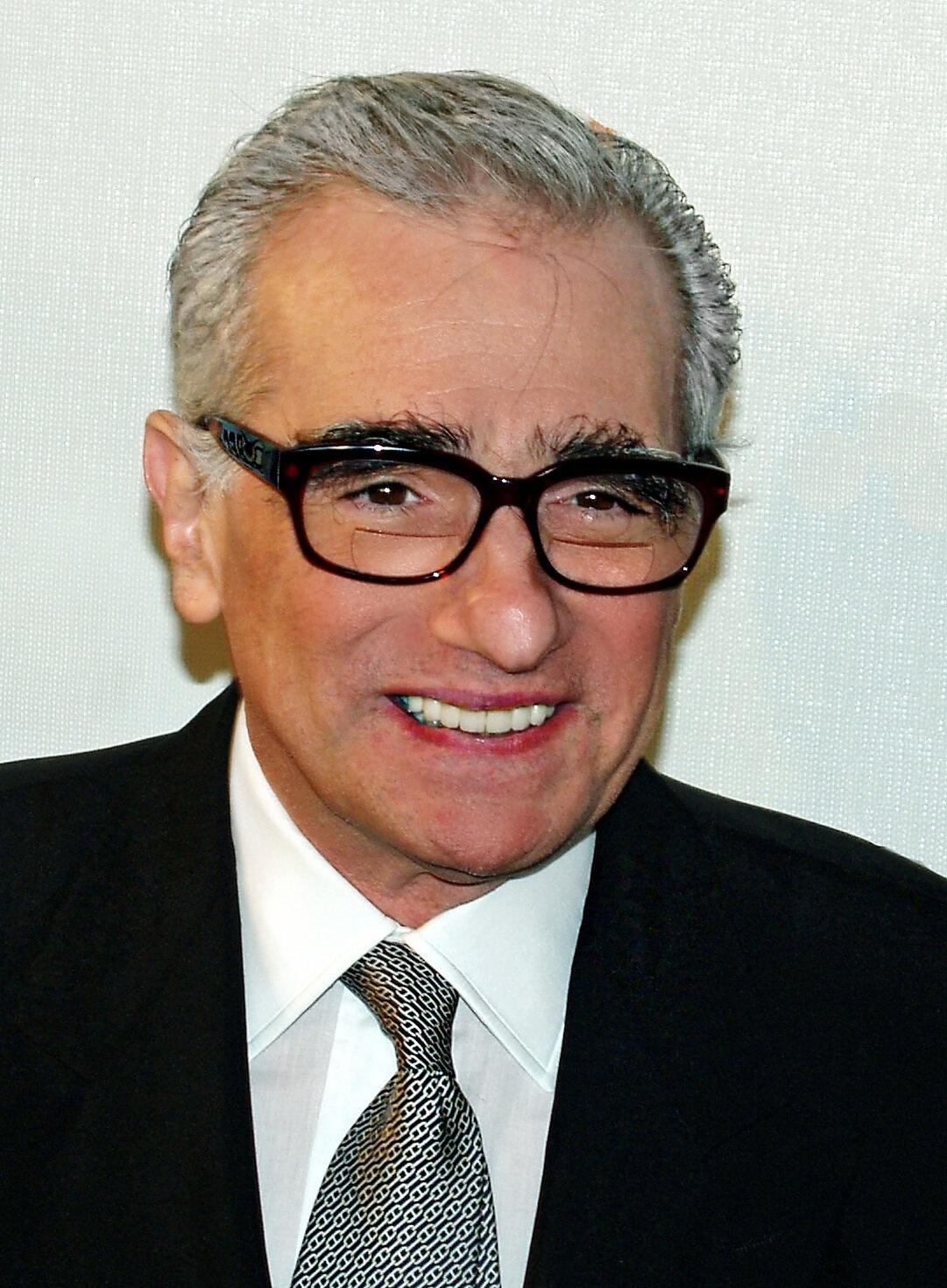
Le réalisateur américain Martin Scorsese reconnaît l'influence que Caravage exerce sur son art.

René Jullian l'évoque comme l'un des pères spirituels de l'école réaliste du XIXe siècle : « le réalisme qui s'épanouit au milieu du dix-neuvième siècle trouve en Caravage son patron naturel ». L'approche naturaliste de Caravage, vue sous sa perspective réaliste aux yeux des artistes du XIXe siècle apparaît ainsi en écho dans les œuvres de Géricault, Delacroix, ou encore Courbet et Manet,. Roberto Longhi souligne de même les liens étroits entre Caravage et le réalisme moderne, et affirme que « Courbet s'inspire directement du Caravage » ; Longhi étend d'ailleurs cette influence aux natures mortes de Goya, Manet et Courbet entre autres.
Certains artistes peintres du XXIe siècle comme Peter Doig ou encore Herman Braun-Vega se réclament encore de Caravage. Dans un autre domaine d'expression artistique, nombreux sont les photographes mais aussi les réalisateurs de cinéma qui reconnaissent l'influence de Caravage sur certains de leurs choix d'expression. C'est le cas par exemple de Martin Scorsese, qui reconnaît lui devoir beaucoup, notamment dans ses films Mean Streets ou La Dernière Tentation du Christ ; mais des cinéastes aussi différents que Pedro Costa, Pier Paolo Pasolini ou Derek Jarman sont également concernés. En termes de style cinématographique, le cinéma néoréaliste italien est sans doute celui qui bénéficie le plus directement de l'influence posthume de Caravage. L'historien de l'art Graham-Dixon affirme dans son ouvrage Caravaggio: A Life Sacred and Profane que « Caravage peut être considéré comme un pionnier du cinéma moderne. »

## Œuvre

### Évolution du catalogue

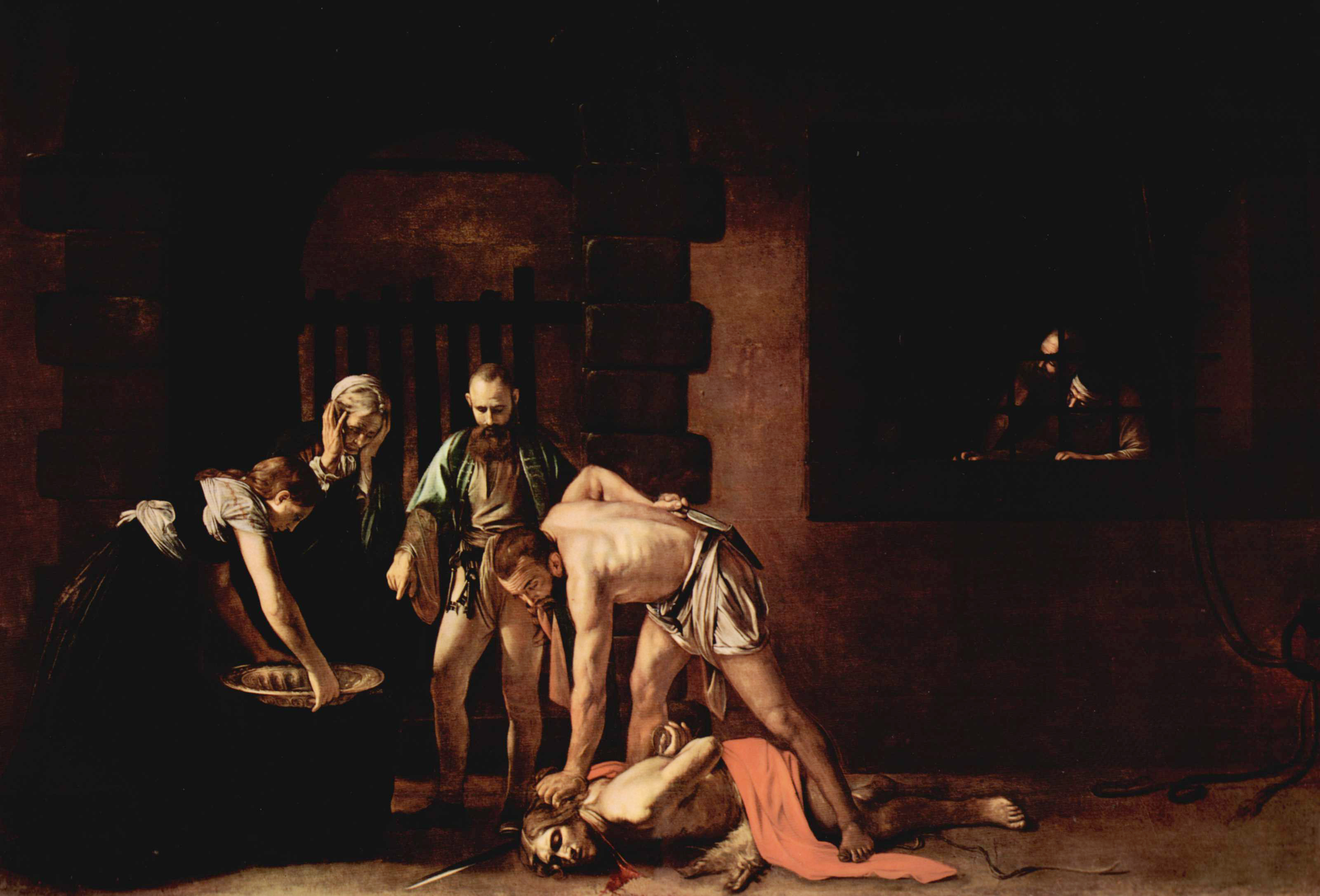
La Décollation de saint Jean-Baptiste,, 1608. Co-cathédrale Saint-Jean de La Valette, Malte.

Etant donné qu'aucun dessin de Caravage n'a jamais été retrouvé, toute son œuvre connue est constituée de peintures. Lors des premiers recensements, entre le XVIIIe siècle et le XIXe siècle, on énumère plus de 300 peintures qui lui sont attribuées ; mais l'estimation de Roberto Longhi est beaucoup plus modeste : « à tout compter, une centaine de tableaux ». Ce chiffre est tombé autour de 80 en 2014, sachant qu’un grand nombre a été perdu ou détruit. Dans ce groupe, une soixantaine d’œuvres sont reconnues unanimement par la communauté des spécialistes de Caravage, et quelques autres sont plus ou moins contestées quant à leur attribution.
Comme la plupart des artistes de cette époque, Caravage ne laisse ni date, ni signature sur ses tableaux, à deux exceptions près : La Décollation de saint Jean-Baptiste, qui est symboliquement signée avec la représentation du sang qui gicle au bas du tableau, et la première version (authentifiée en 2012) de la Tête de Méduse. Les attributions sont compliquées par le fait qu'il est d'usage courant à l'époque, pour certains artistes, d'exécuter des copies ou des variantes de leurs tableaux à succès — ce que fait Caravage pour plusieurs de ses œuvres, comme pour La Diseuse de bonne aventure — mais aussi que d'autres artistes peuvent se voir commander des copies de tableaux très appréciés. Des analyses stylistiques et physico-chimiques poussées (notamment par réflectographie infrarouge et par examen autoradiographique, favorisant la perception des étapes précoces ou antérieures sous la peinture finale), associées à des recherches en archives, permettent toutefois d'approcher un catalogue assez précis de l’œuvre de Caravage.
Outre d'éventuelles œuvres disparues à l'époque de Caravage ou après sa mort, trois de ses tableaux connus ont été détruits ou dérobés à Berlin en 1945, à la fin de la Seconde Guerre mondiale. Il s'agit de Saint Matthieu et l'Ange (la première version destinée à la chapelle Contarelli, exposée temporairement avant son achat privé, puis remplacée par une seconde version), du Portrait d'une courtisane et du Christ au Mont des Oliviers. Par ailleurs, la Nativité avec saint François et saint Laurent a été volée au musée de Palerme en 1969 (sans doute par la mafia sicilienne) et jamais retrouvée depuis. Enfin, il est possible que des tableaux installés dans l'église Sant'Anna dei Lombardi à Naples aient disparu dans un tremblement de terre en 1805 : il pourrait s'agir d'un Saint Jean, d'un Saint François et d'une Résurrection[réf. souhaitée].

### Polémiques d'attributions

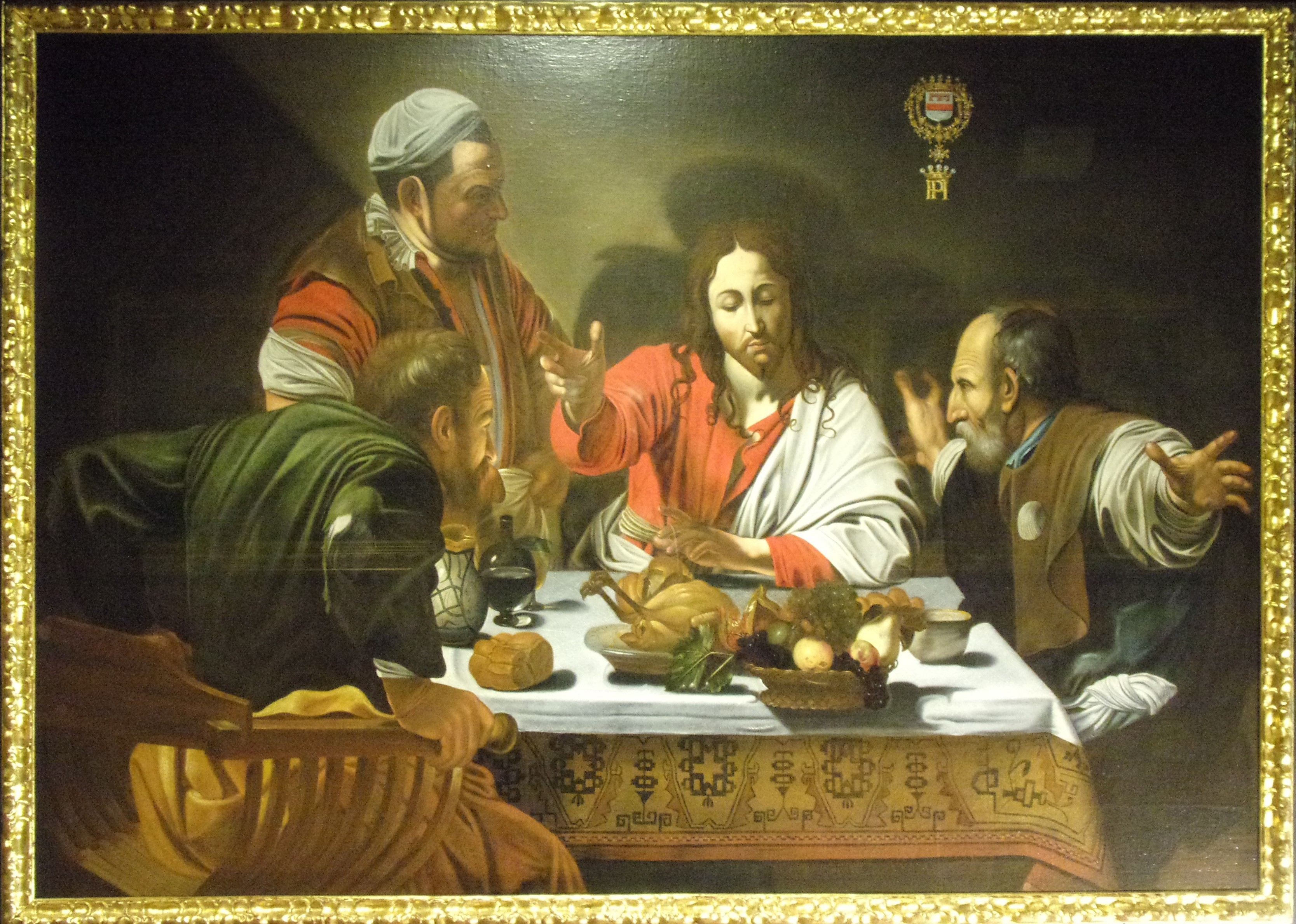
Le Souper à Emmaüs. Galerie Saint-Antoine, Loches.

Début 2006, une polémique a lieu au sujet de deux tableaux retrouvés en 1999 dans l'église Saint-Antoine de Loches en France. Il s'agit d'une version du Souper à Emmaüs et d'une version de L'Incrédulité de saint Thomas. Leur authenticité, affirmée par l'historien de l'art José Frèches, est contredite par un autre historien spécialiste de Caravage, le Britannique Clovis Whitfield, pour qui ils sont de Prospero Orsi, par Maria Cristina Terzaghi, professeure à l'université de Rome III, elle aussi spécialiste de Caravage, qui ne sait pas à qui les attribuer et par Pierre Rosenberg, ancien directeur du Louvre et Pierre Curie, conservateur à l’Inventaire et connaisseur de la peinture italienne du XVIIe siècle, qui les considèrent comme des copies anciennes du XVIIe siècle,. La municipalité de Loches, tenante de l'hypothèse des tableaux réalisés par l'artiste, souligne que Caravage a souvent exécuté plusieurs versions d'un même tableau, allant jusqu'à en effectuer des quasi-copies comportant seulement quelques détails différents et qu'ils apparaissent effectivement dans un inventaire autographe de Philippe de Béthune de 1608 indiquant deux tableaux originaux de Caravage. Le blason de Béthune est d'ailleurs peint sur les tableaux. Ils sont classés monument historique depuis 2002 comme des copies.

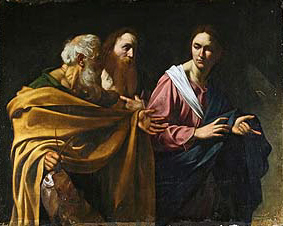
La Vocation de saint Pierre et saint André, 140 × 176 cm, 1603-1606, huile sur toile. Royal Collection, Londres.

À Londres, une nouvelle œuvre de Caravage est authentifiée en 2006, puis de nouveau considérée comme copie d'une peinture perdue. Relégué dans les sous-sols de la collection royale du palais de Buckingham, ce tableau intitulé La Vocation de saint Pierre et saint André et jusque-là considéré comme une copie, est attribué en novembre 2006 au peintre et exposé pour la première fois en mars 2007 dans une exposition consacrée à l'art italien. La toile, qui mesure 140 cm de haut sur 176 cm de large, sort d'une restauration. Le site de la Royal Collection indique toutefois qu'il s'agit d'une copie d'après Caravage, et propose également le titre alternatif de Pierre, Jacques et Jean.
En 2010 au Vatican, un tableau représentant le martyre de saint Laurent et appartenant aux Jésuites est affirmé comme étant de la main de Caravage. Toutefois, cette attribution ne résiste pas longtemps à l'analyse,.
Le 5 juillet 2012, une centaine de dessins et quelques peintures réalisés dans sa jeunesse auraient été retrouvés par des experts dans une collection à l'intérieur du château Sforzesco à Milan. Cette attribution, remise en doute par la quasi-totalité des spécialistes du peintre, est très peu probable,.
En avril 2016, deux experts révèlent qu'un tableau retrouvé par hasard deux ans plus tôt dans la région de Toulouse pourrait être de la main de Caravage. Ce tableau est une version de Judith et Holopherne, jusque-là uniquement connue de la main de Louis Finson, identifié comme la copie d'un original perdu de Caravage. L'attribution de ce tableau à Caravage est soutenue par certains spécialistes qui se basent sur des analyses radiographiques pour affirmer qu'il ne saurait être question d'une copie mais bien d'un original, sans pour autant susciter de consensus parmi les experts,. Cependant, l'importance de cette découverte convainc rapidement le ministère français de la Culture de classer ce tableau comme « trésor national » et de prononcer à son endroit un arrêté d'interdiction de sortie du territoire, en attente d'analyses complémentaires,. Finalement, le tableau n'est pas acquis par l'État français à cause du doute sur son attribution — d'autant que les vendeurs annoncent un prix extrêmement élevé ; mais il est vendu en 2019 à J. Tomilson Hill, un riche collectionneur américain, contre une somme qui n'est pas révélée au public mais qui serait de 96 millions d'euros (110 millions de dollars),.

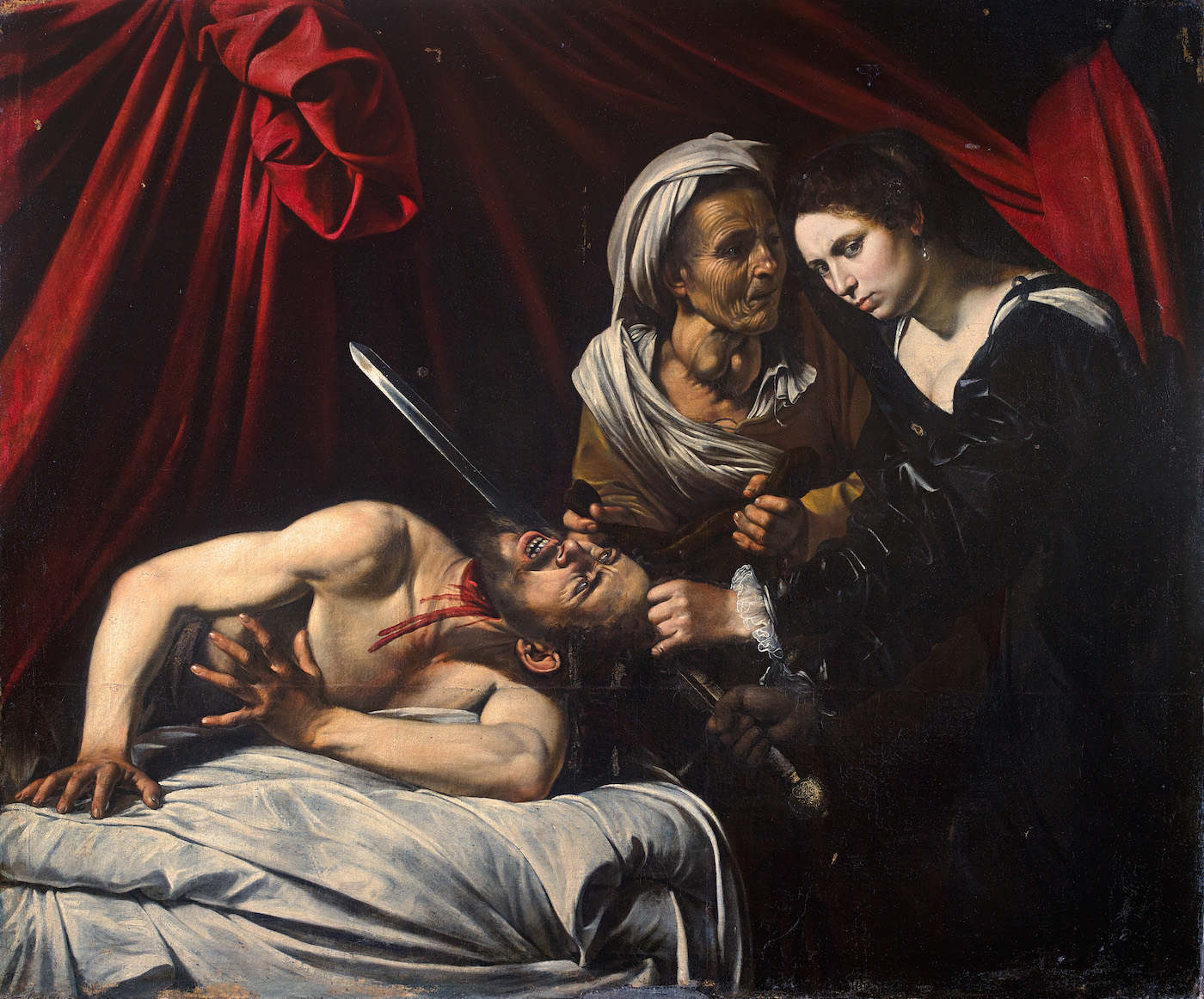
Judith décapitant Holopherne attribué au Caravage, 144 × 173 cm, 1607, retrouvé près de Toulouse en 2014.
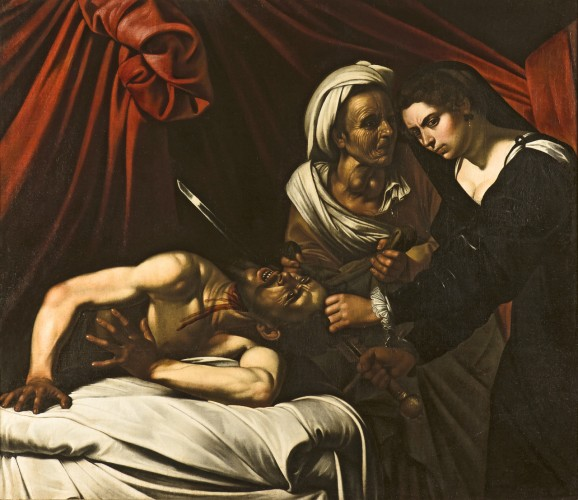
Judith décapitant Holopherne, par Louis Finson, 140 × 160 cm, vers 1607, palais Zevallos (Naples).
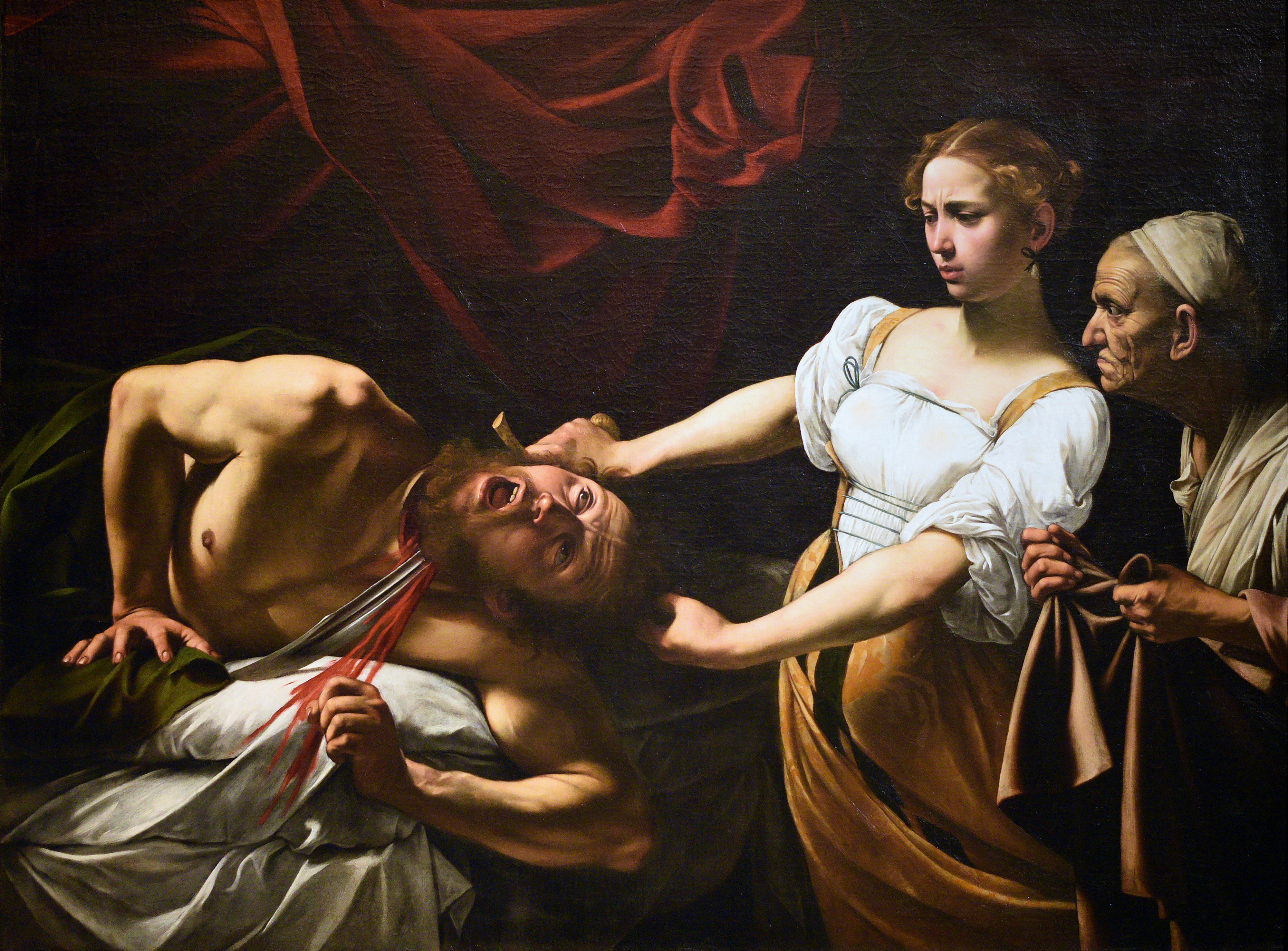
Judith décapitant Holopherne, par Caravage, 145 × 195 cm, 1598, galerie nationale d'Art ancien (Rome).

Du 10 novembre 2016 au 5 février 2017, la pinacothèque de Brera organise une exposition sous forme de confrontation entre des peintures attribuées et d'autres en débat d'attribution : « Terzo dialogo. Attorno a Caravaggio ».
En septembre 2017, constatant la multiplication des attributions plus ou moins fantaisistes soutenues par des experts aux qualifications parfois douteuses, la galerie Borghèse de Rome annonce sa décision de lancer un institut dédié à Caravage, le Caravaggio Research Institute, qui doit offrir à la fois un centre de recherches sur l’œuvre du peintre mais aussi un programme d'expositions internationales. L'entreprise Fendi, spécialisée dans le luxe, s'associe à ce projet comme mécène, au moins pour le lancement et les trois premières années.

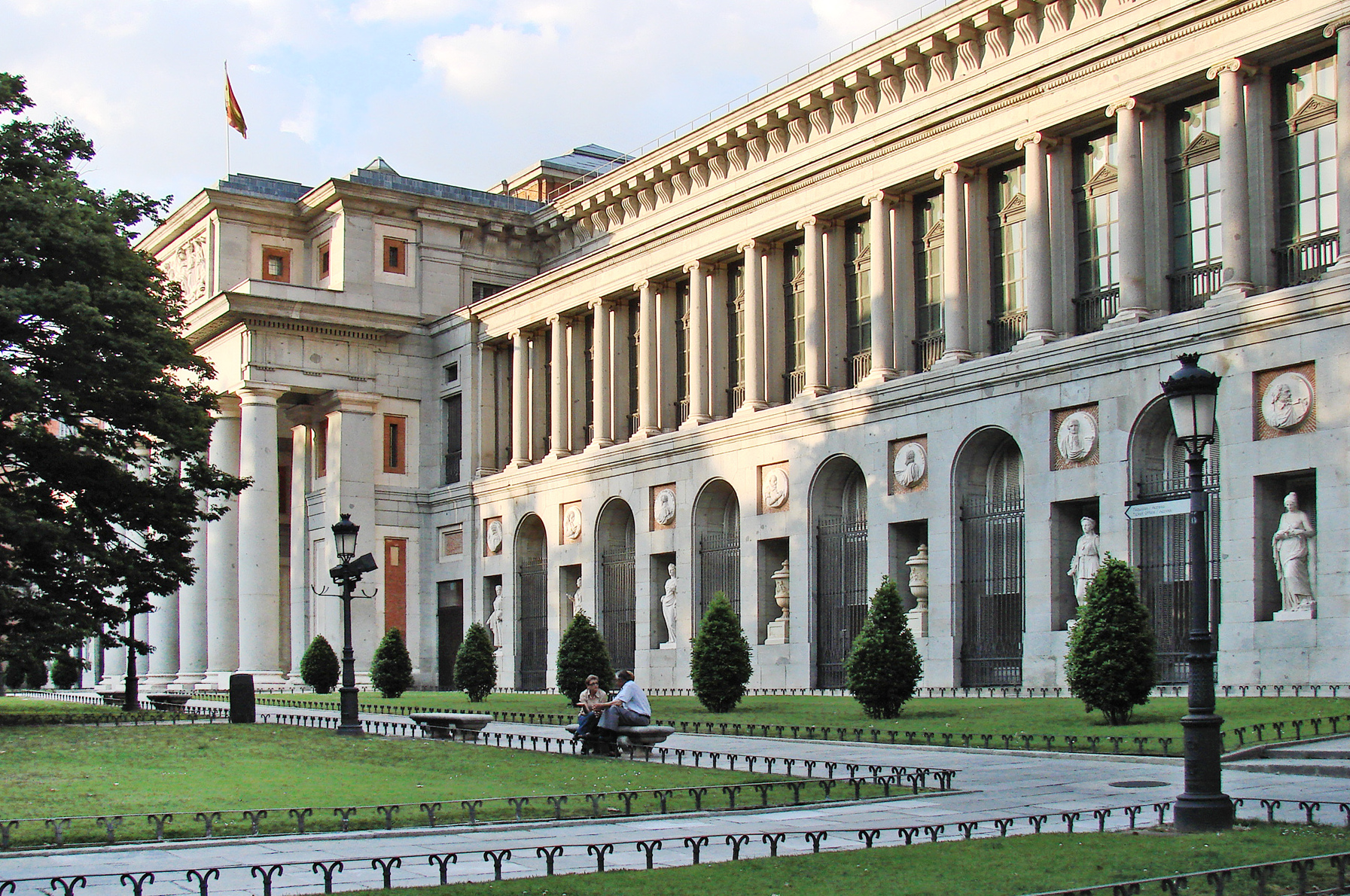
Le musée du Prado à Madrid est partie prenante dans l'enquête sur la toile découverte en 2021, un Ecce Homo qui finit effectivement par être réattribué à Caravage.

Au mois d'avril 2021, une vente aux enchères défraie la chronique en Espagne à l'occasion de la vente d'un Ecce Homo : un tableau anonyme, intitulé Le Couronnement d'épines et attribué à « l'entourage de Ribera », est proposé au milieu d'une vaste vente d’œuvres diverses, pour une estimation initiale de 1 500 euros selon le catalogue de la maison d'enchères. Mais l'État espagnol intervient avant la conclusion de la vente ; en effet, cette œuvre pourrait être un nouveau tableau autographe de Caravage,. L'action du ministère espagnol de la culture bloque l'exportation du tableau dans l'attente de recherches complémentaires,. Cette précaution s'avère opportune, puisqu'après restauration et grâce à des examens poussés, la toile est finalement réattribuée à Caravage.

## Historiographie
Des milliers d'ouvrages ont été écrits au sujet de Caravage, mais un seul biographe mentionne son nom dans un ouvrage publié du vivant du peintre : il s'agit du Néerlandais Carel van Mander, qui publie son Schilder-boeck en 1604. Dès cette première mention, les mœurs de Caravage sont jugées avec une sévérité qu'accroît la différence culturelle entre l'auteur hollandais et le milieu artistique romain. En 1615 (soit cinq ans après la mort de Caravage), son nom est à nouveau cité dans deux nouvelles publications portant sur la théorie picturale, l'une de Agucchi qui vise plutôt à défendre une peinture classique idéalisante contre l'imitation caravagesque de la Nature, et l'autre du peintre Giulio Cesare Gigli qui évoque le caractère « fantasque » de Caravage mais cite aussi des louanges à son propos.
L'ouvrage suivant est essentiel, car il s'agit d'une première véritable biographie qui marque durablement la réputation de Caravage. C'est l’œuvre du médecin et amateur d'art de Sienne, Giulio Mancini, dont le traité intitulé Considérations sur la peinture est publié à titre posthume en 1619. Il témoigne du succès rencontré par Caravage à Rome, se montre admiratif de son « grand esprit » et évoque certaines « extravagances » dans son attitude, mais il s'efforce de ne pas colporter de légende négative à son propos. Néanmoins, une brève note ajoutée ultérieurement et quasi-illisible fait mention d'une peine de prison d'un an pour un « délit » commis à Milan. Ce détail, dont la véracité est très douteuse, est ensuite repris et infiniment amplifié par les adversaires de Caravage,. Au premier rang de ses ennemis se trouve Giovanni Baglione qui, après avoir été en conflit ouvert avec lui de son vivant, rédige aux alentours de 1625 sa propre biographie du peintre, publiée en 1642 et qui entache durablement la réputation de Caravage.

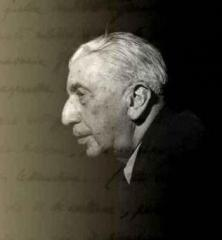
L'historien de l'art Roberto Longhi vers 1960.

Giovanni Pietro Bellori se réfère ainsi aux accusations d'immoralité dues à Baglione lorsqu'il rédige à son tour la biographie de Caravage dans son célèbre ouvrage achevé en 1645 mais publié vingt ans plus tard, Vite dei pittori, scultori ed architetti moderni. À la suite de Agucchi, il se pose en défenseur d'une beauté idéale liée à un mode de vie irréprochable, et critique violemment Caravage, « mort aussi mal qu'il a vécu » : il vise surtout en réalité les caravagesques qui l'ont suivi. Il rassemble néanmoins bon nombre d'informations utiles sur la vie, l’œuvre et les commanditaires de Caravage. D'autres ouvrages encore sont publiés au fil du XVIIe siècle, qui reprennent fréquemment les assertions accusatrices de Bellori pour confirmer le rôle qu'a joué Caravage dans la ruine supposée de la peinture (par exemple Scaramuccia en 1674, ou encore le Bolonais Malvasia quatre ans plus tard). Quelques publications, certes beaucoup plus rares, existent néanmoins qui émettent un avis plus clairement laudateur sur l'art de Caravage, dont la Teutsche Academie de Joachim von Sandrart.
Paradoxalement, il est possible de considérer que la popularité de Caravage à partir du XXe siècle repose encore largement sur la manipulation de Bellori, selon le principe postromantique que le génie et la criminalité (ou la folie) sont en grande proximité,.
Au XXe siècle, l'intérêt retrouvé du public et des historiens de l'art pour Caravage doit beaucoup à Roberto Longhi qui publie à partir de 1926 des séries d'analyses sur Caravage, sur son entourage, ses prédécesseurs et ses suiveurs (en France en particulier) ; Longhi joue notamment un rôle majeur dans le rattachement du peintre à ses sources typiquement lombardes, tout comme il identifie le rôle néfaste des premiers biographes dans son destin critique : « la critique […] s'enlise dans le marais de l'« Idée » de Bellori et y demeure, occupée à croasser contre l'artiste, jusqu'au temps du néoclassicisme ». À ses côtés ou à sa suite, nombreux sont les historiens et critiques du monde entier à s'intéresser à Caravage et à proposer de nombreuses publications à son sujet, notamment dans le Burlington Magazine : sans pouvoir être exhaustif, il est possible de citer parmi les plus importants les Britanniques Denis Mahon, Helen Langdon et John T. Spike, les Italiens Lionello Venturi, Mina Gregori, Maurizio Marini et Maurizio Calvesi, les Américains Catherine Puglisi et Richard Spear, les Allemands Walter Friedlaender, Sybille Ebert-Schifferer et Sebastian Schütze, l'Autrichien Wolfgang Kallab (cs), etc.

## Hommages

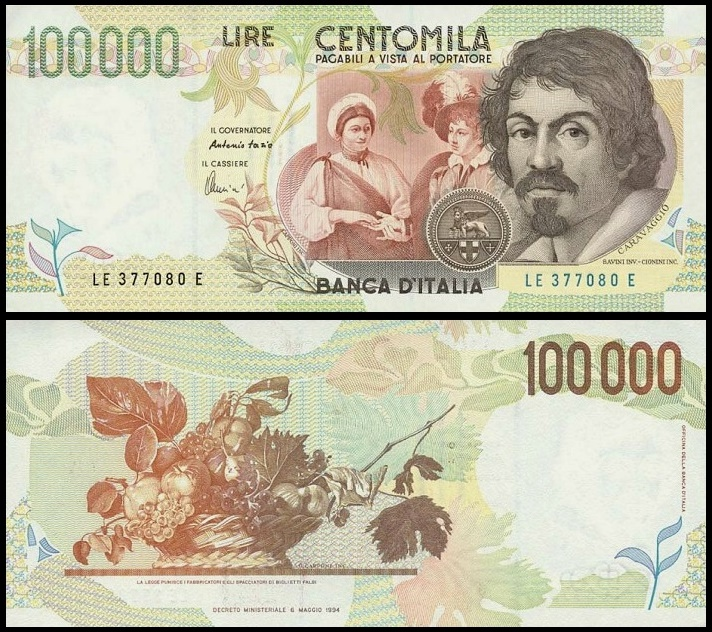
100000 Lires Caravaggio.

La Banque d'Italie imprime au cours des années 1990-1997 un billet de 100 000 lires à l'effigie de Caravage. La république de Saint-Marin crée plusieurs pièces de monnaie en hommage à Caravage en 2010, puis une en 2018 qui reprend la scène du souper à Emmaüs.
Des timbres postaux représentant des tableaux de Caravage, ou bien des portraits de Caravage lui-même, sont émis en Italie, à Malte, au Vatican et dans de nombreux autres pays.
Parmi les hommages liés au 400e anniversaire de sa mort, la ville de Rome organise en 2010 une exposition exceptionnelle des tableaux de Caravage au palais du Quirinal.
Un monument funéraire lui est dédié en juillet 2014 dans le village de Porto Ercole où il trouve la mort en 1610, en dépit de vives critiques et malgré les doutes concernant l'authenticité des ossements qui y sont conservés.

### Documentation

#### Vidéos documentaires
- La magie du clair-obscur, réalisé par Massimo Magri pour ARTE, 2008, 52 min[248].
  - [vidéo] partie 1, 19 minutes
  - [vidéo] partie 2, 20 minutes
  - [vidéo] partie 3, 13 minutes
- Le Caravage, une vie en clair-obscur, réalisé par Valérie Manuel pour l'émission télévisée Le Jour du Seigneur, France 2[249].
  - [vidéo] 1re partie : Rome, 26 min
  - [vidéo] 2e partie : L'Errance, 26 min
- Le Caravage, héritage d'un révolutionnaire réalisé par Massimo Magri en 2010[250].
- Le Caravage et la mort réalisé par Stefanie Appel en 2010[251].
- Caravage dans la splendeur des ombres réalisé par Jean-Michel Meurice en 2015[252],[253].
- Caravaggio, corps et âme réalisé par Jesus Garces Lambert en 2018[254].
- Caravage à Rome, l'exposition à Paris, visite guidée par Pierre Curie à l'occasion de l'exposition au musée Jacquemart-André, 2018 [255].
- Le Caravage, un fugitif à Malte réalisé par Anna-Gaëlle Brault en 2020[256].
- Polyclète et Caravage, épisode de Les révolutions du regard par Anne-Marie Sangla en 2022[257].
- Caravage : un chef-d'œuvre sort de l'ombre réalisé par Frédéric Wilner, 2023[258],[259].

#### Œuvres de fiction et créations

##### Romans, essais
- Claude Esteban, L'Ordre donné à la nuit, Verdier, 2005 (essai sur La Vocation de saint Matthieu).
- Peter Dempf (trad. Joël Falcoz), Le mystère Caravage, Le Cherche-Midi, 2021 (ISBN 2749166144) (roman).
- Dominique Fernandez, La Course à l'abîme, Grasset, Livre de Poche, 2002 (roman).
- Francesco Fioretti, Dans le miroir du Caravage, Pocket, 2016 (1re éd. 2012), 352 p. (ISBN 226627757X).
- Yannick Haenel, La solitude Caravage, Fayard, 2019 (ISBN 9782213706306) (essai).
- Christian Liger, Il se mit à courir le long du rivage, Robert Laffont, 2001, 306 p. (ISBN 2-221-09534-0).
- (en) Peter Robb, M, The Man who became Caravaggio, 2000[260] (biographie romancée).
- Gérard Mans, Poche de Noir, Maelstrom, 2014, 280 p. (ISBN 978-2875051929) (roman).
- Guy Walter, Le Caravage, peintre, éd. Verticales, 2001 (portrait romancé).
- Alain Le Ninèze, Le dernier sommeil selon Caravage, Ateliers Henry Dougier, Paris, 2022.

##### Bande dessinée
- Milo Manara (trad. Aurore Schmid), Le Caravage : La Palette et l'épée (tome 1) ; La Grâce (tome 2), Glénat, 2015 et 2018 (ISBN 9782723489874 et 9782723491211)[261],[262].

##### Films

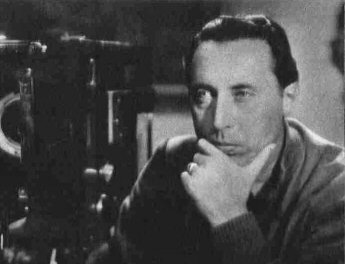
Le réalisateur Goffredo Alessandrini réalise en 1941 le film Caravaggio, le peintre maudit.

- Michel-Ange de Caravage, le peintre maudit, film italien réalisé par Goffredo Alessandrini en 1941, sorti en France en 1947[263].
- Caravaggio, film britannique réalisé par Derek Jarman en 1986[264].
- I.M.Caravaggio, film américain réalisé par Derek Stonebarger en 2011[265].
- Caravage (L'ombra di Caravaggio), film franco-italien réalisé par Michele Placido en 2022[266].

##### Télévision

###### Feuilleton
- Caravaggio, production italienne réalisé par Silverio Blasi en 1967 avec Gian Maria Volonté[267].

###### Téléfilm
- Caravaggio, production franco-germano-italien réalisé par Angelo Longoni en 2007[268].

##### Théâtre
- Caravaggio solo, créé et représenté en 2005 par Damien Ricour[269].
- Moi, Caravage, créé et représenté en 2010 par Cesare Capitani, d'après le roman de Dominique Fernandez[270], publié aux Éditions TriArtis en français et en italien,  (ISBN 978-2-916724-83-6).

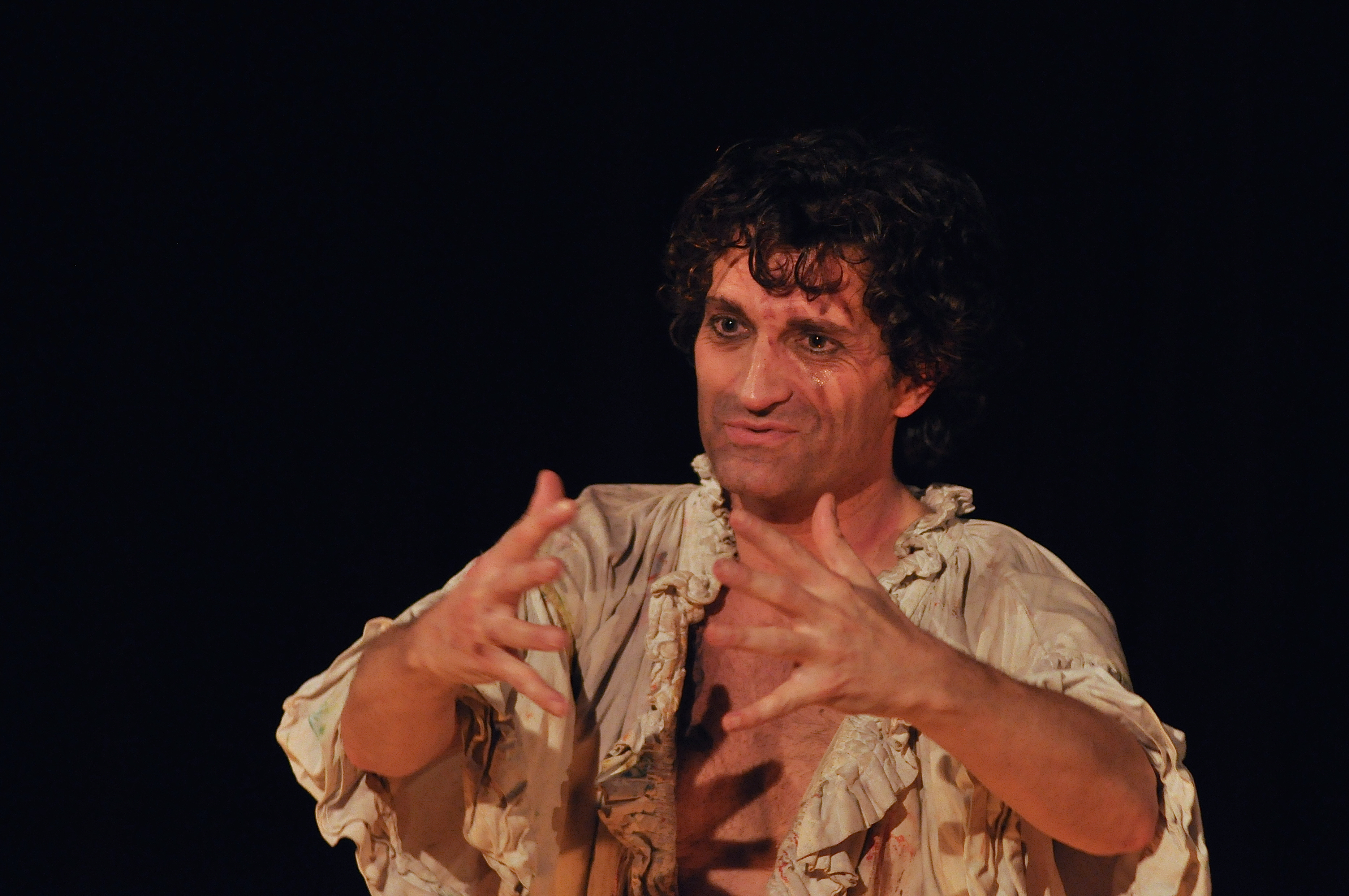
Le comédien Cesare Capitani interprétant Moi, Caravage.

##### Musique

###### Ballet
- Caravaggio, chorégraphie de Mauro Bigonzetti sur une musique de Bruno Moretti, d'après Monteverdi[271].

###### Chanson
- Caravaggio, chanson de Claudia Faniello destinée au concours de l'Eurovision pour Malte en 2008[272].

###### Opéras
- Caravaggio de Suzanne Giraud, créé en 2012 d'après le roman de Dominique Fernandez[273].
- Caravaggio de Nikolaus Schapfl, livret en anglais de Matthew Faulk[274].

##### Mode
- Le créateur Virgil Abloh utilise le visage de Caravage et ses œuvres pour quelques pièces parues en 2018 et en 2019 pour la marque Off-White[275].